# Defensa eslava
La defensa eslava és una obertura d'escacs que comença amb els moviments:
1. d4 d5
2. c4 c6
L'eslava és una de les principals defenses contra el gambit de dama. Tot i que fou analitzada ja el 1590, no fou fins als 1920 que va començar a ser explorada de forma intensiva. Molts mestres d'ascendència eslava varen ajudar a desenvolupar la teoria d'aquesta obertura, incloent Alapin, Alekhin, Bogoliúbov i Vidmar.
L'eslava va ser posada a prova de manera especial en els matxs Alekhin–Euwe pel Campionat del món de 1935 i 1937. Jugada per 11 dels primers 13 Campions del món, aquesta defensa fou especialment afavoriada per Euwe, Botvínnik i Smislov. Més recentment, l'han adoptada Anand, Ivanchuk, Lautier, Short i d'altres GMs d'elit, incloent-hi el seu ús en sis de les vuit partides que en Vladímir Kràmnik jugà amb negres al Campionat del món de 2006 (a les altres dues, va jugar la molt relacionada defensa semieslava).
|  |

## Consideracions generals
Les negres lluiten contra els tres més grans problemes en moltes variants del gambit de dama refusat:
1. El desenvolupament de l'alfil de dama negre és difícil, ja que sovint està bloquejat per ...e6.
2. L'estructura de peons ofereix objectius a les blanques, especialment la possibilitat d'un atac de minories al flanc de dama a la variant del canvi del gambit de dama refusat.
3. Les blanques sovint fan Ag5 per clavar el cavall negre de f6 contra la dama, i sortir de la clavada acostuma a ser molest per les negres.

L'eslava es dirigeix precisament contra tots aquests problemes. L'alfil de dama negre no està bloquejat, l'estructura de peons queda equilibrada, i la jugada Ag5 ja no és una amenaça, atès que el peó negre d'e7 no s'ha mogut, i això evita la clavada. A més a més, si les negres posteriorment prenen el peó de gambit amb ...dxc4, el suport proporcionat pel peó a c6 permet ...b5 que pretén retenir el peó, o fer fora la peça blanca que l'hagi recapturat, guanyant un temps per a l'expansió al flanc de dama.
D'altra banda, les negres normalment no podran desenvolupar l'alfil de dama sense cedir primer el centre amb ...dxc4, i a més aquest desenvolupament afeblirà el seu flanc de dama. Addicionament, la ruptura temàtica ...c5 incorre en una pèrdua de temps.

## Variants principals
|   | a | b | c | d | e | f | g | h |   |
| 8 | a8 negres torre · b8 negres cavall · c8 negres alfil · d8 negres dama · e8 negres rei · f8 negres alfil · g8 negres cavall · h8 negres torre · a7 negres peó · b7 negres peó · e7 negres peó · f7 negres peó · g7 negres peó · h7 negres peó · d5 negres peó · d4 blanques peó · a2 blanques peó · b2 blanques peó · e2 blanques peó · f2 blanques peó · g2 blanques peó · h2 blanques peó · a1 blanques torre · b1 blanques cavall · c1 blanques alfil · d1 blanques dama · e1 blanques rei · f1 blanques alfil · g1 blanques cavall · h1 blanques torre | a8 negres torre · b8 negres cavall · c8 negres alfil · d8 negres dama · e8 negres rei · f8 negres alfil · g8 negres cavall · h8 negres torre · a7 negres peó · b7 negres peó · e7 negres peó · f7 negres peó · g7 negres peó · h7 negres peó · d5 negres peó · d4 blanques peó · a2 blanques peó · b2 blanques peó · e2 blanques peó · f2 blanques peó · g2 blanques peó · h2 blanques peó · a1 blanques torre · b1 blanques cavall · c1 blanques alfil · d1 blanques dama · e1 blanques rei · f1 blanques alfil · g1 blanques cavall · h1 blanques torre | a8 negres torre · b8 negres cavall · c8 negres alfil · d8 negres dama · e8 negres rei · f8 negres alfil · g8 negres cavall · h8 negres torre · a7 negres peó · b7 negres peó · e7 negres peó · f7 negres peó · g7 negres peó · h7 negres peó · d5 negres peó · d4 blanques peó · a2 blanques peó · b2 blanques peó · e2 blanques peó · f2 blanques peó · g2 blanques peó · h2 blanques peó · a1 blanques torre · b1 blanques cavall · c1 blanques alfil · d1 blanques dama · e1 blanques rei · f1 blanques alfil · g1 blanques cavall · h1 blanques torre | a8 negres torre · b8 negres cavall · c8 negres alfil · d8 negres dama · e8 negres rei · f8 negres alfil · g8 negres cavall · h8 negres torre · a7 negres peó · b7 negres peó · e7 negres peó · f7 negres peó · g7 negres peó · h7 negres peó · d5 negres peó · d4 blanques peó · a2 blanques peó · b2 blanques peó · e2 blanques peó · f2 blanques peó · g2 blanques peó · h2 blanques peó · a1 blanques torre · b1 blanques cavall · c1 blanques alfil · d1 blanques dama · e1 blanques rei · f1 blanques alfil · g1 blanques cavall · h1 blanques torre | a8 negres torre · b8 negres cavall · c8 negres alfil · d8 negres dama · e8 negres rei · f8 negres alfil · g8 negres cavall · h8 negres torre · a7 negres peó · b7 negres peó · e7 negres peó · f7 negres peó · g7 negres peó · h7 negres peó · d5 negres peó · d4 blanques peó · a2 blanques peó · b2 blanques peó · e2 blanques peó · f2 blanques peó · g2 blanques peó · h2 blanques peó · a1 blanques torre · b1 blanques cavall · c1 blanques alfil · d1 blanques dama · e1 blanques rei · f1 blanques alfil · g1 blanques cavall · h1 blanques torre | a8 negres torre · b8 negres cavall · c8 negres alfil · d8 negres dama · e8 negres rei · f8 negres alfil · g8 negres cavall · h8 negres torre · a7 negres peó · b7 negres peó · e7 negres peó · f7 negres peó · g7 negres peó · h7 negres peó · d5 negres peó · d4 blanques peó · a2 blanques peó · b2 blanques peó · e2 blanques peó · f2 blanques peó · g2 blanques peó · h2 blanques peó · a1 blanques torre · b1 blanques cavall · c1 blanques alfil · d1 blanques dama · e1 blanques rei · f1 blanques alfil · g1 blanques cavall · h1 blanques torre | a8 negres torre · b8 negres cavall · c8 negres alfil · d8 negres dama · e8 negres rei · f8 negres alfil · g8 negres cavall · h8 negres torre · a7 negres peó · b7 negres peó · e7 negres peó · f7 negres peó · g7 negres peó · h7 negres peó · d5 negres peó · d4 blanques peó · a2 blanques peó · b2 blanques peó · e2 blanques peó · f2 blanques peó · g2 blanques peó · h2 blanques peó · a1 blanques torre · b1 blanques cavall · c1 blanques alfil · d1 blanques dama · e1 blanques rei · f1 blanques alfil · g1 blanques cavall · h1 blanques torre | a8 negres torre · b8 negres cavall · c8 negres alfil · d8 negres dama · e8 negres rei · f8 negres alfil · g8 negres cavall · h8 negres torre · a7 negres peó · b7 negres peó · e7 negres peó · f7 negres peó · g7 negres peó · h7 negres peó · d5 negres peó · d4 blanques peó · a2 blanques peó · b2 blanques peó · e2 blanques peó · f2 blanques peó · g2 blanques peó · h2 blanques peó · a1 blanques torre · b1 blanques cavall · c1 blanques alfil · d1 blanques dama · e1 blanques rei · f1 blanques alfil · g1 blanques cavall · h1 blanques torre | 8 |
| 7 | a8 negres torre · b8 negres cavall · c8 negres alfil · d8 negres dama · e8 negres rei · f8 negres alfil · g8 negres cavall · h8 negres torre · a7 negres peó · b7 negres peó · e7 negres peó · f7 negres peó · g7 negres peó · h7 negres peó · d5 negres peó · d4 blanques peó · a2 blanques peó · b2 blanques peó · e2 blanques peó · f2 blanques peó · g2 blanques peó · h2 blanques peó · a1 blanques torre · b1 blanques cavall · c1 blanques alfil · d1 blanques dama · e1 blanques rei · f1 blanques alfil · g1 blanques cavall · h1 blanques torre | a8 negres torre · b8 negres cavall · c8 negres alfil · d8 negres dama · e8 negres rei · f8 negres alfil · g8 negres cavall · h8 negres torre · a7 negres peó · b7 negres peó · e7 negres peó · f7 negres peó · g7 negres peó · h7 negres peó · d5 negres peó · d4 blanques peó · a2 blanques peó · b2 blanques peó · e2 blanques peó · f2 blanques peó · g2 blanques peó · h2 blanques peó · a1 blanques torre · b1 blanques cavall · c1 blanques alfil · d1 blanques dama · e1 blanques rei · f1 blanques alfil · g1 blanques cavall · h1 blanques torre | a8 negres torre · b8 negres cavall · c8 negres alfil · d8 negres dama · e8 negres rei · f8 negres alfil · g8 negres cavall · h8 negres torre · a7 negres peó · b7 negres peó · e7 negres peó · f7 negres peó · g7 negres peó · h7 negres peó · d5 negres peó · d4 blanques peó · a2 blanques peó · b2 blanques peó · e2 blanques peó · f2 blanques peó · g2 blanques peó · h2 blanques peó · a1 blanques torre · b1 blanques cavall · c1 blanques alfil · d1 blanques dama · e1 blanques rei · f1 blanques alfil · g1 blanques cavall · h1 blanques torre | a8 negres torre · b8 negres cavall · c8 negres alfil · d8 negres dama · e8 negres rei · f8 negres alfil · g8 negres cavall · h8 negres torre · a7 negres peó · b7 negres peó · e7 negres peó · f7 negres peó · g7 negres peó · h7 negres peó · d5 negres peó · d4 blanques peó · a2 blanques peó · b2 blanques peó · e2 blanques peó · f2 blanques peó · g2 blanques peó · h2 blanques peó · a1 blanques torre · b1 blanques cavall · c1 blanques alfil · d1 blanques dama · e1 blanques rei · f1 blanques alfil · g1 blanques cavall · h1 blanques torre | a8 negres torre · b8 negres cavall · c8 negres alfil · d8 negres dama · e8 negres rei · f8 negres alfil · g8 negres cavall · h8 negres torre · a7 negres peó · b7 negres peó · e7 negres peó · f7 negres peó · g7 negres peó · h7 negres peó · d5 negres peó · d4 blanques peó · a2 blanques peó · b2 blanques peó · e2 blanques peó · f2 blanques peó · g2 blanques peó · h2 blanques peó · a1 blanques torre · b1 blanques cavall · c1 blanques alfil · d1 blanques dama · e1 blanques rei · f1 blanques alfil · g1 blanques cavall · h1 blanques torre | a8 negres torre · b8 negres cavall · c8 negres alfil · d8 negres dama · e8 negres rei · f8 negres alfil · g8 negres cavall · h8 negres torre · a7 negres peó · b7 negres peó · e7 negres peó · f7 negres peó · g7 negres peó · h7 negres peó · d5 negres peó · d4 blanques peó · a2 blanques peó · b2 blanques peó · e2 blanques peó · f2 blanques peó · g2 blanques peó · h2 blanques peó · a1 blanques torre · b1 blanques cavall · c1 blanques alfil · d1 blanques dama · e1 blanques rei · f1 blanques alfil · g1 blanques cavall · h1 blanques torre | a8 negres torre · b8 negres cavall · c8 negres alfil · d8 negres dama · e8 negres rei · f8 negres alfil · g8 negres cavall · h8 negres torre · a7 negres peó · b7 negres peó · e7 negres peó · f7 negres peó · g7 negres peó · h7 negres peó · d5 negres peó · d4 blanques peó · a2 blanques peó · b2 blanques peó · e2 blanques peó · f2 blanques peó · g2 blanques peó · h2 blanques peó · a1 blanques torre · b1 blanques cavall · c1 blanques alfil · d1 blanques dama · e1 blanques rei · f1 blanques alfil · g1 blanques cavall · h1 blanques torre | a8 negres torre · b8 negres cavall · c8 negres alfil · d8 negres dama · e8 negres rei · f8 negres alfil · g8 negres cavall · h8 negres torre · a7 negres peó · b7 negres peó · e7 negres peó · f7 negres peó · g7 negres peó · h7 negres peó · d5 negres peó · d4 blanques peó · a2 blanques peó · b2 blanques peó · e2 blanques peó · f2 blanques peó · g2 blanques peó · h2 blanques peó · a1 blanques torre · b1 blanques cavall · c1 blanques alfil · d1 blanques dama · e1 blanques rei · f1 blanques alfil · g1 blanques cavall · h1 blanques torre | 7 |
| 6 | a8 negres torre · b8 negres cavall · c8 negres alfil · d8 negres dama · e8 negres rei · f8 negres alfil · g8 negres cavall · h8 negres torre · a7 negres peó · b7 negres peó · e7 negres peó · f7 negres peó · g7 negres peó · h7 negres peó · d5 negres peó · d4 blanques peó · a2 blanques peó · b2 blanques peó · e2 blanques peó · f2 blanques peó · g2 blanques peó · h2 blanques peó · a1 blanques torre · b1 blanques cavall · c1 blanques alfil · d1 blanques dama · e1 blanques rei · f1 blanques alfil · g1 blanques cavall · h1 blanques torre | a8 negres torre · b8 negres cavall · c8 negres alfil · d8 negres dama · e8 negres rei · f8 negres alfil · g8 negres cavall · h8 negres torre · a7 negres peó · b7 negres peó · e7 negres peó · f7 negres peó · g7 negres peó · h7 negres peó · d5 negres peó · d4 blanques peó · a2 blanques peó · b2 blanques peó · e2 blanques peó · f2 blanques peó · g2 blanques peó · h2 blanques peó · a1 blanques torre · b1 blanques cavall · c1 blanques alfil · d1 blanques dama · e1 blanques rei · f1 blanques alfil · g1 blanques cavall · h1 blanques torre | a8 negres torre · b8 negres cavall · c8 negres alfil · d8 negres dama · e8 negres rei · f8 negres alfil · g8 negres cavall · h8 negres torre · a7 negres peó · b7 negres peó · e7 negres peó · f7 negres peó · g7 negres peó · h7 negres peó · d5 negres peó · d4 blanques peó · a2 blanques peó · b2 blanques peó · e2 blanques peó · f2 blanques peó · g2 blanques peó · h2 blanques peó · a1 blanques torre · b1 blanques cavall · c1 blanques alfil · d1 blanques dama · e1 blanques rei · f1 blanques alfil · g1 blanques cavall · h1 blanques torre | a8 negres torre · b8 negres cavall · c8 negres alfil · d8 negres dama · e8 negres rei · f8 negres alfil · g8 negres cavall · h8 negres torre · a7 negres peó · b7 negres peó · e7 negres peó · f7 negres peó · g7 negres peó · h7 negres peó · d5 negres peó · d4 blanques peó · a2 blanques peó · b2 blanques peó · e2 blanques peó · f2 blanques peó · g2 blanques peó · h2 blanques peó · a1 blanques torre · b1 blanques cavall · c1 blanques alfil · d1 blanques dama · e1 blanques rei · f1 blanques alfil · g1 blanques cavall · h1 blanques torre | a8 negres torre · b8 negres cavall · c8 negres alfil · d8 negres dama · e8 negres rei · f8 negres alfil · g8 negres cavall · h8 negres torre · a7 negres peó · b7 negres peó · e7 negres peó · f7 negres peó · g7 negres peó · h7 negres peó · d5 negres peó · d4 blanques peó · a2 blanques peó · b2 blanques peó · e2 blanques peó · f2 blanques peó · g2 blanques peó · h2 blanques peó · a1 blanques torre · b1 blanques cavall · c1 blanques alfil · d1 blanques dama · e1 blanques rei · f1 blanques alfil · g1 blanques cavall · h1 blanques torre | a8 negres torre · b8 negres cavall · c8 negres alfil · d8 negres dama · e8 negres rei · f8 negres alfil · g8 negres cavall · h8 negres torre · a7 negres peó · b7 negres peó · e7 negres peó · f7 negres peó · g7 negres peó · h7 negres peó · d5 negres peó · d4 blanques peó · a2 blanques peó · b2 blanques peó · e2 blanques peó · f2 blanques peó · g2 blanques peó · h2 blanques peó · a1 blanques torre · b1 blanques cavall · c1 blanques alfil · d1 blanques dama · e1 blanques rei · f1 blanques alfil · g1 blanques cavall · h1 blanques torre | a8 negres torre · b8 negres cavall · c8 negres alfil · d8 negres dama · e8 negres rei · f8 negres alfil · g8 negres cavall · h8 negres torre · a7 negres peó · b7 negres peó · e7 negres peó · f7 negres peó · g7 negres peó · h7 negres peó · d5 negres peó · d4 blanques peó · a2 blanques peó · b2 blanques peó · e2 blanques peó · f2 blanques peó · g2 blanques peó · h2 blanques peó · a1 blanques torre · b1 blanques cavall · c1 blanques alfil · d1 blanques dama · e1 blanques rei · f1 blanques alfil · g1 blanques cavall · h1 blanques torre | a8 negres torre · b8 negres cavall · c8 negres alfil · d8 negres dama · e8 negres rei · f8 negres alfil · g8 negres cavall · h8 negres torre · a7 negres peó · b7 negres peó · e7 negres peó · f7 negres peó · g7 negres peó · h7 negres peó · d5 negres peó · d4 blanques peó · a2 blanques peó · b2 blanques peó · e2 blanques peó · f2 blanques peó · g2 blanques peó · h2 blanques peó · a1 blanques torre · b1 blanques cavall · c1 blanques alfil · d1 blanques dama · e1 blanques rei · f1 blanques alfil · g1 blanques cavall · h1 blanques torre | 6 |
| 5 | a8 negres torre · b8 negres cavall · c8 negres alfil · d8 negres dama · e8 negres rei · f8 negres alfil · g8 negres cavall · h8 negres torre · a7 negres peó · b7 negres peó · e7 negres peó · f7 negres peó · g7 negres peó · h7 negres peó · d5 negres peó · d4 blanques peó · a2 blanques peó · b2 blanques peó · e2 blanques peó · f2 blanques peó · g2 blanques peó · h2 blanques peó · a1 blanques torre · b1 blanques cavall · c1 blanques alfil · d1 blanques dama · e1 blanques rei · f1 blanques alfil · g1 blanques cavall · h1 blanques torre | a8 negres torre · b8 negres cavall · c8 negres alfil · d8 negres dama · e8 negres rei · f8 negres alfil · g8 negres cavall · h8 negres torre · a7 negres peó · b7 negres peó · e7 negres peó · f7 negres peó · g7 negres peó · h7 negres peó · d5 negres peó · d4 blanques peó · a2 blanques peó · b2 blanques peó · e2 blanques peó · f2 blanques peó · g2 blanques peó · h2 blanques peó · a1 blanques torre · b1 blanques cavall · c1 blanques alfil · d1 blanques dama · e1 blanques rei · f1 blanques alfil · g1 blanques cavall · h1 blanques torre | a8 negres torre · b8 negres cavall · c8 negres alfil · d8 negres dama · e8 negres rei · f8 negres alfil · g8 negres cavall · h8 negres torre · a7 negres peó · b7 negres peó · e7 negres peó · f7 negres peó · g7 negres peó · h7 negres peó · d5 negres peó · d4 blanques peó · a2 blanques peó · b2 blanques peó · e2 blanques peó · f2 blanques peó · g2 blanques peó · h2 blanques peó · a1 blanques torre · b1 blanques cavall · c1 blanques alfil · d1 blanques dama · e1 blanques rei · f1 blanques alfil · g1 blanques cavall · h1 blanques torre | a8 negres torre · b8 negres cavall · c8 negres alfil · d8 negres dama · e8 negres rei · f8 negres alfil · g8 negres cavall · h8 negres torre · a7 negres peó · b7 negres peó · e7 negres peó · f7 negres peó · g7 negres peó · h7 negres peó · d5 negres peó · d4 blanques peó · a2 blanques peó · b2 blanques peó · e2 blanques peó · f2 blanques peó · g2 blanques peó · h2 blanques peó · a1 blanques torre · b1 blanques cavall · c1 blanques alfil · d1 blanques dama · e1 blanques rei · f1 blanques alfil · g1 blanques cavall · h1 blanques torre | a8 negres torre · b8 negres cavall · c8 negres alfil · d8 negres dama · e8 negres rei · f8 negres alfil · g8 negres cavall · h8 negres torre · a7 negres peó · b7 negres peó · e7 negres peó · f7 negres peó · g7 negres peó · h7 negres peó · d5 negres peó · d4 blanques peó · a2 blanques peó · b2 blanques peó · e2 blanques peó · f2 blanques peó · g2 blanques peó · h2 blanques peó · a1 blanques torre · b1 blanques cavall · c1 blanques alfil · d1 blanques dama · e1 blanques rei · f1 blanques alfil · g1 blanques cavall · h1 blanques torre | a8 negres torre · b8 negres cavall · c8 negres alfil · d8 negres dama · e8 negres rei · f8 negres alfil · g8 negres cavall · h8 negres torre · a7 negres peó · b7 negres peó · e7 negres peó · f7 negres peó · g7 negres peó · h7 negres peó · d5 negres peó · d4 blanques peó · a2 blanques peó · b2 blanques peó · e2 blanques peó · f2 blanques peó · g2 blanques peó · h2 blanques peó · a1 blanques torre · b1 blanques cavall · c1 blanques alfil · d1 blanques dama · e1 blanques rei · f1 blanques alfil · g1 blanques cavall · h1 blanques torre | a8 negres torre · b8 negres cavall · c8 negres alfil · d8 negres dama · e8 negres rei · f8 negres alfil · g8 negres cavall · h8 negres torre · a7 negres peó · b7 negres peó · e7 negres peó · f7 negres peó · g7 negres peó · h7 negres peó · d5 negres peó · d4 blanques peó · a2 blanques peó · b2 blanques peó · e2 blanques peó · f2 blanques peó · g2 blanques peó · h2 blanques peó · a1 blanques torre · b1 blanques cavall · c1 blanques alfil · d1 blanques dama · e1 blanques rei · f1 blanques alfil · g1 blanques cavall · h1 blanques torre | a8 negres torre · b8 negres cavall · c8 negres alfil · d8 negres dama · e8 negres rei · f8 negres alfil · g8 negres cavall · h8 negres torre · a7 negres peó · b7 negres peó · e7 negres peó · f7 negres peó · g7 negres peó · h7 negres peó · d5 negres peó · d4 blanques peó · a2 blanques peó · b2 blanques peó · e2 blanques peó · f2 blanques peó · g2 blanques peó · h2 blanques peó · a1 blanques torre · b1 blanques cavall · c1 blanques alfil · d1 blanques dama · e1 blanques rei · f1 blanques alfil · g1 blanques cavall · h1 blanques torre | 5 |
| 4 | a8 negres torre · b8 negres cavall · c8 negres alfil · d8 negres dama · e8 negres rei · f8 negres alfil · g8 negres cavall · h8 negres torre · a7 negres peó · b7 negres peó · e7 negres peó · f7 negres peó · g7 negres peó · h7 negres peó · d5 negres peó · d4 blanques peó · a2 blanques peó · b2 blanques peó · e2 blanques peó · f2 blanques peó · g2 blanques peó · h2 blanques peó · a1 blanques torre · b1 blanques cavall · c1 blanques alfil · d1 blanques dama · e1 blanques rei · f1 blanques alfil · g1 blanques cavall · h1 blanques torre | a8 negres torre · b8 negres cavall · c8 negres alfil · d8 negres dama · e8 negres rei · f8 negres alfil · g8 negres cavall · h8 negres torre · a7 negres peó · b7 negres peó · e7 negres peó · f7 negres peó · g7 negres peó · h7 negres peó · d5 negres peó · d4 blanques peó · a2 blanques peó · b2 blanques peó · e2 blanques peó · f2 blanques peó · g2 blanques peó · h2 blanques peó · a1 blanques torre · b1 blanques cavall · c1 blanques alfil · d1 blanques dama · e1 blanques rei · f1 blanques alfil · g1 blanques cavall · h1 blanques torre | a8 negres torre · b8 negres cavall · c8 negres alfil · d8 negres dama · e8 negres rei · f8 negres alfil · g8 negres cavall · h8 negres torre · a7 negres peó · b7 negres peó · e7 negres peó · f7 negres peó · g7 negres peó · h7 negres peó · d5 negres peó · d4 blanques peó · a2 blanques peó · b2 blanques peó · e2 blanques peó · f2 blanques peó · g2 blanques peó · h2 blanques peó · a1 blanques torre · b1 blanques cavall · c1 blanques alfil · d1 blanques dama · e1 blanques rei · f1 blanques alfil · g1 blanques cavall · h1 blanques torre | a8 negres torre · b8 negres cavall · c8 negres alfil · d8 negres dama · e8 negres rei · f8 negres alfil · g8 negres cavall · h8 negres torre · a7 negres peó · b7 negres peó · e7 negres peó · f7 negres peó · g7 negres peó · h7 negres peó · d5 negres peó · d4 blanques peó · a2 blanques peó · b2 blanques peó · e2 blanques peó · f2 blanques peó · g2 blanques peó · h2 blanques peó · a1 blanques torre · b1 blanques cavall · c1 blanques alfil · d1 blanques dama · e1 blanques rei · f1 blanques alfil · g1 blanques cavall · h1 blanques torre | a8 negres torre · b8 negres cavall · c8 negres alfil · d8 negres dama · e8 negres rei · f8 negres alfil · g8 negres cavall · h8 negres torre · a7 negres peó · b7 negres peó · e7 negres peó · f7 negres peó · g7 negres peó · h7 negres peó · d5 negres peó · d4 blanques peó · a2 blanques peó · b2 blanques peó · e2 blanques peó · f2 blanques peó · g2 blanques peó · h2 blanques peó · a1 blanques torre · b1 blanques cavall · c1 blanques alfil · d1 blanques dama · e1 blanques rei · f1 blanques alfil · g1 blanques cavall · h1 blanques torre | a8 negres torre · b8 negres cavall · c8 negres alfil · d8 negres dama · e8 negres rei · f8 negres alfil · g8 negres cavall · h8 negres torre · a7 negres peó · b7 negres peó · e7 negres peó · f7 negres peó · g7 negres peó · h7 negres peó · d5 negres peó · d4 blanques peó · a2 blanques peó · b2 blanques peó · e2 blanques peó · f2 blanques peó · g2 blanques peó · h2 blanques peó · a1 blanques torre · b1 blanques cavall · c1 blanques alfil · d1 blanques dama · e1 blanques rei · f1 blanques alfil · g1 blanques cavall · h1 blanques torre | a8 negres torre · b8 negres cavall · c8 negres alfil · d8 negres dama · e8 negres rei · f8 negres alfil · g8 negres cavall · h8 negres torre · a7 negres peó · b7 negres peó · e7 negres peó · f7 negres peó · g7 negres peó · h7 negres peó · d5 negres peó · d4 blanques peó · a2 blanques peó · b2 blanques peó · e2 blanques peó · f2 blanques peó · g2 blanques peó · h2 blanques peó · a1 blanques torre · b1 blanques cavall · c1 blanques alfil · d1 blanques dama · e1 blanques rei · f1 blanques alfil · g1 blanques cavall · h1 blanques torre | a8 negres torre · b8 negres cavall · c8 negres alfil · d8 negres dama · e8 negres rei · f8 negres alfil · g8 negres cavall · h8 negres torre · a7 negres peó · b7 negres peó · e7 negres peó · f7 negres peó · g7 negres peó · h7 negres peó · d5 negres peó · d4 blanques peó · a2 blanques peó · b2 blanques peó · e2 blanques peó · f2 blanques peó · g2 blanques peó · h2 blanques peó · a1 blanques torre · b1 blanques cavall · c1 blanques alfil · d1 blanques dama · e1 blanques rei · f1 blanques alfil · g1 blanques cavall · h1 blanques torre | 4 |
| 3 | a8 negres torre · b8 negres cavall · c8 negres alfil · d8 negres dama · e8 negres rei · f8 negres alfil · g8 negres cavall · h8 negres torre · a7 negres peó · b7 negres peó · e7 negres peó · f7 negres peó · g7 negres peó · h7 negres peó · d5 negres peó · d4 blanques peó · a2 blanques peó · b2 blanques peó · e2 blanques peó · f2 blanques peó · g2 blanques peó · h2 blanques peó · a1 blanques torre · b1 blanques cavall · c1 blanques alfil · d1 blanques dama · e1 blanques rei · f1 blanques alfil · g1 blanques cavall · h1 blanques torre | a8 negres torre · b8 negres cavall · c8 negres alfil · d8 negres dama · e8 negres rei · f8 negres alfil · g8 negres cavall · h8 negres torre · a7 negres peó · b7 negres peó · e7 negres peó · f7 negres peó · g7 negres peó · h7 negres peó · d5 negres peó · d4 blanques peó · a2 blanques peó · b2 blanques peó · e2 blanques peó · f2 blanques peó · g2 blanques peó · h2 blanques peó · a1 blanques torre · b1 blanques cavall · c1 blanques alfil · d1 blanques dama · e1 blanques rei · f1 blanques alfil · g1 blanques cavall · h1 blanques torre | a8 negres torre · b8 negres cavall · c8 negres alfil · d8 negres dama · e8 negres rei · f8 negres alfil · g8 negres cavall · h8 negres torre · a7 negres peó · b7 negres peó · e7 negres peó · f7 negres peó · g7 negres peó · h7 negres peó · d5 negres peó · d4 blanques peó · a2 blanques peó · b2 blanques peó · e2 blanques peó · f2 blanques peó · g2 blanques peó · h2 blanques peó · a1 blanques torre · b1 blanques cavall · c1 blanques alfil · d1 blanques dama · e1 blanques rei · f1 blanques alfil · g1 blanques cavall · h1 blanques torre | a8 negres torre · b8 negres cavall · c8 negres alfil · d8 negres dama · e8 negres rei · f8 negres alfil · g8 negres cavall · h8 negres torre · a7 negres peó · b7 negres peó · e7 negres peó · f7 negres peó · g7 negres peó · h7 negres peó · d5 negres peó · d4 blanques peó · a2 blanques peó · b2 blanques peó · e2 blanques peó · f2 blanques peó · g2 blanques peó · h2 blanques peó · a1 blanques torre · b1 blanques cavall · c1 blanques alfil · d1 blanques dama · e1 blanques rei · f1 blanques alfil · g1 blanques cavall · h1 blanques torre | a8 negres torre · b8 negres cavall · c8 negres alfil · d8 negres dama · e8 negres rei · f8 negres alfil · g8 negres cavall · h8 negres torre · a7 negres peó · b7 negres peó · e7 negres peó · f7 negres peó · g7 negres peó · h7 negres peó · d5 negres peó · d4 blanques peó · a2 blanques peó · b2 blanques peó · e2 blanques peó · f2 blanques peó · g2 blanques peó · h2 blanques peó · a1 blanques torre · b1 blanques cavall · c1 blanques alfil · d1 blanques dama · e1 blanques rei · f1 blanques alfil · g1 blanques cavall · h1 blanques torre | a8 negres torre · b8 negres cavall · c8 negres alfil · d8 negres dama · e8 negres rei · f8 negres alfil · g8 negres cavall · h8 negres torre · a7 negres peó · b7 negres peó · e7 negres peó · f7 negres peó · g7 negres peó · h7 negres peó · d5 negres peó · d4 blanques peó · a2 blanques peó · b2 blanques peó · e2 blanques peó · f2 blanques peó · g2 blanques peó · h2 blanques peó · a1 blanques torre · b1 blanques cavall · c1 blanques alfil · d1 blanques dama · e1 blanques rei · f1 blanques alfil · g1 blanques cavall · h1 blanques torre | a8 negres torre · b8 negres cavall · c8 negres alfil · d8 negres dama · e8 negres rei · f8 negres alfil · g8 negres cavall · h8 negres torre · a7 negres peó · b7 negres peó · e7 negres peó · f7 negres peó · g7 negres peó · h7 negres peó · d5 negres peó · d4 blanques peó · a2 blanques peó · b2 blanques peó · e2 blanques peó · f2 blanques peó · g2 blanques peó · h2 blanques peó · a1 blanques torre · b1 blanques cavall · c1 blanques alfil · d1 blanques dama · e1 blanques rei · f1 blanques alfil · g1 blanques cavall · h1 blanques torre | a8 negres torre · b8 negres cavall · c8 negres alfil · d8 negres dama · e8 negres rei · f8 negres alfil · g8 negres cavall · h8 negres torre · a7 negres peó · b7 negres peó · e7 negres peó · f7 negres peó · g7 negres peó · h7 negres peó · d5 negres peó · d4 blanques peó · a2 blanques peó · b2 blanques peó · e2 blanques peó · f2 blanques peó · g2 blanques peó · h2 blanques peó · a1 blanques torre · b1 blanques cavall · c1 blanques alfil · d1 blanques dama · e1 blanques rei · f1 blanques alfil · g1 blanques cavall · h1 blanques torre | 3 |
| 2 | a8 negres torre · b8 negres cavall · c8 negres alfil · d8 negres dama · e8 negres rei · f8 negres alfil · g8 negres cavall · h8 negres torre · a7 negres peó · b7 negres peó · e7 negres peó · f7 negres peó · g7 negres peó · h7 negres peó · d5 negres peó · d4 blanques peó · a2 blanques peó · b2 blanques peó · e2 blanques peó · f2 blanques peó · g2 blanques peó · h2 blanques peó · a1 blanques torre · b1 blanques cavall · c1 blanques alfil · d1 blanques dama · e1 blanques rei · f1 blanques alfil · g1 blanques cavall · h1 blanques torre | a8 negres torre · b8 negres cavall · c8 negres alfil · d8 negres dama · e8 negres rei · f8 negres alfil · g8 negres cavall · h8 negres torre · a7 negres peó · b7 negres peó · e7 negres peó · f7 negres peó · g7 negres peó · h7 negres peó · d5 negres peó · d4 blanques peó · a2 blanques peó · b2 blanques peó · e2 blanques peó · f2 blanques peó · g2 blanques peó · h2 blanques peó · a1 blanques torre · b1 blanques cavall · c1 blanques alfil · d1 blanques dama · e1 blanques rei · f1 blanques alfil · g1 blanques cavall · h1 blanques torre | a8 negres torre · b8 negres cavall · c8 negres alfil · d8 negres dama · e8 negres rei · f8 negres alfil · g8 negres cavall · h8 negres torre · a7 negres peó · b7 negres peó · e7 negres peó · f7 negres peó · g7 negres peó · h7 negres peó · d5 negres peó · d4 blanques peó · a2 blanques peó · b2 blanques peó · e2 blanques peó · f2 blanques peó · g2 blanques peó · h2 blanques peó · a1 blanques torre · b1 blanques cavall · c1 blanques alfil · d1 blanques dama · e1 blanques rei · f1 blanques alfil · g1 blanques cavall · h1 blanques torre | a8 negres torre · b8 negres cavall · c8 negres alfil · d8 negres dama · e8 negres rei · f8 negres alfil · g8 negres cavall · h8 negres torre · a7 negres peó · b7 negres peó · e7 negres peó · f7 negres peó · g7 negres peó · h7 negres peó · d5 negres peó · d4 blanques peó · a2 blanques peó · b2 blanques peó · e2 blanques peó · f2 blanques peó · g2 blanques peó · h2 blanques peó · a1 blanques torre · b1 blanques cavall · c1 blanques alfil · d1 blanques dama · e1 blanques rei · f1 blanques alfil · g1 blanques cavall · h1 blanques torre | a8 negres torre · b8 negres cavall · c8 negres alfil · d8 negres dama · e8 negres rei · f8 negres alfil · g8 negres cavall · h8 negres torre · a7 negres peó · b7 negres peó · e7 negres peó · f7 negres peó · g7 negres peó · h7 negres peó · d5 negres peó · d4 blanques peó · a2 blanques peó · b2 blanques peó · e2 blanques peó · f2 blanques peó · g2 blanques peó · h2 blanques peó · a1 blanques torre · b1 blanques cavall · c1 blanques alfil · d1 blanques dama · e1 blanques rei · f1 blanques alfil · g1 blanques cavall · h1 blanques torre | a8 negres torre · b8 negres cavall · c8 negres alfil · d8 negres dama · e8 negres rei · f8 negres alfil · g8 negres cavall · h8 negres torre · a7 negres peó · b7 negres peó · e7 negres peó · f7 negres peó · g7 negres peó · h7 negres peó · d5 negres peó · d4 blanques peó · a2 blanques peó · b2 blanques peó · e2 blanques peó · f2 blanques peó · g2 blanques peó · h2 blanques peó · a1 blanques torre · b1 blanques cavall · c1 blanques alfil · d1 blanques dama · e1 blanques rei · f1 blanques alfil · g1 blanques cavall · h1 blanques torre | a8 negres torre · b8 negres cavall · c8 negres alfil · d8 negres dama · e8 negres rei · f8 negres alfil · g8 negres cavall · h8 negres torre · a7 negres peó · b7 negres peó · e7 negres peó · f7 negres peó · g7 negres peó · h7 negres peó · d5 negres peó · d4 blanques peó · a2 blanques peó · b2 blanques peó · e2 blanques peó · f2 blanques peó · g2 blanques peó · h2 blanques peó · a1 blanques torre · b1 blanques cavall · c1 blanques alfil · d1 blanques dama · e1 blanques rei · f1 blanques alfil · g1 blanques cavall · h1 blanques torre | a8 negres torre · b8 negres cavall · c8 negres alfil · d8 negres dama · e8 negres rei · f8 negres alfil · g8 negres cavall · h8 negres torre · a7 negres peó · b7 negres peó · e7 negres peó · f7 negres peó · g7 negres peó · h7 negres peó · d5 negres peó · d4 blanques peó · a2 blanques peó · b2 blanques peó · e2 blanques peó · f2 blanques peó · g2 blanques peó · h2 blanques peó · a1 blanques torre · b1 blanques cavall · c1 blanques alfil · d1 blanques dama · e1 blanques rei · f1 blanques alfil · g1 blanques cavall · h1 blanques torre | 2 |
| 1 | a8 negres torre · b8 negres cavall · c8 negres alfil · d8 negres dama · e8 negres rei · f8 negres alfil · g8 negres cavall · h8 negres torre · a7 negres peó · b7 negres peó · e7 negres peó · f7 negres peó · g7 negres peó · h7 negres peó · d5 negres peó · d4 blanques peó · a2 blanques peó · b2 blanques peó · e2 blanques peó · f2 blanques peó · g2 blanques peó · h2 blanques peó · a1 blanques torre · b1 blanques cavall · c1 blanques alfil · d1 blanques dama · e1 blanques rei · f1 blanques alfil · g1 blanques cavall · h1 blanques torre | a8 negres torre · b8 negres cavall · c8 negres alfil · d8 negres dama · e8 negres rei · f8 negres alfil · g8 negres cavall · h8 negres torre · a7 negres peó · b7 negres peó · e7 negres peó · f7 negres peó · g7 negres peó · h7 negres peó · d5 negres peó · d4 blanques peó · a2 blanques peó · b2 blanques peó · e2 blanques peó · f2 blanques peó · g2 blanques peó · h2 blanques peó · a1 blanques torre · b1 blanques cavall · c1 blanques alfil · d1 blanques dama · e1 blanques rei · f1 blanques alfil · g1 blanques cavall · h1 blanques torre | a8 negres torre · b8 negres cavall · c8 negres alfil · d8 negres dama · e8 negres rei · f8 negres alfil · g8 negres cavall · h8 negres torre · a7 negres peó · b7 negres peó · e7 negres peó · f7 negres peó · g7 negres peó · h7 negres peó · d5 negres peó · d4 blanques peó · a2 blanques peó · b2 blanques peó · e2 blanques peó · f2 blanques peó · g2 blanques peó · h2 blanques peó · a1 blanques torre · b1 blanques cavall · c1 blanques alfil · d1 blanques dama · e1 blanques rei · f1 blanques alfil · g1 blanques cavall · h1 blanques torre | a8 negres torre · b8 negres cavall · c8 negres alfil · d8 negres dama · e8 negres rei · f8 negres alfil · g8 negres cavall · h8 negres torre · a7 negres peó · b7 negres peó · e7 negres peó · f7 negres peó · g7 negres peó · h7 negres peó · d5 negres peó · d4 blanques peó · a2 blanques peó · b2 blanques peó · e2 blanques peó · f2 blanques peó · g2 blanques peó · h2 blanques peó · a1 blanques torre · b1 blanques cavall · c1 blanques alfil · d1 blanques dama · e1 blanques rei · f1 blanques alfil · g1 blanques cavall · h1 blanques torre | a8 negres torre · b8 negres cavall · c8 negres alfil · d8 negres dama · e8 negres rei · f8 negres alfil · g8 negres cavall · h8 negres torre · a7 negres peó · b7 negres peó · e7 negres peó · f7 negres peó · g7 negres peó · h7 negres peó · d5 negres peó · d4 blanques peó · a2 blanques peó · b2 blanques peó · e2 blanques peó · f2 blanques peó · g2 blanques peó · h2 blanques peó · a1 blanques torre · b1 blanques cavall · c1 blanques alfil · d1 blanques dama · e1 blanques rei · f1 blanques alfil · g1 blanques cavall · h1 blanques torre | a8 negres torre · b8 negres cavall · c8 negres alfil · d8 negres dama · e8 negres rei · f8 negres alfil · g8 negres cavall · h8 negres torre · a7 negres peó · b7 negres peó · e7 negres peó · f7 negres peó · g7 negres peó · h7 negres peó · d5 negres peó · d4 blanques peó · a2 blanques peó · b2 blanques peó · e2 blanques peó · f2 blanques peó · g2 blanques peó · h2 blanques peó · a1 blanques torre · b1 blanques cavall · c1 blanques alfil · d1 blanques dama · e1 blanques rei · f1 blanques alfil · g1 blanques cavall · h1 blanques torre | a8 negres torre · b8 negres cavall · c8 negres alfil · d8 negres dama · e8 negres rei · f8 negres alfil · g8 negres cavall · h8 negres torre · a7 negres peó · b7 negres peó · e7 negres peó · f7 negres peó · g7 negres peó · h7 negres peó · d5 negres peó · d4 blanques peó · a2 blanques peó · b2 blanques peó · e2 blanques peó · f2 blanques peó · g2 blanques peó · h2 blanques peó · a1 blanques torre · b1 blanques cavall · c1 blanques alfil · d1 blanques dama · e1 blanques rei · f1 blanques alfil · g1 blanques cavall · h1 blanques torre | a8 negres torre · b8 negres cavall · c8 negres alfil · d8 negres dama · e8 negres rei · f8 negres alfil · g8 negres cavall · h8 negres torre · a7 negres peó · b7 negres peó · e7 negres peó · f7 negres peó · g7 negres peó · h7 negres peó · d5 negres peó · d4 blanques peó · a2 blanques peó · b2 blanques peó · e2 blanques peó · f2 blanques peó · g2 blanques peó · h2 blanques peó · a1 blanques torre · b1 blanques cavall · c1 blanques alfil · d1 blanques dama · e1 blanques rei · f1 blanques alfil · g1 blanques cavall · h1 blanques torre | 1 |
|   | a | b | c | d | e | f | g | h |   |

|   | a | b | c | d | e | f | g | h |   |
| 8 | a8 negres torre · b8 negres cavall · c8 negres alfil · d8 negres dama · e8 negres rei · f8 negres alfil · h8 negres torre · a7 negres peó · b7 negres peó · e7 negres peó · f7 negres peó · g7 negres peó · h7 negres peó · c6 negres peó · f6 negres cavall · d5 negres peó · c4 blanques peó · d4 blanques peó · e3 blanques peó · f3 blanques cavall · a2 blanques peó · b2 blanques peó · f2 blanques peó · g2 blanques peó · h2 blanques peó · a1 blanques torre · b1 blanques cavall · c1 blanques alfil · d1 blanques dama · e1 blanques rei · f1 blanques alfil · h1 blanques torre | a8 negres torre · b8 negres cavall · c8 negres alfil · d8 negres dama · e8 negres rei · f8 negres alfil · h8 negres torre · a7 negres peó · b7 negres peó · e7 negres peó · f7 negres peó · g7 negres peó · h7 negres peó · c6 negres peó · f6 negres cavall · d5 negres peó · c4 blanques peó · d4 blanques peó · e3 blanques peó · f3 blanques cavall · a2 blanques peó · b2 blanques peó · f2 blanques peó · g2 blanques peó · h2 blanques peó · a1 blanques torre · b1 blanques cavall · c1 blanques alfil · d1 blanques dama · e1 blanques rei · f1 blanques alfil · h1 blanques torre | a8 negres torre · b8 negres cavall · c8 negres alfil · d8 negres dama · e8 negres rei · f8 negres alfil · h8 negres torre · a7 negres peó · b7 negres peó · e7 negres peó · f7 negres peó · g7 negres peó · h7 negres peó · c6 negres peó · f6 negres cavall · d5 negres peó · c4 blanques peó · d4 blanques peó · e3 blanques peó · f3 blanques cavall · a2 blanques peó · b2 blanques peó · f2 blanques peó · g2 blanques peó · h2 blanques peó · a1 blanques torre · b1 blanques cavall · c1 blanques alfil · d1 blanques dama · e1 blanques rei · f1 blanques alfil · h1 blanques torre | a8 negres torre · b8 negres cavall · c8 negres alfil · d8 negres dama · e8 negres rei · f8 negres alfil · h8 negres torre · a7 negres peó · b7 negres peó · e7 negres peó · f7 negres peó · g7 negres peó · h7 negres peó · c6 negres peó · f6 negres cavall · d5 negres peó · c4 blanques peó · d4 blanques peó · e3 blanques peó · f3 blanques cavall · a2 blanques peó · b2 blanques peó · f2 blanques peó · g2 blanques peó · h2 blanques peó · a1 blanques torre · b1 blanques cavall · c1 blanques alfil · d1 blanques dama · e1 blanques rei · f1 blanques alfil · h1 blanques torre | a8 negres torre · b8 negres cavall · c8 negres alfil · d8 negres dama · e8 negres rei · f8 negres alfil · h8 negres torre · a7 negres peó · b7 negres peó · e7 negres peó · f7 negres peó · g7 negres peó · h7 negres peó · c6 negres peó · f6 negres cavall · d5 negres peó · c4 blanques peó · d4 blanques peó · e3 blanques peó · f3 blanques cavall · a2 blanques peó · b2 blanques peó · f2 blanques peó · g2 blanques peó · h2 blanques peó · a1 blanques torre · b1 blanques cavall · c1 blanques alfil · d1 blanques dama · e1 blanques rei · f1 blanques alfil · h1 blanques torre | a8 negres torre · b8 negres cavall · c8 negres alfil · d8 negres dama · e8 negres rei · f8 negres alfil · h8 negres torre · a7 negres peó · b7 negres peó · e7 negres peó · f7 negres peó · g7 negres peó · h7 negres peó · c6 negres peó · f6 negres cavall · d5 negres peó · c4 blanques peó · d4 blanques peó · e3 blanques peó · f3 blanques cavall · a2 blanques peó · b2 blanques peó · f2 blanques peó · g2 blanques peó · h2 blanques peó · a1 blanques torre · b1 blanques cavall · c1 blanques alfil · d1 blanques dama · e1 blanques rei · f1 blanques alfil · h1 blanques torre | a8 negres torre · b8 negres cavall · c8 negres alfil · d8 negres dama · e8 negres rei · f8 negres alfil · h8 negres torre · a7 negres peó · b7 negres peó · e7 negres peó · f7 negres peó · g7 negres peó · h7 negres peó · c6 negres peó · f6 negres cavall · d5 negres peó · c4 blanques peó · d4 blanques peó · e3 blanques peó · f3 blanques cavall · a2 blanques peó · b2 blanques peó · f2 blanques peó · g2 blanques peó · h2 blanques peó · a1 blanques torre · b1 blanques cavall · c1 blanques alfil · d1 blanques dama · e1 blanques rei · f1 blanques alfil · h1 blanques torre | a8 negres torre · b8 negres cavall · c8 negres alfil · d8 negres dama · e8 negres rei · f8 negres alfil · h8 negres torre · a7 negres peó · b7 negres peó · e7 negres peó · f7 negres peó · g7 negres peó · h7 negres peó · c6 negres peó · f6 negres cavall · d5 negres peó · c4 blanques peó · d4 blanques peó · e3 blanques peó · f3 blanques cavall · a2 blanques peó · b2 blanques peó · f2 blanques peó · g2 blanques peó · h2 blanques peó · a1 blanques torre · b1 blanques cavall · c1 blanques alfil · d1 blanques dama · e1 blanques rei · f1 blanques alfil · h1 blanques torre | 8 |
| 7 | a8 negres torre · b8 negres cavall · c8 negres alfil · d8 negres dama · e8 negres rei · f8 negres alfil · h8 negres torre · a7 negres peó · b7 negres peó · e7 negres peó · f7 negres peó · g7 negres peó · h7 negres peó · c6 negres peó · f6 negres cavall · d5 negres peó · c4 blanques peó · d4 blanques peó · e3 blanques peó · f3 blanques cavall · a2 blanques peó · b2 blanques peó · f2 blanques peó · g2 blanques peó · h2 blanques peó · a1 blanques torre · b1 blanques cavall · c1 blanques alfil · d1 blanques dama · e1 blanques rei · f1 blanques alfil · h1 blanques torre | a8 negres torre · b8 negres cavall · c8 negres alfil · d8 negres dama · e8 negres rei · f8 negres alfil · h8 negres torre · a7 negres peó · b7 negres peó · e7 negres peó · f7 negres peó · g7 negres peó · h7 negres peó · c6 negres peó · f6 negres cavall · d5 negres peó · c4 blanques peó · d4 blanques peó · e3 blanques peó · f3 blanques cavall · a2 blanques peó · b2 blanques peó · f2 blanques peó · g2 blanques peó · h2 blanques peó · a1 blanques torre · b1 blanques cavall · c1 blanques alfil · d1 blanques dama · e1 blanques rei · f1 blanques alfil · h1 blanques torre | a8 negres torre · b8 negres cavall · c8 negres alfil · d8 negres dama · e8 negres rei · f8 negres alfil · h8 negres torre · a7 negres peó · b7 negres peó · e7 negres peó · f7 negres peó · g7 negres peó · h7 negres peó · c6 negres peó · f6 negres cavall · d5 negres peó · c4 blanques peó · d4 blanques peó · e3 blanques peó · f3 blanques cavall · a2 blanques peó · b2 blanques peó · f2 blanques peó · g2 blanques peó · h2 blanques peó · a1 blanques torre · b1 blanques cavall · c1 blanques alfil · d1 blanques dama · e1 blanques rei · f1 blanques alfil · h1 blanques torre | a8 negres torre · b8 negres cavall · c8 negres alfil · d8 negres dama · e8 negres rei · f8 negres alfil · h8 negres torre · a7 negres peó · b7 negres peó · e7 negres peó · f7 negres peó · g7 negres peó · h7 negres peó · c6 negres peó · f6 negres cavall · d5 negres peó · c4 blanques peó · d4 blanques peó · e3 blanques peó · f3 blanques cavall · a2 blanques peó · b2 blanques peó · f2 blanques peó · g2 blanques peó · h2 blanques peó · a1 blanques torre · b1 blanques cavall · c1 blanques alfil · d1 blanques dama · e1 blanques rei · f1 blanques alfil · h1 blanques torre | a8 negres torre · b8 negres cavall · c8 negres alfil · d8 negres dama · e8 negres rei · f8 negres alfil · h8 negres torre · a7 negres peó · b7 negres peó · e7 negres peó · f7 negres peó · g7 negres peó · h7 negres peó · c6 negres peó · f6 negres cavall · d5 negres peó · c4 blanques peó · d4 blanques peó · e3 blanques peó · f3 blanques cavall · a2 blanques peó · b2 blanques peó · f2 blanques peó · g2 blanques peó · h2 blanques peó · a1 blanques torre · b1 blanques cavall · c1 blanques alfil · d1 blanques dama · e1 blanques rei · f1 blanques alfil · h1 blanques torre | a8 negres torre · b8 negres cavall · c8 negres alfil · d8 negres dama · e8 negres rei · f8 negres alfil · h8 negres torre · a7 negres peó · b7 negres peó · e7 negres peó · f7 negres peó · g7 negres peó · h7 negres peó · c6 negres peó · f6 negres cavall · d5 negres peó · c4 blanques peó · d4 blanques peó · e3 blanques peó · f3 blanques cavall · a2 blanques peó · b2 blanques peó · f2 blanques peó · g2 blanques peó · h2 blanques peó · a1 blanques torre · b1 blanques cavall · c1 blanques alfil · d1 blanques dama · e1 blanques rei · f1 blanques alfil · h1 blanques torre | a8 negres torre · b8 negres cavall · c8 negres alfil · d8 negres dama · e8 negres rei · f8 negres alfil · h8 negres torre · a7 negres peó · b7 negres peó · e7 negres peó · f7 negres peó · g7 negres peó · h7 negres peó · c6 negres peó · f6 negres cavall · d5 negres peó · c4 blanques peó · d4 blanques peó · e3 blanques peó · f3 blanques cavall · a2 blanques peó · b2 blanques peó · f2 blanques peó · g2 blanques peó · h2 blanques peó · a1 blanques torre · b1 blanques cavall · c1 blanques alfil · d1 blanques dama · e1 blanques rei · f1 blanques alfil · h1 blanques torre | a8 negres torre · b8 negres cavall · c8 negres alfil · d8 negres dama · e8 negres rei · f8 negres alfil · h8 negres torre · a7 negres peó · b7 negres peó · e7 negres peó · f7 negres peó · g7 negres peó · h7 negres peó · c6 negres peó · f6 negres cavall · d5 negres peó · c4 blanques peó · d4 blanques peó · e3 blanques peó · f3 blanques cavall · a2 blanques peó · b2 blanques peó · f2 blanques peó · g2 blanques peó · h2 blanques peó · a1 blanques torre · b1 blanques cavall · c1 blanques alfil · d1 blanques dama · e1 blanques rei · f1 blanques alfil · h1 blanques torre | 7 |
| 6 | a8 negres torre · b8 negres cavall · c8 negres alfil · d8 negres dama · e8 negres rei · f8 negres alfil · h8 negres torre · a7 negres peó · b7 negres peó · e7 negres peó · f7 negres peó · g7 negres peó · h7 negres peó · c6 negres peó · f6 negres cavall · d5 negres peó · c4 blanques peó · d4 blanques peó · e3 blanques peó · f3 blanques cavall · a2 blanques peó · b2 blanques peó · f2 blanques peó · g2 blanques peó · h2 blanques peó · a1 blanques torre · b1 blanques cavall · c1 blanques alfil · d1 blanques dama · e1 blanques rei · f1 blanques alfil · h1 blanques torre | a8 negres torre · b8 negres cavall · c8 negres alfil · d8 negres dama · e8 negres rei · f8 negres alfil · h8 negres torre · a7 negres peó · b7 negres peó · e7 negres peó · f7 negres peó · g7 negres peó · h7 negres peó · c6 negres peó · f6 negres cavall · d5 negres peó · c4 blanques peó · d4 blanques peó · e3 blanques peó · f3 blanques cavall · a2 blanques peó · b2 blanques peó · f2 blanques peó · g2 blanques peó · h2 blanques peó · a1 blanques torre · b1 blanques cavall · c1 blanques alfil · d1 blanques dama · e1 blanques rei · f1 blanques alfil · h1 blanques torre | a8 negres torre · b8 negres cavall · c8 negres alfil · d8 negres dama · e8 negres rei · f8 negres alfil · h8 negres torre · a7 negres peó · b7 negres peó · e7 negres peó · f7 negres peó · g7 negres peó · h7 negres peó · c6 negres peó · f6 negres cavall · d5 negres peó · c4 blanques peó · d4 blanques peó · e3 blanques peó · f3 blanques cavall · a2 blanques peó · b2 blanques peó · f2 blanques peó · g2 blanques peó · h2 blanques peó · a1 blanques torre · b1 blanques cavall · c1 blanques alfil · d1 blanques dama · e1 blanques rei · f1 blanques alfil · h1 blanques torre | a8 negres torre · b8 negres cavall · c8 negres alfil · d8 negres dama · e8 negres rei · f8 negres alfil · h8 negres torre · a7 negres peó · b7 negres peó · e7 negres peó · f7 negres peó · g7 negres peó · h7 negres peó · c6 negres peó · f6 negres cavall · d5 negres peó · c4 blanques peó · d4 blanques peó · e3 blanques peó · f3 blanques cavall · a2 blanques peó · b2 blanques peó · f2 blanques peó · g2 blanques peó · h2 blanques peó · a1 blanques torre · b1 blanques cavall · c1 blanques alfil · d1 blanques dama · e1 blanques rei · f1 blanques alfil · h1 blanques torre | a8 negres torre · b8 negres cavall · c8 negres alfil · d8 negres dama · e8 negres rei · f8 negres alfil · h8 negres torre · a7 negres peó · b7 negres peó · e7 negres peó · f7 negres peó · g7 negres peó · h7 negres peó · c6 negres peó · f6 negres cavall · d5 negres peó · c4 blanques peó · d4 blanques peó · e3 blanques peó · f3 blanques cavall · a2 blanques peó · b2 blanques peó · f2 blanques peó · g2 blanques peó · h2 blanques peó · a1 blanques torre · b1 blanques cavall · c1 blanques alfil · d1 blanques dama · e1 blanques rei · f1 blanques alfil · h1 blanques torre | a8 negres torre · b8 negres cavall · c8 negres alfil · d8 negres dama · e8 negres rei · f8 negres alfil · h8 negres torre · a7 negres peó · b7 negres peó · e7 negres peó · f7 negres peó · g7 negres peó · h7 negres peó · c6 negres peó · f6 negres cavall · d5 negres peó · c4 blanques peó · d4 blanques peó · e3 blanques peó · f3 blanques cavall · a2 blanques peó · b2 blanques peó · f2 blanques peó · g2 blanques peó · h2 blanques peó · a1 blanques torre · b1 blanques cavall · c1 blanques alfil · d1 blanques dama · e1 blanques rei · f1 blanques alfil · h1 blanques torre | a8 negres torre · b8 negres cavall · c8 negres alfil · d8 negres dama · e8 negres rei · f8 negres alfil · h8 negres torre · a7 negres peó · b7 negres peó · e7 negres peó · f7 negres peó · g7 negres peó · h7 negres peó · c6 negres peó · f6 negres cavall · d5 negres peó · c4 blanques peó · d4 blanques peó · e3 blanques peó · f3 blanques cavall · a2 blanques peó · b2 blanques peó · f2 blanques peó · g2 blanques peó · h2 blanques peó · a1 blanques torre · b1 blanques cavall · c1 blanques alfil · d1 blanques dama · e1 blanques rei · f1 blanques alfil · h1 blanques torre | a8 negres torre · b8 negres cavall · c8 negres alfil · d8 negres dama · e8 negres rei · f8 negres alfil · h8 negres torre · a7 negres peó · b7 negres peó · e7 negres peó · f7 negres peó · g7 negres peó · h7 negres peó · c6 negres peó · f6 negres cavall · d5 negres peó · c4 blanques peó · d4 blanques peó · e3 blanques peó · f3 blanques cavall · a2 blanques peó · b2 blanques peó · f2 blanques peó · g2 blanques peó · h2 blanques peó · a1 blanques torre · b1 blanques cavall · c1 blanques alfil · d1 blanques dama · e1 blanques rei · f1 blanques alfil · h1 blanques torre | 6 |
| 5 | a8 negres torre · b8 negres cavall · c8 negres alfil · d8 negres dama · e8 negres rei · f8 negres alfil · h8 negres torre · a7 negres peó · b7 negres peó · e7 negres peó · f7 negres peó · g7 negres peó · h7 negres peó · c6 negres peó · f6 negres cavall · d5 negres peó · c4 blanques peó · d4 blanques peó · e3 blanques peó · f3 blanques cavall · a2 blanques peó · b2 blanques peó · f2 blanques peó · g2 blanques peó · h2 blanques peó · a1 blanques torre · b1 blanques cavall · c1 blanques alfil · d1 blanques dama · e1 blanques rei · f1 blanques alfil · h1 blanques torre | a8 negres torre · b8 negres cavall · c8 negres alfil · d8 negres dama · e8 negres rei · f8 negres alfil · h8 negres torre · a7 negres peó · b7 negres peó · e7 negres peó · f7 negres peó · g7 negres peó · h7 negres peó · c6 negres peó · f6 negres cavall · d5 negres peó · c4 blanques peó · d4 blanques peó · e3 blanques peó · f3 blanques cavall · a2 blanques peó · b2 blanques peó · f2 blanques peó · g2 blanques peó · h2 blanques peó · a1 blanques torre · b1 blanques cavall · c1 blanques alfil · d1 blanques dama · e1 blanques rei · f1 blanques alfil · h1 blanques torre | a8 negres torre · b8 negres cavall · c8 negres alfil · d8 negres dama · e8 negres rei · f8 negres alfil · h8 negres torre · a7 negres peó · b7 negres peó · e7 negres peó · f7 negres peó · g7 negres peó · h7 negres peó · c6 negres peó · f6 negres cavall · d5 negres peó · c4 blanques peó · d4 blanques peó · e3 blanques peó · f3 blanques cavall · a2 blanques peó · b2 blanques peó · f2 blanques peó · g2 blanques peó · h2 blanques peó · a1 blanques torre · b1 blanques cavall · c1 blanques alfil · d1 blanques dama · e1 blanques rei · f1 blanques alfil · h1 blanques torre | a8 negres torre · b8 negres cavall · c8 negres alfil · d8 negres dama · e8 negres rei · f8 negres alfil · h8 negres torre · a7 negres peó · b7 negres peó · e7 negres peó · f7 negres peó · g7 negres peó · h7 negres peó · c6 negres peó · f6 negres cavall · d5 negres peó · c4 blanques peó · d4 blanques peó · e3 blanques peó · f3 blanques cavall · a2 blanques peó · b2 blanques peó · f2 blanques peó · g2 blanques peó · h2 blanques peó · a1 blanques torre · b1 blanques cavall · c1 blanques alfil · d1 blanques dama · e1 blanques rei · f1 blanques alfil · h1 blanques torre | a8 negres torre · b8 negres cavall · c8 negres alfil · d8 negres dama · e8 negres rei · f8 negres alfil · h8 negres torre · a7 negres peó · b7 negres peó · e7 negres peó · f7 negres peó · g7 negres peó · h7 negres peó · c6 negres peó · f6 negres cavall · d5 negres peó · c4 blanques peó · d4 blanques peó · e3 blanques peó · f3 blanques cavall · a2 blanques peó · b2 blanques peó · f2 blanques peó · g2 blanques peó · h2 blanques peó · a1 blanques torre · b1 blanques cavall · c1 blanques alfil · d1 blanques dama · e1 blanques rei · f1 blanques alfil · h1 blanques torre | a8 negres torre · b8 negres cavall · c8 negres alfil · d8 negres dama · e8 negres rei · f8 negres alfil · h8 negres torre · a7 negres peó · b7 negres peó · e7 negres peó · f7 negres peó · g7 negres peó · h7 negres peó · c6 negres peó · f6 negres cavall · d5 negres peó · c4 blanques peó · d4 blanques peó · e3 blanques peó · f3 blanques cavall · a2 blanques peó · b2 blanques peó · f2 blanques peó · g2 blanques peó · h2 blanques peó · a1 blanques torre · b1 blanques cavall · c1 blanques alfil · d1 blanques dama · e1 blanques rei · f1 blanques alfil · h1 blanques torre | a8 negres torre · b8 negres cavall · c8 negres alfil · d8 negres dama · e8 negres rei · f8 negres alfil · h8 negres torre · a7 negres peó · b7 negres peó · e7 negres peó · f7 negres peó · g7 negres peó · h7 negres peó · c6 negres peó · f6 negres cavall · d5 negres peó · c4 blanques peó · d4 blanques peó · e3 blanques peó · f3 blanques cavall · a2 blanques peó · b2 blanques peó · f2 blanques peó · g2 blanques peó · h2 blanques peó · a1 blanques torre · b1 blanques cavall · c1 blanques alfil · d1 blanques dama · e1 blanques rei · f1 blanques alfil · h1 blanques torre | a8 negres torre · b8 negres cavall · c8 negres alfil · d8 negres dama · e8 negres rei · f8 negres alfil · h8 negres torre · a7 negres peó · b7 negres peó · e7 negres peó · f7 negres peó · g7 negres peó · h7 negres peó · c6 negres peó · f6 negres cavall · d5 negres peó · c4 blanques peó · d4 blanques peó · e3 blanques peó · f3 blanques cavall · a2 blanques peó · b2 blanques peó · f2 blanques peó · g2 blanques peó · h2 blanques peó · a1 blanques torre · b1 blanques cavall · c1 blanques alfil · d1 blanques dama · e1 blanques rei · f1 blanques alfil · h1 blanques torre | 5 |
| 4 | a8 negres torre · b8 negres cavall · c8 negres alfil · d8 negres dama · e8 negres rei · f8 negres alfil · h8 negres torre · a7 negres peó · b7 negres peó · e7 negres peó · f7 negres peó · g7 negres peó · h7 negres peó · c6 negres peó · f6 negres cavall · d5 negres peó · c4 blanques peó · d4 blanques peó · e3 blanques peó · f3 blanques cavall · a2 blanques peó · b2 blanques peó · f2 blanques peó · g2 blanques peó · h2 blanques peó · a1 blanques torre · b1 blanques cavall · c1 blanques alfil · d1 blanques dama · e1 blanques rei · f1 blanques alfil · h1 blanques torre | a8 negres torre · b8 negres cavall · c8 negres alfil · d8 negres dama · e8 negres rei · f8 negres alfil · h8 negres torre · a7 negres peó · b7 negres peó · e7 negres peó · f7 negres peó · g7 negres peó · h7 negres peó · c6 negres peó · f6 negres cavall · d5 negres peó · c4 blanques peó · d4 blanques peó · e3 blanques peó · f3 blanques cavall · a2 blanques peó · b2 blanques peó · f2 blanques peó · g2 blanques peó · h2 blanques peó · a1 blanques torre · b1 blanques cavall · c1 blanques alfil · d1 blanques dama · e1 blanques rei · f1 blanques alfil · h1 blanques torre | a8 negres torre · b8 negres cavall · c8 negres alfil · d8 negres dama · e8 negres rei · f8 negres alfil · h8 negres torre · a7 negres peó · b7 negres peó · e7 negres peó · f7 negres peó · g7 negres peó · h7 negres peó · c6 negres peó · f6 negres cavall · d5 negres peó · c4 blanques peó · d4 blanques peó · e3 blanques peó · f3 blanques cavall · a2 blanques peó · b2 blanques peó · f2 blanques peó · g2 blanques peó · h2 blanques peó · a1 blanques torre · b1 blanques cavall · c1 blanques alfil · d1 blanques dama · e1 blanques rei · f1 blanques alfil · h1 blanques torre | a8 negres torre · b8 negres cavall · c8 negres alfil · d8 negres dama · e8 negres rei · f8 negres alfil · h8 negres torre · a7 negres peó · b7 negres peó · e7 negres peó · f7 negres peó · g7 negres peó · h7 negres peó · c6 negres peó · f6 negres cavall · d5 negres peó · c4 blanques peó · d4 blanques peó · e3 blanques peó · f3 blanques cavall · a2 blanques peó · b2 blanques peó · f2 blanques peó · g2 blanques peó · h2 blanques peó · a1 blanques torre · b1 blanques cavall · c1 blanques alfil · d1 blanques dama · e1 blanques rei · f1 blanques alfil · h1 blanques torre | a8 negres torre · b8 negres cavall · c8 negres alfil · d8 negres dama · e8 negres rei · f8 negres alfil · h8 negres torre · a7 negres peó · b7 negres peó · e7 negres peó · f7 negres peó · g7 negres peó · h7 negres peó · c6 negres peó · f6 negres cavall · d5 negres peó · c4 blanques peó · d4 blanques peó · e3 blanques peó · f3 blanques cavall · a2 blanques peó · b2 blanques peó · f2 blanques peó · g2 blanques peó · h2 blanques peó · a1 blanques torre · b1 blanques cavall · c1 blanques alfil · d1 blanques dama · e1 blanques rei · f1 blanques alfil · h1 blanques torre | a8 negres torre · b8 negres cavall · c8 negres alfil · d8 negres dama · e8 negres rei · f8 negres alfil · h8 negres torre · a7 negres peó · b7 negres peó · e7 negres peó · f7 negres peó · g7 negres peó · h7 negres peó · c6 negres peó · f6 negres cavall · d5 negres peó · c4 blanques peó · d4 blanques peó · e3 blanques peó · f3 blanques cavall · a2 blanques peó · b2 blanques peó · f2 blanques peó · g2 blanques peó · h2 blanques peó · a1 blanques torre · b1 blanques cavall · c1 blanques alfil · d1 blanques dama · e1 blanques rei · f1 blanques alfil · h1 blanques torre | a8 negres torre · b8 negres cavall · c8 negres alfil · d8 negres dama · e8 negres rei · f8 negres alfil · h8 negres torre · a7 negres peó · b7 negres peó · e7 negres peó · f7 negres peó · g7 negres peó · h7 negres peó · c6 negres peó · f6 negres cavall · d5 negres peó · c4 blanques peó · d4 blanques peó · e3 blanques peó · f3 blanques cavall · a2 blanques peó · b2 blanques peó · f2 blanques peó · g2 blanques peó · h2 blanques peó · a1 blanques torre · b1 blanques cavall · c1 blanques alfil · d1 blanques dama · e1 blanques rei · f1 blanques alfil · h1 blanques torre | a8 negres torre · b8 negres cavall · c8 negres alfil · d8 negres dama · e8 negres rei · f8 negres alfil · h8 negres torre · a7 negres peó · b7 negres peó · e7 negres peó · f7 negres peó · g7 negres peó · h7 negres peó · c6 negres peó · f6 negres cavall · d5 negres peó · c4 blanques peó · d4 blanques peó · e3 blanques peó · f3 blanques cavall · a2 blanques peó · b2 blanques peó · f2 blanques peó · g2 blanques peó · h2 blanques peó · a1 blanques torre · b1 blanques cavall · c1 blanques alfil · d1 blanques dama · e1 blanques rei · f1 blanques alfil · h1 blanques torre | 4 |
| 3 | a8 negres torre · b8 negres cavall · c8 negres alfil · d8 negres dama · e8 negres rei · f8 negres alfil · h8 negres torre · a7 negres peó · b7 negres peó · e7 negres peó · f7 negres peó · g7 negres peó · h7 negres peó · c6 negres peó · f6 negres cavall · d5 negres peó · c4 blanques peó · d4 blanques peó · e3 blanques peó · f3 blanques cavall · a2 blanques peó · b2 blanques peó · f2 blanques peó · g2 blanques peó · h2 blanques peó · a1 blanques torre · b1 blanques cavall · c1 blanques alfil · d1 blanques dama · e1 blanques rei · f1 blanques alfil · h1 blanques torre | a8 negres torre · b8 negres cavall · c8 negres alfil · d8 negres dama · e8 negres rei · f8 negres alfil · h8 negres torre · a7 negres peó · b7 negres peó · e7 negres peó · f7 negres peó · g7 negres peó · h7 negres peó · c6 negres peó · f6 negres cavall · d5 negres peó · c4 blanques peó · d4 blanques peó · e3 blanques peó · f3 blanques cavall · a2 blanques peó · b2 blanques peó · f2 blanques peó · g2 blanques peó · h2 blanques peó · a1 blanques torre · b1 blanques cavall · c1 blanques alfil · d1 blanques dama · e1 blanques rei · f1 blanques alfil · h1 blanques torre | a8 negres torre · b8 negres cavall · c8 negres alfil · d8 negres dama · e8 negres rei · f8 negres alfil · h8 negres torre · a7 negres peó · b7 negres peó · e7 negres peó · f7 negres peó · g7 negres peó · h7 negres peó · c6 negres peó · f6 negres cavall · d5 negres peó · c4 blanques peó · d4 blanques peó · e3 blanques peó · f3 blanques cavall · a2 blanques peó · b2 blanques peó · f2 blanques peó · g2 blanques peó · h2 blanques peó · a1 blanques torre · b1 blanques cavall · c1 blanques alfil · d1 blanques dama · e1 blanques rei · f1 blanques alfil · h1 blanques torre | a8 negres torre · b8 negres cavall · c8 negres alfil · d8 negres dama · e8 negres rei · f8 negres alfil · h8 negres torre · a7 negres peó · b7 negres peó · e7 negres peó · f7 negres peó · g7 negres peó · h7 negres peó · c6 negres peó · f6 negres cavall · d5 negres peó · c4 blanques peó · d4 blanques peó · e3 blanques peó · f3 blanques cavall · a2 blanques peó · b2 blanques peó · f2 blanques peó · g2 blanques peó · h2 blanques peó · a1 blanques torre · b1 blanques cavall · c1 blanques alfil · d1 blanques dama · e1 blanques rei · f1 blanques alfil · h1 blanques torre | a8 negres torre · b8 negres cavall · c8 negres alfil · d8 negres dama · e8 negres rei · f8 negres alfil · h8 negres torre · a7 negres peó · b7 negres peó · e7 negres peó · f7 negres peó · g7 negres peó · h7 negres peó · c6 negres peó · f6 negres cavall · d5 negres peó · c4 blanques peó · d4 blanques peó · e3 blanques peó · f3 blanques cavall · a2 blanques peó · b2 blanques peó · f2 blanques peó · g2 blanques peó · h2 blanques peó · a1 blanques torre · b1 blanques cavall · c1 blanques alfil · d1 blanques dama · e1 blanques rei · f1 blanques alfil · h1 blanques torre | a8 negres torre · b8 negres cavall · c8 negres alfil · d8 negres dama · e8 negres rei · f8 negres alfil · h8 negres torre · a7 negres peó · b7 negres peó · e7 negres peó · f7 negres peó · g7 negres peó · h7 negres peó · c6 negres peó · f6 negres cavall · d5 negres peó · c4 blanques peó · d4 blanques peó · e3 blanques peó · f3 blanques cavall · a2 blanques peó · b2 blanques peó · f2 blanques peó · g2 blanques peó · h2 blanques peó · a1 blanques torre · b1 blanques cavall · c1 blanques alfil · d1 blanques dama · e1 blanques rei · f1 blanques alfil · h1 blanques torre | a8 negres torre · b8 negres cavall · c8 negres alfil · d8 negres dama · e8 negres rei · f8 negres alfil · h8 negres torre · a7 negres peó · b7 negres peó · e7 negres peó · f7 negres peó · g7 negres peó · h7 negres peó · c6 negres peó · f6 negres cavall · d5 negres peó · c4 blanques peó · d4 blanques peó · e3 blanques peó · f3 blanques cavall · a2 blanques peó · b2 blanques peó · f2 blanques peó · g2 blanques peó · h2 blanques peó · a1 blanques torre · b1 blanques cavall · c1 blanques alfil · d1 blanques dama · e1 blanques rei · f1 blanques alfil · h1 blanques torre | a8 negres torre · b8 negres cavall · c8 negres alfil · d8 negres dama · e8 negres rei · f8 negres alfil · h8 negres torre · a7 negres peó · b7 negres peó · e7 negres peó · f7 negres peó · g7 negres peó · h7 negres peó · c6 negres peó · f6 negres cavall · d5 negres peó · c4 blanques peó · d4 blanques peó · e3 blanques peó · f3 blanques cavall · a2 blanques peó · b2 blanques peó · f2 blanques peó · g2 blanques peó · h2 blanques peó · a1 blanques torre · b1 blanques cavall · c1 blanques alfil · d1 blanques dama · e1 blanques rei · f1 blanques alfil · h1 blanques torre | 3 |
| 2 | a8 negres torre · b8 negres cavall · c8 negres alfil · d8 negres dama · e8 negres rei · f8 negres alfil · h8 negres torre · a7 negres peó · b7 negres peó · e7 negres peó · f7 negres peó · g7 negres peó · h7 negres peó · c6 negres peó · f6 negres cavall · d5 negres peó · c4 blanques peó · d4 blanques peó · e3 blanques peó · f3 blanques cavall · a2 blanques peó · b2 blanques peó · f2 blanques peó · g2 blanques peó · h2 blanques peó · a1 blanques torre · b1 blanques cavall · c1 blanques alfil · d1 blanques dama · e1 blanques rei · f1 blanques alfil · h1 blanques torre | a8 negres torre · b8 negres cavall · c8 negres alfil · d8 negres dama · e8 negres rei · f8 negres alfil · h8 negres torre · a7 negres peó · b7 negres peó · e7 negres peó · f7 negres peó · g7 negres peó · h7 negres peó · c6 negres peó · f6 negres cavall · d5 negres peó · c4 blanques peó · d4 blanques peó · e3 blanques peó · f3 blanques cavall · a2 blanques peó · b2 blanques peó · f2 blanques peó · g2 blanques peó · h2 blanques peó · a1 blanques torre · b1 blanques cavall · c1 blanques alfil · d1 blanques dama · e1 blanques rei · f1 blanques alfil · h1 blanques torre | a8 negres torre · b8 negres cavall · c8 negres alfil · d8 negres dama · e8 negres rei · f8 negres alfil · h8 negres torre · a7 negres peó · b7 negres peó · e7 negres peó · f7 negres peó · g7 negres peó · h7 negres peó · c6 negres peó · f6 negres cavall · d5 negres peó · c4 blanques peó · d4 blanques peó · e3 blanques peó · f3 blanques cavall · a2 blanques peó · b2 blanques peó · f2 blanques peó · g2 blanques peó · h2 blanques peó · a1 blanques torre · b1 blanques cavall · c1 blanques alfil · d1 blanques dama · e1 blanques rei · f1 blanques alfil · h1 blanques torre | a8 negres torre · b8 negres cavall · c8 negres alfil · d8 negres dama · e8 negres rei · f8 negres alfil · h8 negres torre · a7 negres peó · b7 negres peó · e7 negres peó · f7 negres peó · g7 negres peó · h7 negres peó · c6 negres peó · f6 negres cavall · d5 negres peó · c4 blanques peó · d4 blanques peó · e3 blanques peó · f3 blanques cavall · a2 blanques peó · b2 blanques peó · f2 blanques peó · g2 blanques peó · h2 blanques peó · a1 blanques torre · b1 blanques cavall · c1 blanques alfil · d1 blanques dama · e1 blanques rei · f1 blanques alfil · h1 blanques torre | a8 negres torre · b8 negres cavall · c8 negres alfil · d8 negres dama · e8 negres rei · f8 negres alfil · h8 negres torre · a7 negres peó · b7 negres peó · e7 negres peó · f7 negres peó · g7 negres peó · h7 negres peó · c6 negres peó · f6 negres cavall · d5 negres peó · c4 blanques peó · d4 blanques peó · e3 blanques peó · f3 blanques cavall · a2 blanques peó · b2 blanques peó · f2 blanques peó · g2 blanques peó · h2 blanques peó · a1 blanques torre · b1 blanques cavall · c1 blanques alfil · d1 blanques dama · e1 blanques rei · f1 blanques alfil · h1 blanques torre | a8 negres torre · b8 negres cavall · c8 negres alfil · d8 negres dama · e8 negres rei · f8 negres alfil · h8 negres torre · a7 negres peó · b7 negres peó · e7 negres peó · f7 negres peó · g7 negres peó · h7 negres peó · c6 negres peó · f6 negres cavall · d5 negres peó · c4 blanques peó · d4 blanques peó · e3 blanques peó · f3 blanques cavall · a2 blanques peó · b2 blanques peó · f2 blanques peó · g2 blanques peó · h2 blanques peó · a1 blanques torre · b1 blanques cavall · c1 blanques alfil · d1 blanques dama · e1 blanques rei · f1 blanques alfil · h1 blanques torre | a8 negres torre · b8 negres cavall · c8 negres alfil · d8 negres dama · e8 negres rei · f8 negres alfil · h8 negres torre · a7 negres peó · b7 negres peó · e7 negres peó · f7 negres peó · g7 negres peó · h7 negres peó · c6 negres peó · f6 negres cavall · d5 negres peó · c4 blanques peó · d4 blanques peó · e3 blanques peó · f3 blanques cavall · a2 blanques peó · b2 blanques peó · f2 blanques peó · g2 blanques peó · h2 blanques peó · a1 blanques torre · b1 blanques cavall · c1 blanques alfil · d1 blanques dama · e1 blanques rei · f1 blanques alfil · h1 blanques torre | a8 negres torre · b8 negres cavall · c8 negres alfil · d8 negres dama · e8 negres rei · f8 negres alfil · h8 negres torre · a7 negres peó · b7 negres peó · e7 negres peó · f7 negres peó · g7 negres peó · h7 negres peó · c6 negres peó · f6 negres cavall · d5 negres peó · c4 blanques peó · d4 blanques peó · e3 blanques peó · f3 blanques cavall · a2 blanques peó · b2 blanques peó · f2 blanques peó · g2 blanques peó · h2 blanques peó · a1 blanques torre · b1 blanques cavall · c1 blanques alfil · d1 blanques dama · e1 blanques rei · f1 blanques alfil · h1 blanques torre | 2 |
| 1 | a8 negres torre · b8 negres cavall · c8 negres alfil · d8 negres dama · e8 negres rei · f8 negres alfil · h8 negres torre · a7 negres peó · b7 negres peó · e7 negres peó · f7 negres peó · g7 negres peó · h7 negres peó · c6 negres peó · f6 negres cavall · d5 negres peó · c4 blanques peó · d4 blanques peó · e3 blanques peó · f3 blanques cavall · a2 blanques peó · b2 blanques peó · f2 blanques peó · g2 blanques peó · h2 blanques peó · a1 blanques torre · b1 blanques cavall · c1 blanques alfil · d1 blanques dama · e1 blanques rei · f1 blanques alfil · h1 blanques torre | a8 negres torre · b8 negres cavall · c8 negres alfil · d8 negres dama · e8 negres rei · f8 negres alfil · h8 negres torre · a7 negres peó · b7 negres peó · e7 negres peó · f7 negres peó · g7 negres peó · h7 negres peó · c6 negres peó · f6 negres cavall · d5 negres peó · c4 blanques peó · d4 blanques peó · e3 blanques peó · f3 blanques cavall · a2 blanques peó · b2 blanques peó · f2 blanques peó · g2 blanques peó · h2 blanques peó · a1 blanques torre · b1 blanques cavall · c1 blanques alfil · d1 blanques dama · e1 blanques rei · f1 blanques alfil · h1 blanques torre | a8 negres torre · b8 negres cavall · c8 negres alfil · d8 negres dama · e8 negres rei · f8 negres alfil · h8 negres torre · a7 negres peó · b7 negres peó · e7 negres peó · f7 negres peó · g7 negres peó · h7 negres peó · c6 negres peó · f6 negres cavall · d5 negres peó · c4 blanques peó · d4 blanques peó · e3 blanques peó · f3 blanques cavall · a2 blanques peó · b2 blanques peó · f2 blanques peó · g2 blanques peó · h2 blanques peó · a1 blanques torre · b1 blanques cavall · c1 blanques alfil · d1 blanques dama · e1 blanques rei · f1 blanques alfil · h1 blanques torre | a8 negres torre · b8 negres cavall · c8 negres alfil · d8 negres dama · e8 negres rei · f8 negres alfil · h8 negres torre · a7 negres peó · b7 negres peó · e7 negres peó · f7 negres peó · g7 negres peó · h7 negres peó · c6 negres peó · f6 negres cavall · d5 negres peó · c4 blanques peó · d4 blanques peó · e3 blanques peó · f3 blanques cavall · a2 blanques peó · b2 blanques peó · f2 blanques peó · g2 blanques peó · h2 blanques peó · a1 blanques torre · b1 blanques cavall · c1 blanques alfil · d1 blanques dama · e1 blanques rei · f1 blanques alfil · h1 blanques torre | a8 negres torre · b8 negres cavall · c8 negres alfil · d8 negres dama · e8 negres rei · f8 negres alfil · h8 negres torre · a7 negres peó · b7 negres peó · e7 negres peó · f7 negres peó · g7 negres peó · h7 negres peó · c6 negres peó · f6 negres cavall · d5 negres peó · c4 blanques peó · d4 blanques peó · e3 blanques peó · f3 blanques cavall · a2 blanques peó · b2 blanques peó · f2 blanques peó · g2 blanques peó · h2 blanques peó · a1 blanques torre · b1 blanques cavall · c1 blanques alfil · d1 blanques dama · e1 blanques rei · f1 blanques alfil · h1 blanques torre | a8 negres torre · b8 negres cavall · c8 negres alfil · d8 negres dama · e8 negres rei · f8 negres alfil · h8 negres torre · a7 negres peó · b7 negres peó · e7 negres peó · f7 negres peó · g7 negres peó · h7 negres peó · c6 negres peó · f6 negres cavall · d5 negres peó · c4 blanques peó · d4 blanques peó · e3 blanques peó · f3 blanques cavall · a2 blanques peó · b2 blanques peó · f2 blanques peó · g2 blanques peó · h2 blanques peó · a1 blanques torre · b1 blanques cavall · c1 blanques alfil · d1 blanques dama · e1 blanques rei · f1 blanques alfil · h1 blanques torre | a8 negres torre · b8 negres cavall · c8 negres alfil · d8 negres dama · e8 negres rei · f8 negres alfil · h8 negres torre · a7 negres peó · b7 negres peó · e7 negres peó · f7 negres peó · g7 negres peó · h7 negres peó · c6 negres peó · f6 negres cavall · d5 negres peó · c4 blanques peó · d4 blanques peó · e3 blanques peó · f3 blanques cavall · a2 blanques peó · b2 blanques peó · f2 blanques peó · g2 blanques peó · h2 blanques peó · a1 blanques torre · b1 blanques cavall · c1 blanques alfil · d1 blanques dama · e1 blanques rei · f1 blanques alfil · h1 blanques torre | a8 negres torre · b8 negres cavall · c8 negres alfil · d8 negres dama · e8 negres rei · f8 negres alfil · h8 negres torre · a7 negres peó · b7 negres peó · e7 negres peó · f7 negres peó · g7 negres peó · h7 negres peó · c6 negres peó · f6 negres cavall · d5 negres peó · c4 blanques peó · d4 blanques peó · e3 blanques peó · f3 blanques cavall · a2 blanques peó · b2 blanques peó · f2 blanques peó · g2 blanques peó · h2 blanques peó · a1 blanques torre · b1 blanques cavall · c1 blanques alfil · d1 blanques dama · e1 blanques rei · f1 blanques alfil · h1 blanques torre | 1 |
|   | a | b | c | d | e | f | g | h |   |

|   | a | b | c | d | e | f | g | h |   |
| 8 | a8 negres torre · b8 negres cavall · c8 negres alfil · d8 negres dama · e8 negres rei · f8 negres alfil · h8 negres torre · a7 negres peó · e7 negres peó · f7 negres peó · g7 negres peó · h7 negres peó · c6 negres peó · f6 negres cavall · b5 negres peó · c4 negres peó · d4 blanques peó · e4 blanques peó · c3 blanques cavall · f3 blanques cavall · a2 blanques peó · b2 blanques peó · f2 blanques peó · g2 blanques peó · h2 blanques peó · a1 blanques torre · c1 blanques alfil · d1 blanques dama · e1 blanques rei · f1 blanques alfil · h1 blanques torre | a8 negres torre · b8 negres cavall · c8 negres alfil · d8 negres dama · e8 negres rei · f8 negres alfil · h8 negres torre · a7 negres peó · e7 negres peó · f7 negres peó · g7 negres peó · h7 negres peó · c6 negres peó · f6 negres cavall · b5 negres peó · c4 negres peó · d4 blanques peó · e4 blanques peó · c3 blanques cavall · f3 blanques cavall · a2 blanques peó · b2 blanques peó · f2 blanques peó · g2 blanques peó · h2 blanques peó · a1 blanques torre · c1 blanques alfil · d1 blanques dama · e1 blanques rei · f1 blanques alfil · h1 blanques torre | a8 negres torre · b8 negres cavall · c8 negres alfil · d8 negres dama · e8 negres rei · f8 negres alfil · h8 negres torre · a7 negres peó · e7 negres peó · f7 negres peó · g7 negres peó · h7 negres peó · c6 negres peó · f6 negres cavall · b5 negres peó · c4 negres peó · d4 blanques peó · e4 blanques peó · c3 blanques cavall · f3 blanques cavall · a2 blanques peó · b2 blanques peó · f2 blanques peó · g2 blanques peó · h2 blanques peó · a1 blanques torre · c1 blanques alfil · d1 blanques dama · e1 blanques rei · f1 blanques alfil · h1 blanques torre | a8 negres torre · b8 negres cavall · c8 negres alfil · d8 negres dama · e8 negres rei · f8 negres alfil · h8 negres torre · a7 negres peó · e7 negres peó · f7 negres peó · g7 negres peó · h7 negres peó · c6 negres peó · f6 negres cavall · b5 negres peó · c4 negres peó · d4 blanques peó · e4 blanques peó · c3 blanques cavall · f3 blanques cavall · a2 blanques peó · b2 blanques peó · f2 blanques peó · g2 blanques peó · h2 blanques peó · a1 blanques torre · c1 blanques alfil · d1 blanques dama · e1 blanques rei · f1 blanques alfil · h1 blanques torre | a8 negres torre · b8 negres cavall · c8 negres alfil · d8 negres dama · e8 negres rei · f8 negres alfil · h8 negres torre · a7 negres peó · e7 negres peó · f7 negres peó · g7 negres peó · h7 negres peó · c6 negres peó · f6 negres cavall · b5 negres peó · c4 negres peó · d4 blanques peó · e4 blanques peó · c3 blanques cavall · f3 blanques cavall · a2 blanques peó · b2 blanques peó · f2 blanques peó · g2 blanques peó · h2 blanques peó · a1 blanques torre · c1 blanques alfil · d1 blanques dama · e1 blanques rei · f1 blanques alfil · h1 blanques torre | a8 negres torre · b8 negres cavall · c8 negres alfil · d8 negres dama · e8 negres rei · f8 negres alfil · h8 negres torre · a7 negres peó · e7 negres peó · f7 negres peó · g7 negres peó · h7 negres peó · c6 negres peó · f6 negres cavall · b5 negres peó · c4 negres peó · d4 blanques peó · e4 blanques peó · c3 blanques cavall · f3 blanques cavall · a2 blanques peó · b2 blanques peó · f2 blanques peó · g2 blanques peó · h2 blanques peó · a1 blanques torre · c1 blanques alfil · d1 blanques dama · e1 blanques rei · f1 blanques alfil · h1 blanques torre | a8 negres torre · b8 negres cavall · c8 negres alfil · d8 negres dama · e8 negres rei · f8 negres alfil · h8 negres torre · a7 negres peó · e7 negres peó · f7 negres peó · g7 negres peó · h7 negres peó · c6 negres peó · f6 negres cavall · b5 negres peó · c4 negres peó · d4 blanques peó · e4 blanques peó · c3 blanques cavall · f3 blanques cavall · a2 blanques peó · b2 blanques peó · f2 blanques peó · g2 blanques peó · h2 blanques peó · a1 blanques torre · c1 blanques alfil · d1 blanques dama · e1 blanques rei · f1 blanques alfil · h1 blanques torre | a8 negres torre · b8 negres cavall · c8 negres alfil · d8 negres dama · e8 negres rei · f8 negres alfil · h8 negres torre · a7 negres peó · e7 negres peó · f7 negres peó · g7 negres peó · h7 negres peó · c6 negres peó · f6 negres cavall · b5 negres peó · c4 negres peó · d4 blanques peó · e4 blanques peó · c3 blanques cavall · f3 blanques cavall · a2 blanques peó · b2 blanques peó · f2 blanques peó · g2 blanques peó · h2 blanques peó · a1 blanques torre · c1 blanques alfil · d1 blanques dama · e1 blanques rei · f1 blanques alfil · h1 blanques torre | 8 |
| 7 | a8 negres torre · b8 negres cavall · c8 negres alfil · d8 negres dama · e8 negres rei · f8 negres alfil · h8 negres torre · a7 negres peó · e7 negres peó · f7 negres peó · g7 negres peó · h7 negres peó · c6 negres peó · f6 negres cavall · b5 negres peó · c4 negres peó · d4 blanques peó · e4 blanques peó · c3 blanques cavall · f3 blanques cavall · a2 blanques peó · b2 blanques peó · f2 blanques peó · g2 blanques peó · h2 blanques peó · a1 blanques torre · c1 blanques alfil · d1 blanques dama · e1 blanques rei · f1 blanques alfil · h1 blanques torre | a8 negres torre · b8 negres cavall · c8 negres alfil · d8 negres dama · e8 negres rei · f8 negres alfil · h8 negres torre · a7 negres peó · e7 negres peó · f7 negres peó · g7 negres peó · h7 negres peó · c6 negres peó · f6 negres cavall · b5 negres peó · c4 negres peó · d4 blanques peó · e4 blanques peó · c3 blanques cavall · f3 blanques cavall · a2 blanques peó · b2 blanques peó · f2 blanques peó · g2 blanques peó · h2 blanques peó · a1 blanques torre · c1 blanques alfil · d1 blanques dama · e1 blanques rei · f1 blanques alfil · h1 blanques torre | a8 negres torre · b8 negres cavall · c8 negres alfil · d8 negres dama · e8 negres rei · f8 negres alfil · h8 negres torre · a7 negres peó · e7 negres peó · f7 negres peó · g7 negres peó · h7 negres peó · c6 negres peó · f6 negres cavall · b5 negres peó · c4 negres peó · d4 blanques peó · e4 blanques peó · c3 blanques cavall · f3 blanques cavall · a2 blanques peó · b2 blanques peó · f2 blanques peó · g2 blanques peó · h2 blanques peó · a1 blanques torre · c1 blanques alfil · d1 blanques dama · e1 blanques rei · f1 blanques alfil · h1 blanques torre | a8 negres torre · b8 negres cavall · c8 negres alfil · d8 negres dama · e8 negres rei · f8 negres alfil · h8 negres torre · a7 negres peó · e7 negres peó · f7 negres peó · g7 negres peó · h7 negres peó · c6 negres peó · f6 negres cavall · b5 negres peó · c4 negres peó · d4 blanques peó · e4 blanques peó · c3 blanques cavall · f3 blanques cavall · a2 blanques peó · b2 blanques peó · f2 blanques peó · g2 blanques peó · h2 blanques peó · a1 blanques torre · c1 blanques alfil · d1 blanques dama · e1 blanques rei · f1 blanques alfil · h1 blanques torre | a8 negres torre · b8 negres cavall · c8 negres alfil · d8 negres dama · e8 negres rei · f8 negres alfil · h8 negres torre · a7 negres peó · e7 negres peó · f7 negres peó · g7 negres peó · h7 negres peó · c6 negres peó · f6 negres cavall · b5 negres peó · c4 negres peó · d4 blanques peó · e4 blanques peó · c3 blanques cavall · f3 blanques cavall · a2 blanques peó · b2 blanques peó · f2 blanques peó · g2 blanques peó · h2 blanques peó · a1 blanques torre · c1 blanques alfil · d1 blanques dama · e1 blanques rei · f1 blanques alfil · h1 blanques torre | a8 negres torre · b8 negres cavall · c8 negres alfil · d8 negres dama · e8 negres rei · f8 negres alfil · h8 negres torre · a7 negres peó · e7 negres peó · f7 negres peó · g7 negres peó · h7 negres peó · c6 negres peó · f6 negres cavall · b5 negres peó · c4 negres peó · d4 blanques peó · e4 blanques peó · c3 blanques cavall · f3 blanques cavall · a2 blanques peó · b2 blanques peó · f2 blanques peó · g2 blanques peó · h2 blanques peó · a1 blanques torre · c1 blanques alfil · d1 blanques dama · e1 blanques rei · f1 blanques alfil · h1 blanques torre | a8 negres torre · b8 negres cavall · c8 negres alfil · d8 negres dama · e8 negres rei · f8 negres alfil · h8 negres torre · a7 negres peó · e7 negres peó · f7 negres peó · g7 negres peó · h7 negres peó · c6 negres peó · f6 negres cavall · b5 negres peó · c4 negres peó · d4 blanques peó · e4 blanques peó · c3 blanques cavall · f3 blanques cavall · a2 blanques peó · b2 blanques peó · f2 blanques peó · g2 blanques peó · h2 blanques peó · a1 blanques torre · c1 blanques alfil · d1 blanques dama · e1 blanques rei · f1 blanques alfil · h1 blanques torre | a8 negres torre · b8 negres cavall · c8 negres alfil · d8 negres dama · e8 negres rei · f8 negres alfil · h8 negres torre · a7 negres peó · e7 negres peó · f7 negres peó · g7 negres peó · h7 negres peó · c6 negres peó · f6 negres cavall · b5 negres peó · c4 negres peó · d4 blanques peó · e4 blanques peó · c3 blanques cavall · f3 blanques cavall · a2 blanques peó · b2 blanques peó · f2 blanques peó · g2 blanques peó · h2 blanques peó · a1 blanques torre · c1 blanques alfil · d1 blanques dama · e1 blanques rei · f1 blanques alfil · h1 blanques torre | 7 |
| 6 | a8 negres torre · b8 negres cavall · c8 negres alfil · d8 negres dama · e8 negres rei · f8 negres alfil · h8 negres torre · a7 negres peó · e7 negres peó · f7 negres peó · g7 negres peó · h7 negres peó · c6 negres peó · f6 negres cavall · b5 negres peó · c4 negres peó · d4 blanques peó · e4 blanques peó · c3 blanques cavall · f3 blanques cavall · a2 blanques peó · b2 blanques peó · f2 blanques peó · g2 blanques peó · h2 blanques peó · a1 blanques torre · c1 blanques alfil · d1 blanques dama · e1 blanques rei · f1 blanques alfil · h1 blanques torre | a8 negres torre · b8 negres cavall · c8 negres alfil · d8 negres dama · e8 negres rei · f8 negres alfil · h8 negres torre · a7 negres peó · e7 negres peó · f7 negres peó · g7 negres peó · h7 negres peó · c6 negres peó · f6 negres cavall · b5 negres peó · c4 negres peó · d4 blanques peó · e4 blanques peó · c3 blanques cavall · f3 blanques cavall · a2 blanques peó · b2 blanques peó · f2 blanques peó · g2 blanques peó · h2 blanques peó · a1 blanques torre · c1 blanques alfil · d1 blanques dama · e1 blanques rei · f1 blanques alfil · h1 blanques torre | a8 negres torre · b8 negres cavall · c8 negres alfil · d8 negres dama · e8 negres rei · f8 negres alfil · h8 negres torre · a7 negres peó · e7 negres peó · f7 negres peó · g7 negres peó · h7 negres peó · c6 negres peó · f6 negres cavall · b5 negres peó · c4 negres peó · d4 blanques peó · e4 blanques peó · c3 blanques cavall · f3 blanques cavall · a2 blanques peó · b2 blanques peó · f2 blanques peó · g2 blanques peó · h2 blanques peó · a1 blanques torre · c1 blanques alfil · d1 blanques dama · e1 blanques rei · f1 blanques alfil · h1 blanques torre | a8 negres torre · b8 negres cavall · c8 negres alfil · d8 negres dama · e8 negres rei · f8 negres alfil · h8 negres torre · a7 negres peó · e7 negres peó · f7 negres peó · g7 negres peó · h7 negres peó · c6 negres peó · f6 negres cavall · b5 negres peó · c4 negres peó · d4 blanques peó · e4 blanques peó · c3 blanques cavall · f3 blanques cavall · a2 blanques peó · b2 blanques peó · f2 blanques peó · g2 blanques peó · h2 blanques peó · a1 blanques torre · c1 blanques alfil · d1 blanques dama · e1 blanques rei · f1 blanques alfil · h1 blanques torre | a8 negres torre · b8 negres cavall · c8 negres alfil · d8 negres dama · e8 negres rei · f8 negres alfil · h8 negres torre · a7 negres peó · e7 negres peó · f7 negres peó · g7 negres peó · h7 negres peó · c6 negres peó · f6 negres cavall · b5 negres peó · c4 negres peó · d4 blanques peó · e4 blanques peó · c3 blanques cavall · f3 blanques cavall · a2 blanques peó · b2 blanques peó · f2 blanques peó · g2 blanques peó · h2 blanques peó · a1 blanques torre · c1 blanques alfil · d1 blanques dama · e1 blanques rei · f1 blanques alfil · h1 blanques torre | a8 negres torre · b8 negres cavall · c8 negres alfil · d8 negres dama · e8 negres rei · f8 negres alfil · h8 negres torre · a7 negres peó · e7 negres peó · f7 negres peó · g7 negres peó · h7 negres peó · c6 negres peó · f6 negres cavall · b5 negres peó · c4 negres peó · d4 blanques peó · e4 blanques peó · c3 blanques cavall · f3 blanques cavall · a2 blanques peó · b2 blanques peó · f2 blanques peó · g2 blanques peó · h2 blanques peó · a1 blanques torre · c1 blanques alfil · d1 blanques dama · e1 blanques rei · f1 blanques alfil · h1 blanques torre | a8 negres torre · b8 negres cavall · c8 negres alfil · d8 negres dama · e8 negres rei · f8 negres alfil · h8 negres torre · a7 negres peó · e7 negres peó · f7 negres peó · g7 negres peó · h7 negres peó · c6 negres peó · f6 negres cavall · b5 negres peó · c4 negres peó · d4 blanques peó · e4 blanques peó · c3 blanques cavall · f3 blanques cavall · a2 blanques peó · b2 blanques peó · f2 blanques peó · g2 blanques peó · h2 blanques peó · a1 blanques torre · c1 blanques alfil · d1 blanques dama · e1 blanques rei · f1 blanques alfil · h1 blanques torre | a8 negres torre · b8 negres cavall · c8 negres alfil · d8 negres dama · e8 negres rei · f8 negres alfil · h8 negres torre · a7 negres peó · e7 negres peó · f7 negres peó · g7 negres peó · h7 negres peó · c6 negres peó · f6 negres cavall · b5 negres peó · c4 negres peó · d4 blanques peó · e4 blanques peó · c3 blanques cavall · f3 blanques cavall · a2 blanques peó · b2 blanques peó · f2 blanques peó · g2 blanques peó · h2 blanques peó · a1 blanques torre · c1 blanques alfil · d1 blanques dama · e1 blanques rei · f1 blanques alfil · h1 blanques torre | 6 |
| 5 | a8 negres torre · b8 negres cavall · c8 negres alfil · d8 negres dama · e8 negres rei · f8 negres alfil · h8 negres torre · a7 negres peó · e7 negres peó · f7 negres peó · g7 negres peó · h7 negres peó · c6 negres peó · f6 negres cavall · b5 negres peó · c4 negres peó · d4 blanques peó · e4 blanques peó · c3 blanques cavall · f3 blanques cavall · a2 blanques peó · b2 blanques peó · f2 blanques peó · g2 blanques peó · h2 blanques peó · a1 blanques torre · c1 blanques alfil · d1 blanques dama · e1 blanques rei · f1 blanques alfil · h1 blanques torre | a8 negres torre · b8 negres cavall · c8 negres alfil · d8 negres dama · e8 negres rei · f8 negres alfil · h8 negres torre · a7 negres peó · e7 negres peó · f7 negres peó · g7 negres peó · h7 negres peó · c6 negres peó · f6 negres cavall · b5 negres peó · c4 negres peó · d4 blanques peó · e4 blanques peó · c3 blanques cavall · f3 blanques cavall · a2 blanques peó · b2 blanques peó · f2 blanques peó · g2 blanques peó · h2 blanques peó · a1 blanques torre · c1 blanques alfil · d1 blanques dama · e1 blanques rei · f1 blanques alfil · h1 blanques torre | a8 negres torre · b8 negres cavall · c8 negres alfil · d8 negres dama · e8 negres rei · f8 negres alfil · h8 negres torre · a7 negres peó · e7 negres peó · f7 negres peó · g7 negres peó · h7 negres peó · c6 negres peó · f6 negres cavall · b5 negres peó · c4 negres peó · d4 blanques peó · e4 blanques peó · c3 blanques cavall · f3 blanques cavall · a2 blanques peó · b2 blanques peó · f2 blanques peó · g2 blanques peó · h2 blanques peó · a1 blanques torre · c1 blanques alfil · d1 blanques dama · e1 blanques rei · f1 blanques alfil · h1 blanques torre | a8 negres torre · b8 negres cavall · c8 negres alfil · d8 negres dama · e8 negres rei · f8 negres alfil · h8 negres torre · a7 negres peó · e7 negres peó · f7 negres peó · g7 negres peó · h7 negres peó · c6 negres peó · f6 negres cavall · b5 negres peó · c4 negres peó · d4 blanques peó · e4 blanques peó · c3 blanques cavall · f3 blanques cavall · a2 blanques peó · b2 blanques peó · f2 blanques peó · g2 blanques peó · h2 blanques peó · a1 blanques torre · c1 blanques alfil · d1 blanques dama · e1 blanques rei · f1 blanques alfil · h1 blanques torre | a8 negres torre · b8 negres cavall · c8 negres alfil · d8 negres dama · e8 negres rei · f8 negres alfil · h8 negres torre · a7 negres peó · e7 negres peó · f7 negres peó · g7 negres peó · h7 negres peó · c6 negres peó · f6 negres cavall · b5 negres peó · c4 negres peó · d4 blanques peó · e4 blanques peó · c3 blanques cavall · f3 blanques cavall · a2 blanques peó · b2 blanques peó · f2 blanques peó · g2 blanques peó · h2 blanques peó · a1 blanques torre · c1 blanques alfil · d1 blanques dama · e1 blanques rei · f1 blanques alfil · h1 blanques torre | a8 negres torre · b8 negres cavall · c8 negres alfil · d8 negres dama · e8 negres rei · f8 negres alfil · h8 negres torre · a7 negres peó · e7 negres peó · f7 negres peó · g7 negres peó · h7 negres peó · c6 negres peó · f6 negres cavall · b5 negres peó · c4 negres peó · d4 blanques peó · e4 blanques peó · c3 blanques cavall · f3 blanques cavall · a2 blanques peó · b2 blanques peó · f2 blanques peó · g2 blanques peó · h2 blanques peó · a1 blanques torre · c1 blanques alfil · d1 blanques dama · e1 blanques rei · f1 blanques alfil · h1 blanques torre | a8 negres torre · b8 negres cavall · c8 negres alfil · d8 negres dama · e8 negres rei · f8 negres alfil · h8 negres torre · a7 negres peó · e7 negres peó · f7 negres peó · g7 negres peó · h7 negres peó · c6 negres peó · f6 negres cavall · b5 negres peó · c4 negres peó · d4 blanques peó · e4 blanques peó · c3 blanques cavall · f3 blanques cavall · a2 blanques peó · b2 blanques peó · f2 blanques peó · g2 blanques peó · h2 blanques peó · a1 blanques torre · c1 blanques alfil · d1 blanques dama · e1 blanques rei · f1 blanques alfil · h1 blanques torre | a8 negres torre · b8 negres cavall · c8 negres alfil · d8 negres dama · e8 negres rei · f8 negres alfil · h8 negres torre · a7 negres peó · e7 negres peó · f7 negres peó · g7 negres peó · h7 negres peó · c6 negres peó · f6 negres cavall · b5 negres peó · c4 negres peó · d4 blanques peó · e4 blanques peó · c3 blanques cavall · f3 blanques cavall · a2 blanques peó · b2 blanques peó · f2 blanques peó · g2 blanques peó · h2 blanques peó · a1 blanques torre · c1 blanques alfil · d1 blanques dama · e1 blanques rei · f1 blanques alfil · h1 blanques torre | 5 |
| 4 | a8 negres torre · b8 negres cavall · c8 negres alfil · d8 negres dama · e8 negres rei · f8 negres alfil · h8 negres torre · a7 negres peó · e7 negres peó · f7 negres peó · g7 negres peó · h7 negres peó · c6 negres peó · f6 negres cavall · b5 negres peó · c4 negres peó · d4 blanques peó · e4 blanques peó · c3 blanques cavall · f3 blanques cavall · a2 blanques peó · b2 blanques peó · f2 blanques peó · g2 blanques peó · h2 blanques peó · a1 blanques torre · c1 blanques alfil · d1 blanques dama · e1 blanques rei · f1 blanques alfil · h1 blanques torre | a8 negres torre · b8 negres cavall · c8 negres alfil · d8 negres dama · e8 negres rei · f8 negres alfil · h8 negres torre · a7 negres peó · e7 negres peó · f7 negres peó · g7 negres peó · h7 negres peó · c6 negres peó · f6 negres cavall · b5 negres peó · c4 negres peó · d4 blanques peó · e4 blanques peó · c3 blanques cavall · f3 blanques cavall · a2 blanques peó · b2 blanques peó · f2 blanques peó · g2 blanques peó · h2 blanques peó · a1 blanques torre · c1 blanques alfil · d1 blanques dama · e1 blanques rei · f1 blanques alfil · h1 blanques torre | a8 negres torre · b8 negres cavall · c8 negres alfil · d8 negres dama · e8 negres rei · f8 negres alfil · h8 negres torre · a7 negres peó · e7 negres peó · f7 negres peó · g7 negres peó · h7 negres peó · c6 negres peó · f6 negres cavall · b5 negres peó · c4 negres peó · d4 blanques peó · e4 blanques peó · c3 blanques cavall · f3 blanques cavall · a2 blanques peó · b2 blanques peó · f2 blanques peó · g2 blanques peó · h2 blanques peó · a1 blanques torre · c1 blanques alfil · d1 blanques dama · e1 blanques rei · f1 blanques alfil · h1 blanques torre | a8 negres torre · b8 negres cavall · c8 negres alfil · d8 negres dama · e8 negres rei · f8 negres alfil · h8 negres torre · a7 negres peó · e7 negres peó · f7 negres peó · g7 negres peó · h7 negres peó · c6 negres peó · f6 negres cavall · b5 negres peó · c4 negres peó · d4 blanques peó · e4 blanques peó · c3 blanques cavall · f3 blanques cavall · a2 blanques peó · b2 blanques peó · f2 blanques peó · g2 blanques peó · h2 blanques peó · a1 blanques torre · c1 blanques alfil · d1 blanques dama · e1 blanques rei · f1 blanques alfil · h1 blanques torre | a8 negres torre · b8 negres cavall · c8 negres alfil · d8 negres dama · e8 negres rei · f8 negres alfil · h8 negres torre · a7 negres peó · e7 negres peó · f7 negres peó · g7 negres peó · h7 negres peó · c6 negres peó · f6 negres cavall · b5 negres peó · c4 negres peó · d4 blanques peó · e4 blanques peó · c3 blanques cavall · f3 blanques cavall · a2 blanques peó · b2 blanques peó · f2 blanques peó · g2 blanques peó · h2 blanques peó · a1 blanques torre · c1 blanques alfil · d1 blanques dama · e1 blanques rei · f1 blanques alfil · h1 blanques torre | a8 negres torre · b8 negres cavall · c8 negres alfil · d8 negres dama · e8 negres rei · f8 negres alfil · h8 negres torre · a7 negres peó · e7 negres peó · f7 negres peó · g7 negres peó · h7 negres peó · c6 negres peó · f6 negres cavall · b5 negres peó · c4 negres peó · d4 blanques peó · e4 blanques peó · c3 blanques cavall · f3 blanques cavall · a2 blanques peó · b2 blanques peó · f2 blanques peó · g2 blanques peó · h2 blanques peó · a1 blanques torre · c1 blanques alfil · d1 blanques dama · e1 blanques rei · f1 blanques alfil · h1 blanques torre | a8 negres torre · b8 negres cavall · c8 negres alfil · d8 negres dama · e8 negres rei · f8 negres alfil · h8 negres torre · a7 negres peó · e7 negres peó · f7 negres peó · g7 negres peó · h7 negres peó · c6 negres peó · f6 negres cavall · b5 negres peó · c4 negres peó · d4 blanques peó · e4 blanques peó · c3 blanques cavall · f3 blanques cavall · a2 blanques peó · b2 blanques peó · f2 blanques peó · g2 blanques peó · h2 blanques peó · a1 blanques torre · c1 blanques alfil · d1 blanques dama · e1 blanques rei · f1 blanques alfil · h1 blanques torre | a8 negres torre · b8 negres cavall · c8 negres alfil · d8 negres dama · e8 negres rei · f8 negres alfil · h8 negres torre · a7 negres peó · e7 negres peó · f7 negres peó · g7 negres peó · h7 negres peó · c6 negres peó · f6 negres cavall · b5 negres peó · c4 negres peó · d4 blanques peó · e4 blanques peó · c3 blanques cavall · f3 blanques cavall · a2 blanques peó · b2 blanques peó · f2 blanques peó · g2 blanques peó · h2 blanques peó · a1 blanques torre · c1 blanques alfil · d1 blanques dama · e1 blanques rei · f1 blanques alfil · h1 blanques torre | 4 |
| 3 | a8 negres torre · b8 negres cavall · c8 negres alfil · d8 negres dama · e8 negres rei · f8 negres alfil · h8 negres torre · a7 negres peó · e7 negres peó · f7 negres peó · g7 negres peó · h7 negres peó · c6 negres peó · f6 negres cavall · b5 negres peó · c4 negres peó · d4 blanques peó · e4 blanques peó · c3 blanques cavall · f3 blanques cavall · a2 blanques peó · b2 blanques peó · f2 blanques peó · g2 blanques peó · h2 blanques peó · a1 blanques torre · c1 blanques alfil · d1 blanques dama · e1 blanques rei · f1 blanques alfil · h1 blanques torre | a8 negres torre · b8 negres cavall · c8 negres alfil · d8 negres dama · e8 negres rei · f8 negres alfil · h8 negres torre · a7 negres peó · e7 negres peó · f7 negres peó · g7 negres peó · h7 negres peó · c6 negres peó · f6 negres cavall · b5 negres peó · c4 negres peó · d4 blanques peó · e4 blanques peó · c3 blanques cavall · f3 blanques cavall · a2 blanques peó · b2 blanques peó · f2 blanques peó · g2 blanques peó · h2 blanques peó · a1 blanques torre · c1 blanques alfil · d1 blanques dama · e1 blanques rei · f1 blanques alfil · h1 blanques torre | a8 negres torre · b8 negres cavall · c8 negres alfil · d8 negres dama · e8 negres rei · f8 negres alfil · h8 negres torre · a7 negres peó · e7 negres peó · f7 negres peó · g7 negres peó · h7 negres peó · c6 negres peó · f6 negres cavall · b5 negres peó · c4 negres peó · d4 blanques peó · e4 blanques peó · c3 blanques cavall · f3 blanques cavall · a2 blanques peó · b2 blanques peó · f2 blanques peó · g2 blanques peó · h2 blanques peó · a1 blanques torre · c1 blanques alfil · d1 blanques dama · e1 blanques rei · f1 blanques alfil · h1 blanques torre | a8 negres torre · b8 negres cavall · c8 negres alfil · d8 negres dama · e8 negres rei · f8 negres alfil · h8 negres torre · a7 negres peó · e7 negres peó · f7 negres peó · g7 negres peó · h7 negres peó · c6 negres peó · f6 negres cavall · b5 negres peó · c4 negres peó · d4 blanques peó · e4 blanques peó · c3 blanques cavall · f3 blanques cavall · a2 blanques peó · b2 blanques peó · f2 blanques peó · g2 blanques peó · h2 blanques peó · a1 blanques torre · c1 blanques alfil · d1 blanques dama · e1 blanques rei · f1 blanques alfil · h1 blanques torre | a8 negres torre · b8 negres cavall · c8 negres alfil · d8 negres dama · e8 negres rei · f8 negres alfil · h8 negres torre · a7 negres peó · e7 negres peó · f7 negres peó · g7 negres peó · h7 negres peó · c6 negres peó · f6 negres cavall · b5 negres peó · c4 negres peó · d4 blanques peó · e4 blanques peó · c3 blanques cavall · f3 blanques cavall · a2 blanques peó · b2 blanques peó · f2 blanques peó · g2 blanques peó · h2 blanques peó · a1 blanques torre · c1 blanques alfil · d1 blanques dama · e1 blanques rei · f1 blanques alfil · h1 blanques torre | a8 negres torre · b8 negres cavall · c8 negres alfil · d8 negres dama · e8 negres rei · f8 negres alfil · h8 negres torre · a7 negres peó · e7 negres peó · f7 negres peó · g7 negres peó · h7 negres peó · c6 negres peó · f6 negres cavall · b5 negres peó · c4 negres peó · d4 blanques peó · e4 blanques peó · c3 blanques cavall · f3 blanques cavall · a2 blanques peó · b2 blanques peó · f2 blanques peó · g2 blanques peó · h2 blanques peó · a1 blanques torre · c1 blanques alfil · d1 blanques dama · e1 blanques rei · f1 blanques alfil · h1 blanques torre | a8 negres torre · b8 negres cavall · c8 negres alfil · d8 negres dama · e8 negres rei · f8 negres alfil · h8 negres torre · a7 negres peó · e7 negres peó · f7 negres peó · g7 negres peó · h7 negres peó · c6 negres peó · f6 negres cavall · b5 negres peó · c4 negres peó · d4 blanques peó · e4 blanques peó · c3 blanques cavall · f3 blanques cavall · a2 blanques peó · b2 blanques peó · f2 blanques peó · g2 blanques peó · h2 blanques peó · a1 blanques torre · c1 blanques alfil · d1 blanques dama · e1 blanques rei · f1 blanques alfil · h1 blanques torre | a8 negres torre · b8 negres cavall · c8 negres alfil · d8 negres dama · e8 negres rei · f8 negres alfil · h8 negres torre · a7 negres peó · e7 negres peó · f7 negres peó · g7 negres peó · h7 negres peó · c6 negres peó · f6 negres cavall · b5 negres peó · c4 negres peó · d4 blanques peó · e4 blanques peó · c3 blanques cavall · f3 blanques cavall · a2 blanques peó · b2 blanques peó · f2 blanques peó · g2 blanques peó · h2 blanques peó · a1 blanques torre · c1 blanques alfil · d1 blanques dama · e1 blanques rei · f1 blanques alfil · h1 blanques torre | 3 |
| 2 | a8 negres torre · b8 negres cavall · c8 negres alfil · d8 negres dama · e8 negres rei · f8 negres alfil · h8 negres torre · a7 negres peó · e7 negres peó · f7 negres peó · g7 negres peó · h7 negres peó · c6 negres peó · f6 negres cavall · b5 negres peó · c4 negres peó · d4 blanques peó · e4 blanques peó · c3 blanques cavall · f3 blanques cavall · a2 blanques peó · b2 blanques peó · f2 blanques peó · g2 blanques peó · h2 blanques peó · a1 blanques torre · c1 blanques alfil · d1 blanques dama · e1 blanques rei · f1 blanques alfil · h1 blanques torre | a8 negres torre · b8 negres cavall · c8 negres alfil · d8 negres dama · e8 negres rei · f8 negres alfil · h8 negres torre · a7 negres peó · e7 negres peó · f7 negres peó · g7 negres peó · h7 negres peó · c6 negres peó · f6 negres cavall · b5 negres peó · c4 negres peó · d4 blanques peó · e4 blanques peó · c3 blanques cavall · f3 blanques cavall · a2 blanques peó · b2 blanques peó · f2 blanques peó · g2 blanques peó · h2 blanques peó · a1 blanques torre · c1 blanques alfil · d1 blanques dama · e1 blanques rei · f1 blanques alfil · h1 blanques torre | a8 negres torre · b8 negres cavall · c8 negres alfil · d8 negres dama · e8 negres rei · f8 negres alfil · h8 negres torre · a7 negres peó · e7 negres peó · f7 negres peó · g7 negres peó · h7 negres peó · c6 negres peó · f6 negres cavall · b5 negres peó · c4 negres peó · d4 blanques peó · e4 blanques peó · c3 blanques cavall · f3 blanques cavall · a2 blanques peó · b2 blanques peó · f2 blanques peó · g2 blanques peó · h2 blanques peó · a1 blanques torre · c1 blanques alfil · d1 blanques dama · e1 blanques rei · f1 blanques alfil · h1 blanques torre | a8 negres torre · b8 negres cavall · c8 negres alfil · d8 negres dama · e8 negres rei · f8 negres alfil · h8 negres torre · a7 negres peó · e7 negres peó · f7 negres peó · g7 negres peó · h7 negres peó · c6 negres peó · f6 negres cavall · b5 negres peó · c4 negres peó · d4 blanques peó · e4 blanques peó · c3 blanques cavall · f3 blanques cavall · a2 blanques peó · b2 blanques peó · f2 blanques peó · g2 blanques peó · h2 blanques peó · a1 blanques torre · c1 blanques alfil · d1 blanques dama · e1 blanques rei · f1 blanques alfil · h1 blanques torre | a8 negres torre · b8 negres cavall · c8 negres alfil · d8 negres dama · e8 negres rei · f8 negres alfil · h8 negres torre · a7 negres peó · e7 negres peó · f7 negres peó · g7 negres peó · h7 negres peó · c6 negres peó · f6 negres cavall · b5 negres peó · c4 negres peó · d4 blanques peó · e4 blanques peó · c3 blanques cavall · f3 blanques cavall · a2 blanques peó · b2 blanques peó · f2 blanques peó · g2 blanques peó · h2 blanques peó · a1 blanques torre · c1 blanques alfil · d1 blanques dama · e1 blanques rei · f1 blanques alfil · h1 blanques torre | a8 negres torre · b8 negres cavall · c8 negres alfil · d8 negres dama · e8 negres rei · f8 negres alfil · h8 negres torre · a7 negres peó · e7 negres peó · f7 negres peó · g7 negres peó · h7 negres peó · c6 negres peó · f6 negres cavall · b5 negres peó · c4 negres peó · d4 blanques peó · e4 blanques peó · c3 blanques cavall · f3 blanques cavall · a2 blanques peó · b2 blanques peó · f2 blanques peó · g2 blanques peó · h2 blanques peó · a1 blanques torre · c1 blanques alfil · d1 blanques dama · e1 blanques rei · f1 blanques alfil · h1 blanques torre | a8 negres torre · b8 negres cavall · c8 negres alfil · d8 negres dama · e8 negres rei · f8 negres alfil · h8 negres torre · a7 negres peó · e7 negres peó · f7 negres peó · g7 negres peó · h7 negres peó · c6 negres peó · f6 negres cavall · b5 negres peó · c4 negres peó · d4 blanques peó · e4 blanques peó · c3 blanques cavall · f3 blanques cavall · a2 blanques peó · b2 blanques peó · f2 blanques peó · g2 blanques peó · h2 blanques peó · a1 blanques torre · c1 blanques alfil · d1 blanques dama · e1 blanques rei · f1 blanques alfil · h1 blanques torre | a8 negres torre · b8 negres cavall · c8 negres alfil · d8 negres dama · e8 negres rei · f8 negres alfil · h8 negres torre · a7 negres peó · e7 negres peó · f7 negres peó · g7 negres peó · h7 negres peó · c6 negres peó · f6 negres cavall · b5 negres peó · c4 negres peó · d4 blanques peó · e4 blanques peó · c3 blanques cavall · f3 blanques cavall · a2 blanques peó · b2 blanques peó · f2 blanques peó · g2 blanques peó · h2 blanques peó · a1 blanques torre · c1 blanques alfil · d1 blanques dama · e1 blanques rei · f1 blanques alfil · h1 blanques torre | 2 |
| 1 | a8 negres torre · b8 negres cavall · c8 negres alfil · d8 negres dama · e8 negres rei · f8 negres alfil · h8 negres torre · a7 negres peó · e7 negres peó · f7 negres peó · g7 negres peó · h7 negres peó · c6 negres peó · f6 negres cavall · b5 negres peó · c4 negres peó · d4 blanques peó · e4 blanques peó · c3 blanques cavall · f3 blanques cavall · a2 blanques peó · b2 blanques peó · f2 blanques peó · g2 blanques peó · h2 blanques peó · a1 blanques torre · c1 blanques alfil · d1 blanques dama · e1 blanques rei · f1 blanques alfil · h1 blanques torre | a8 negres torre · b8 negres cavall · c8 negres alfil · d8 negres dama · e8 negres rei · f8 negres alfil · h8 negres torre · a7 negres peó · e7 negres peó · f7 negres peó · g7 negres peó · h7 negres peó · c6 negres peó · f6 negres cavall · b5 negres peó · c4 negres peó · d4 blanques peó · e4 blanques peó · c3 blanques cavall · f3 blanques cavall · a2 blanques peó · b2 blanques peó · f2 blanques peó · g2 blanques peó · h2 blanques peó · a1 blanques torre · c1 blanques alfil · d1 blanques dama · e1 blanques rei · f1 blanques alfil · h1 blanques torre | a8 negres torre · b8 negres cavall · c8 negres alfil · d8 negres dama · e8 negres rei · f8 negres alfil · h8 negres torre · a7 negres peó · e7 negres peó · f7 negres peó · g7 negres peó · h7 negres peó · c6 negres peó · f6 negres cavall · b5 negres peó · c4 negres peó · d4 blanques peó · e4 blanques peó · c3 blanques cavall · f3 blanques cavall · a2 blanques peó · b2 blanques peó · f2 blanques peó · g2 blanques peó · h2 blanques peó · a1 blanques torre · c1 blanques alfil · d1 blanques dama · e1 blanques rei · f1 blanques alfil · h1 blanques torre | a8 negres torre · b8 negres cavall · c8 negres alfil · d8 negres dama · e8 negres rei · f8 negres alfil · h8 negres torre · a7 negres peó · e7 negres peó · f7 negres peó · g7 negres peó · h7 negres peó · c6 negres peó · f6 negres cavall · b5 negres peó · c4 negres peó · d4 blanques peó · e4 blanques peó · c3 blanques cavall · f3 blanques cavall · a2 blanques peó · b2 blanques peó · f2 blanques peó · g2 blanques peó · h2 blanques peó · a1 blanques torre · c1 blanques alfil · d1 blanques dama · e1 blanques rei · f1 blanques alfil · h1 blanques torre | a8 negres torre · b8 negres cavall · c8 negres alfil · d8 negres dama · e8 negres rei · f8 negres alfil · h8 negres torre · a7 negres peó · e7 negres peó · f7 negres peó · g7 negres peó · h7 negres peó · c6 negres peó · f6 negres cavall · b5 negres peó · c4 negres peó · d4 blanques peó · e4 blanques peó · c3 blanques cavall · f3 blanques cavall · a2 blanques peó · b2 blanques peó · f2 blanques peó · g2 blanques peó · h2 blanques peó · a1 blanques torre · c1 blanques alfil · d1 blanques dama · e1 blanques rei · f1 blanques alfil · h1 blanques torre | a8 negres torre · b8 negres cavall · c8 negres alfil · d8 negres dama · e8 negres rei · f8 negres alfil · h8 negres torre · a7 negres peó · e7 negres peó · f7 negres peó · g7 negres peó · h7 negres peó · c6 negres peó · f6 negres cavall · b5 negres peó · c4 negres peó · d4 blanques peó · e4 blanques peó · c3 blanques cavall · f3 blanques cavall · a2 blanques peó · b2 blanques peó · f2 blanques peó · g2 blanques peó · h2 blanques peó · a1 blanques torre · c1 blanques alfil · d1 blanques dama · e1 blanques rei · f1 blanques alfil · h1 blanques torre | a8 negres torre · b8 negres cavall · c8 negres alfil · d8 negres dama · e8 negres rei · f8 negres alfil · h8 negres torre · a7 negres peó · e7 negres peó · f7 negres peó · g7 negres peó · h7 negres peó · c6 negres peó · f6 negres cavall · b5 negres peó · c4 negres peó · d4 blanques peó · e4 blanques peó · c3 blanques cavall · f3 blanques cavall · a2 blanques peó · b2 blanques peó · f2 blanques peó · g2 blanques peó · h2 blanques peó · a1 blanques torre · c1 blanques alfil · d1 blanques dama · e1 blanques rei · f1 blanques alfil · h1 blanques torre | a8 negres torre · b8 negres cavall · c8 negres alfil · d8 negres dama · e8 negres rei · f8 negres alfil · h8 negres torre · a7 negres peó · e7 negres peó · f7 negres peó · g7 negres peó · h7 negres peó · c6 negres peó · f6 negres cavall · b5 negres peó · c4 negres peó · d4 blanques peó · e4 blanques peó · c3 blanques cavall · f3 blanques cavall · a2 blanques peó · b2 blanques peó · f2 blanques peó · g2 blanques peó · h2 blanques peó · a1 blanques torre · c1 blanques alfil · d1 blanques dama · e1 blanques rei · f1 blanques alfil · h1 blanques torre | 1 |
|   | a | b | c | d | e | f | g | h |   |

|   | a | b | c | d | e | f | g | h |   |
| 8 | a8 negres torre · b8 negres cavall · c8 negres alfil · d8 negres dama · e8 negres rei · f8 negres alfil · h8 negres torre · a7 negres peó · b7 negres peó · e7 negres peó · f7 negres peó · g7 negres peó · h7 negres peó · c6 negres peó · f6 negres cavall · a4 blanques peó · c4 negres peó · d4 blanques peó · c3 blanques cavall · f3 blanques cavall · b2 blanques peó · e2 blanques peó · f2 blanques peó · g2 blanques peó · h2 blanques peó · a1 blanques torre · c1 blanques alfil · d1 blanques dama · e1 blanques rei · f1 blanques alfil · h1 blanques torre | a8 negres torre · b8 negres cavall · c8 negres alfil · d8 negres dama · e8 negres rei · f8 negres alfil · h8 negres torre · a7 negres peó · b7 negres peó · e7 negres peó · f7 negres peó · g7 negres peó · h7 negres peó · c6 negres peó · f6 negres cavall · a4 blanques peó · c4 negres peó · d4 blanques peó · c3 blanques cavall · f3 blanques cavall · b2 blanques peó · e2 blanques peó · f2 blanques peó · g2 blanques peó · h2 blanques peó · a1 blanques torre · c1 blanques alfil · d1 blanques dama · e1 blanques rei · f1 blanques alfil · h1 blanques torre | a8 negres torre · b8 negres cavall · c8 negres alfil · d8 negres dama · e8 negres rei · f8 negres alfil · h8 negres torre · a7 negres peó · b7 negres peó · e7 negres peó · f7 negres peó · g7 negres peó · h7 negres peó · c6 negres peó · f6 negres cavall · a4 blanques peó · c4 negres peó · d4 blanques peó · c3 blanques cavall · f3 blanques cavall · b2 blanques peó · e2 blanques peó · f2 blanques peó · g2 blanques peó · h2 blanques peó · a1 blanques torre · c1 blanques alfil · d1 blanques dama · e1 blanques rei · f1 blanques alfil · h1 blanques torre | a8 negres torre · b8 negres cavall · c8 negres alfil · d8 negres dama · e8 negres rei · f8 negres alfil · h8 negres torre · a7 negres peó · b7 negres peó · e7 negres peó · f7 negres peó · g7 negres peó · h7 negres peó · c6 negres peó · f6 negres cavall · a4 blanques peó · c4 negres peó · d4 blanques peó · c3 blanques cavall · f3 blanques cavall · b2 blanques peó · e2 blanques peó · f2 blanques peó · g2 blanques peó · h2 blanques peó · a1 blanques torre · c1 blanques alfil · d1 blanques dama · e1 blanques rei · f1 blanques alfil · h1 blanques torre | a8 negres torre · b8 negres cavall · c8 negres alfil · d8 negres dama · e8 negres rei · f8 negres alfil · h8 negres torre · a7 negres peó · b7 negres peó · e7 negres peó · f7 negres peó · g7 negres peó · h7 negres peó · c6 negres peó · f6 negres cavall · a4 blanques peó · c4 negres peó · d4 blanques peó · c3 blanques cavall · f3 blanques cavall · b2 blanques peó · e2 blanques peó · f2 blanques peó · g2 blanques peó · h2 blanques peó · a1 blanques torre · c1 blanques alfil · d1 blanques dama · e1 blanques rei · f1 blanques alfil · h1 blanques torre | a8 negres torre · b8 negres cavall · c8 negres alfil · d8 negres dama · e8 negres rei · f8 negres alfil · h8 negres torre · a7 negres peó · b7 negres peó · e7 negres peó · f7 negres peó · g7 negres peó · h7 negres peó · c6 negres peó · f6 negres cavall · a4 blanques peó · c4 negres peó · d4 blanques peó · c3 blanques cavall · f3 blanques cavall · b2 blanques peó · e2 blanques peó · f2 blanques peó · g2 blanques peó · h2 blanques peó · a1 blanques torre · c1 blanques alfil · d1 blanques dama · e1 blanques rei · f1 blanques alfil · h1 blanques torre | a8 negres torre · b8 negres cavall · c8 negres alfil · d8 negres dama · e8 negres rei · f8 negres alfil · h8 negres torre · a7 negres peó · b7 negres peó · e7 negres peó · f7 negres peó · g7 negres peó · h7 negres peó · c6 negres peó · f6 negres cavall · a4 blanques peó · c4 negres peó · d4 blanques peó · c3 blanques cavall · f3 blanques cavall · b2 blanques peó · e2 blanques peó · f2 blanques peó · g2 blanques peó · h2 blanques peó · a1 blanques torre · c1 blanques alfil · d1 blanques dama · e1 blanques rei · f1 blanques alfil · h1 blanques torre | a8 negres torre · b8 negres cavall · c8 negres alfil · d8 negres dama · e8 negres rei · f8 negres alfil · h8 negres torre · a7 negres peó · b7 negres peó · e7 negres peó · f7 negres peó · g7 negres peó · h7 negres peó · c6 negres peó · f6 negres cavall · a4 blanques peó · c4 negres peó · d4 blanques peó · c3 blanques cavall · f3 blanques cavall · b2 blanques peó · e2 blanques peó · f2 blanques peó · g2 blanques peó · h2 blanques peó · a1 blanques torre · c1 blanques alfil · d1 blanques dama · e1 blanques rei · f1 blanques alfil · h1 blanques torre | 8 |
| 7 | a8 negres torre · b8 negres cavall · c8 negres alfil · d8 negres dama · e8 negres rei · f8 negres alfil · h8 negres torre · a7 negres peó · b7 negres peó · e7 negres peó · f7 negres peó · g7 negres peó · h7 negres peó · c6 negres peó · f6 negres cavall · a4 blanques peó · c4 negres peó · d4 blanques peó · c3 blanques cavall · f3 blanques cavall · b2 blanques peó · e2 blanques peó · f2 blanques peó · g2 blanques peó · h2 blanques peó · a1 blanques torre · c1 blanques alfil · d1 blanques dama · e1 blanques rei · f1 blanques alfil · h1 blanques torre | a8 negres torre · b8 negres cavall · c8 negres alfil · d8 negres dama · e8 negres rei · f8 negres alfil · h8 negres torre · a7 negres peó · b7 negres peó · e7 negres peó · f7 negres peó · g7 negres peó · h7 negres peó · c6 negres peó · f6 negres cavall · a4 blanques peó · c4 negres peó · d4 blanques peó · c3 blanques cavall · f3 blanques cavall · b2 blanques peó · e2 blanques peó · f2 blanques peó · g2 blanques peó · h2 blanques peó · a1 blanques torre · c1 blanques alfil · d1 blanques dama · e1 blanques rei · f1 blanques alfil · h1 blanques torre | a8 negres torre · b8 negres cavall · c8 negres alfil · d8 negres dama · e8 negres rei · f8 negres alfil · h8 negres torre · a7 negres peó · b7 negres peó · e7 negres peó · f7 negres peó · g7 negres peó · h7 negres peó · c6 negres peó · f6 negres cavall · a4 blanques peó · c4 negres peó · d4 blanques peó · c3 blanques cavall · f3 blanques cavall · b2 blanques peó · e2 blanques peó · f2 blanques peó · g2 blanques peó · h2 blanques peó · a1 blanques torre · c1 blanques alfil · d1 blanques dama · e1 blanques rei · f1 blanques alfil · h1 blanques torre | a8 negres torre · b8 negres cavall · c8 negres alfil · d8 negres dama · e8 negres rei · f8 negres alfil · h8 negres torre · a7 negres peó · b7 negres peó · e7 negres peó · f7 negres peó · g7 negres peó · h7 negres peó · c6 negres peó · f6 negres cavall · a4 blanques peó · c4 negres peó · d4 blanques peó · c3 blanques cavall · f3 blanques cavall · b2 blanques peó · e2 blanques peó · f2 blanques peó · g2 blanques peó · h2 blanques peó · a1 blanques torre · c1 blanques alfil · d1 blanques dama · e1 blanques rei · f1 blanques alfil · h1 blanques torre | a8 negres torre · b8 negres cavall · c8 negres alfil · d8 negres dama · e8 negres rei · f8 negres alfil · h8 negres torre · a7 negres peó · b7 negres peó · e7 negres peó · f7 negres peó · g7 negres peó · h7 negres peó · c6 negres peó · f6 negres cavall · a4 blanques peó · c4 negres peó · d4 blanques peó · c3 blanques cavall · f3 blanques cavall · b2 blanques peó · e2 blanques peó · f2 blanques peó · g2 blanques peó · h2 blanques peó · a1 blanques torre · c1 blanques alfil · d1 blanques dama · e1 blanques rei · f1 blanques alfil · h1 blanques torre | a8 negres torre · b8 negres cavall · c8 negres alfil · d8 negres dama · e8 negres rei · f8 negres alfil · h8 negres torre · a7 negres peó · b7 negres peó · e7 negres peó · f7 negres peó · g7 negres peó · h7 negres peó · c6 negres peó · f6 negres cavall · a4 blanques peó · c4 negres peó · d4 blanques peó · c3 blanques cavall · f3 blanques cavall · b2 blanques peó · e2 blanques peó · f2 blanques peó · g2 blanques peó · h2 blanques peó · a1 blanques torre · c1 blanques alfil · d1 blanques dama · e1 blanques rei · f1 blanques alfil · h1 blanques torre | a8 negres torre · b8 negres cavall · c8 negres alfil · d8 negres dama · e8 negres rei · f8 negres alfil · h8 negres torre · a7 negres peó · b7 negres peó · e7 negres peó · f7 negres peó · g7 negres peó · h7 negres peó · c6 negres peó · f6 negres cavall · a4 blanques peó · c4 negres peó · d4 blanques peó · c3 blanques cavall · f3 blanques cavall · b2 blanques peó · e2 blanques peó · f2 blanques peó · g2 blanques peó · h2 blanques peó · a1 blanques torre · c1 blanques alfil · d1 blanques dama · e1 blanques rei · f1 blanques alfil · h1 blanques torre | a8 negres torre · b8 negres cavall · c8 negres alfil · d8 negres dama · e8 negres rei · f8 negres alfil · h8 negres torre · a7 negres peó · b7 negres peó · e7 negres peó · f7 negres peó · g7 negres peó · h7 negres peó · c6 negres peó · f6 negres cavall · a4 blanques peó · c4 negres peó · d4 blanques peó · c3 blanques cavall · f3 blanques cavall · b2 blanques peó · e2 blanques peó · f2 blanques peó · g2 blanques peó · h2 blanques peó · a1 blanques torre · c1 blanques alfil · d1 blanques dama · e1 blanques rei · f1 blanques alfil · h1 blanques torre | 7 |
| 6 | a8 negres torre · b8 negres cavall · c8 negres alfil · d8 negres dama · e8 negres rei · f8 negres alfil · h8 negres torre · a7 negres peó · b7 negres peó · e7 negres peó · f7 negres peó · g7 negres peó · h7 negres peó · c6 negres peó · f6 negres cavall · a4 blanques peó · c4 negres peó · d4 blanques peó · c3 blanques cavall · f3 blanques cavall · b2 blanques peó · e2 blanques peó · f2 blanques peó · g2 blanques peó · h2 blanques peó · a1 blanques torre · c1 blanques alfil · d1 blanques dama · e1 blanques rei · f1 blanques alfil · h1 blanques torre | a8 negres torre · b8 negres cavall · c8 negres alfil · d8 negres dama · e8 negres rei · f8 negres alfil · h8 negres torre · a7 negres peó · b7 negres peó · e7 negres peó · f7 negres peó · g7 negres peó · h7 negres peó · c6 negres peó · f6 negres cavall · a4 blanques peó · c4 negres peó · d4 blanques peó · c3 blanques cavall · f3 blanques cavall · b2 blanques peó · e2 blanques peó · f2 blanques peó · g2 blanques peó · h2 blanques peó · a1 blanques torre · c1 blanques alfil · d1 blanques dama · e1 blanques rei · f1 blanques alfil · h1 blanques torre | a8 negres torre · b8 negres cavall · c8 negres alfil · d8 negres dama · e8 negres rei · f8 negres alfil · h8 negres torre · a7 negres peó · b7 negres peó · e7 negres peó · f7 negres peó · g7 negres peó · h7 negres peó · c6 negres peó · f6 negres cavall · a4 blanques peó · c4 negres peó · d4 blanques peó · c3 blanques cavall · f3 blanques cavall · b2 blanques peó · e2 blanques peó · f2 blanques peó · g2 blanques peó · h2 blanques peó · a1 blanques torre · c1 blanques alfil · d1 blanques dama · e1 blanques rei · f1 blanques alfil · h1 blanques torre | a8 negres torre · b8 negres cavall · c8 negres alfil · d8 negres dama · e8 negres rei · f8 negres alfil · h8 negres torre · a7 negres peó · b7 negres peó · e7 negres peó · f7 negres peó · g7 negres peó · h7 negres peó · c6 negres peó · f6 negres cavall · a4 blanques peó · c4 negres peó · d4 blanques peó · c3 blanques cavall · f3 blanques cavall · b2 blanques peó · e2 blanques peó · f2 blanques peó · g2 blanques peó · h2 blanques peó · a1 blanques torre · c1 blanques alfil · d1 blanques dama · e1 blanques rei · f1 blanques alfil · h1 blanques torre | a8 negres torre · b8 negres cavall · c8 negres alfil · d8 negres dama · e8 negres rei · f8 negres alfil · h8 negres torre · a7 negres peó · b7 negres peó · e7 negres peó · f7 negres peó · g7 negres peó · h7 negres peó · c6 negres peó · f6 negres cavall · a4 blanques peó · c4 negres peó · d4 blanques peó · c3 blanques cavall · f3 blanques cavall · b2 blanques peó · e2 blanques peó · f2 blanques peó · g2 blanques peó · h2 blanques peó · a1 blanques torre · c1 blanques alfil · d1 blanques dama · e1 blanques rei · f1 blanques alfil · h1 blanques torre | a8 negres torre · b8 negres cavall · c8 negres alfil · d8 negres dama · e8 negres rei · f8 negres alfil · h8 negres torre · a7 negres peó · b7 negres peó · e7 negres peó · f7 negres peó · g7 negres peó · h7 negres peó · c6 negres peó · f6 negres cavall · a4 blanques peó · c4 negres peó · d4 blanques peó · c3 blanques cavall · f3 blanques cavall · b2 blanques peó · e2 blanques peó · f2 blanques peó · g2 blanques peó · h2 blanques peó · a1 blanques torre · c1 blanques alfil · d1 blanques dama · e1 blanques rei · f1 blanques alfil · h1 blanques torre | a8 negres torre · b8 negres cavall · c8 negres alfil · d8 negres dama · e8 negres rei · f8 negres alfil · h8 negres torre · a7 negres peó · b7 negres peó · e7 negres peó · f7 negres peó · g7 negres peó · h7 negres peó · c6 negres peó · f6 negres cavall · a4 blanques peó · c4 negres peó · d4 blanques peó · c3 blanques cavall · f3 blanques cavall · b2 blanques peó · e2 blanques peó · f2 blanques peó · g2 blanques peó · h2 blanques peó · a1 blanques torre · c1 blanques alfil · d1 blanques dama · e1 blanques rei · f1 blanques alfil · h1 blanques torre | a8 negres torre · b8 negres cavall · c8 negres alfil · d8 negres dama · e8 negres rei · f8 negres alfil · h8 negres torre · a7 negres peó · b7 negres peó · e7 negres peó · f7 negres peó · g7 negres peó · h7 negres peó · c6 negres peó · f6 negres cavall · a4 blanques peó · c4 negres peó · d4 blanques peó · c3 blanques cavall · f3 blanques cavall · b2 blanques peó · e2 blanques peó · f2 blanques peó · g2 blanques peó · h2 blanques peó · a1 blanques torre · c1 blanques alfil · d1 blanques dama · e1 blanques rei · f1 blanques alfil · h1 blanques torre | 6 |
| 5 | a8 negres torre · b8 negres cavall · c8 negres alfil · d8 negres dama · e8 negres rei · f8 negres alfil · h8 negres torre · a7 negres peó · b7 negres peó · e7 negres peó · f7 negres peó · g7 negres peó · h7 negres peó · c6 negres peó · f6 negres cavall · a4 blanques peó · c4 negres peó · d4 blanques peó · c3 blanques cavall · f3 blanques cavall · b2 blanques peó · e2 blanques peó · f2 blanques peó · g2 blanques peó · h2 blanques peó · a1 blanques torre · c1 blanques alfil · d1 blanques dama · e1 blanques rei · f1 blanques alfil · h1 blanques torre | a8 negres torre · b8 negres cavall · c8 negres alfil · d8 negres dama · e8 negres rei · f8 negres alfil · h8 negres torre · a7 negres peó · b7 negres peó · e7 negres peó · f7 negres peó · g7 negres peó · h7 negres peó · c6 negres peó · f6 negres cavall · a4 blanques peó · c4 negres peó · d4 blanques peó · c3 blanques cavall · f3 blanques cavall · b2 blanques peó · e2 blanques peó · f2 blanques peó · g2 blanques peó · h2 blanques peó · a1 blanques torre · c1 blanques alfil · d1 blanques dama · e1 blanques rei · f1 blanques alfil · h1 blanques torre | a8 negres torre · b8 negres cavall · c8 negres alfil · d8 negres dama · e8 negres rei · f8 negres alfil · h8 negres torre · a7 negres peó · b7 negres peó · e7 negres peó · f7 negres peó · g7 negres peó · h7 negres peó · c6 negres peó · f6 negres cavall · a4 blanques peó · c4 negres peó · d4 blanques peó · c3 blanques cavall · f3 blanques cavall · b2 blanques peó · e2 blanques peó · f2 blanques peó · g2 blanques peó · h2 blanques peó · a1 blanques torre · c1 blanques alfil · d1 blanques dama · e1 blanques rei · f1 blanques alfil · h1 blanques torre | a8 negres torre · b8 negres cavall · c8 negres alfil · d8 negres dama · e8 negres rei · f8 negres alfil · h8 negres torre · a7 negres peó · b7 negres peó · e7 negres peó · f7 negres peó · g7 negres peó · h7 negres peó · c6 negres peó · f6 negres cavall · a4 blanques peó · c4 negres peó · d4 blanques peó · c3 blanques cavall · f3 blanques cavall · b2 blanques peó · e2 blanques peó · f2 blanques peó · g2 blanques peó · h2 blanques peó · a1 blanques torre · c1 blanques alfil · d1 blanques dama · e1 blanques rei · f1 blanques alfil · h1 blanques torre | a8 negres torre · b8 negres cavall · c8 negres alfil · d8 negres dama · e8 negres rei · f8 negres alfil · h8 negres torre · a7 negres peó · b7 negres peó · e7 negres peó · f7 negres peó · g7 negres peó · h7 negres peó · c6 negres peó · f6 negres cavall · a4 blanques peó · c4 negres peó · d4 blanques peó · c3 blanques cavall · f3 blanques cavall · b2 blanques peó · e2 blanques peó · f2 blanques peó · g2 blanques peó · h2 blanques peó · a1 blanques torre · c1 blanques alfil · d1 blanques dama · e1 blanques rei · f1 blanques alfil · h1 blanques torre | a8 negres torre · b8 negres cavall · c8 negres alfil · d8 negres dama · e8 negres rei · f8 negres alfil · h8 negres torre · a7 negres peó · b7 negres peó · e7 negres peó · f7 negres peó · g7 negres peó · h7 negres peó · c6 negres peó · f6 negres cavall · a4 blanques peó · c4 negres peó · d4 blanques peó · c3 blanques cavall · f3 blanques cavall · b2 blanques peó · e2 blanques peó · f2 blanques peó · g2 blanques peó · h2 blanques peó · a1 blanques torre · c1 blanques alfil · d1 blanques dama · e1 blanques rei · f1 blanques alfil · h1 blanques torre | a8 negres torre · b8 negres cavall · c8 negres alfil · d8 negres dama · e8 negres rei · f8 negres alfil · h8 negres torre · a7 negres peó · b7 negres peó · e7 negres peó · f7 negres peó · g7 negres peó · h7 negres peó · c6 negres peó · f6 negres cavall · a4 blanques peó · c4 negres peó · d4 blanques peó · c3 blanques cavall · f3 blanques cavall · b2 blanques peó · e2 blanques peó · f2 blanques peó · g2 blanques peó · h2 blanques peó · a1 blanques torre · c1 blanques alfil · d1 blanques dama · e1 blanques rei · f1 blanques alfil · h1 blanques torre | a8 negres torre · b8 negres cavall · c8 negres alfil · d8 negres dama · e8 negres rei · f8 negres alfil · h8 negres torre · a7 negres peó · b7 negres peó · e7 negres peó · f7 negres peó · g7 negres peó · h7 negres peó · c6 negres peó · f6 negres cavall · a4 blanques peó · c4 negres peó · d4 blanques peó · c3 blanques cavall · f3 blanques cavall · b2 blanques peó · e2 blanques peó · f2 blanques peó · g2 blanques peó · h2 blanques peó · a1 blanques torre · c1 blanques alfil · d1 blanques dama · e1 blanques rei · f1 blanques alfil · h1 blanques torre | 5 |
| 4 | a8 negres torre · b8 negres cavall · c8 negres alfil · d8 negres dama · e8 negres rei · f8 negres alfil · h8 negres torre · a7 negres peó · b7 negres peó · e7 negres peó · f7 negres peó · g7 negres peó · h7 negres peó · c6 negres peó · f6 negres cavall · a4 blanques peó · c4 negres peó · d4 blanques peó · c3 blanques cavall · f3 blanques cavall · b2 blanques peó · e2 blanques peó · f2 blanques peó · g2 blanques peó · h2 blanques peó · a1 blanques torre · c1 blanques alfil · d1 blanques dama · e1 blanques rei · f1 blanques alfil · h1 blanques torre | a8 negres torre · b8 negres cavall · c8 negres alfil · d8 negres dama · e8 negres rei · f8 negres alfil · h8 negres torre · a7 negres peó · b7 negres peó · e7 negres peó · f7 negres peó · g7 negres peó · h7 negres peó · c6 negres peó · f6 negres cavall · a4 blanques peó · c4 negres peó · d4 blanques peó · c3 blanques cavall · f3 blanques cavall · b2 blanques peó · e2 blanques peó · f2 blanques peó · g2 blanques peó · h2 blanques peó · a1 blanques torre · c1 blanques alfil · d1 blanques dama · e1 blanques rei · f1 blanques alfil · h1 blanques torre | a8 negres torre · b8 negres cavall · c8 negres alfil · d8 negres dama · e8 negres rei · f8 negres alfil · h8 negres torre · a7 negres peó · b7 negres peó · e7 negres peó · f7 negres peó · g7 negres peó · h7 negres peó · c6 negres peó · f6 negres cavall · a4 blanques peó · c4 negres peó · d4 blanques peó · c3 blanques cavall · f3 blanques cavall · b2 blanques peó · e2 blanques peó · f2 blanques peó · g2 blanques peó · h2 blanques peó · a1 blanques torre · c1 blanques alfil · d1 blanques dama · e1 blanques rei · f1 blanques alfil · h1 blanques torre | a8 negres torre · b8 negres cavall · c8 negres alfil · d8 negres dama · e8 negres rei · f8 negres alfil · h8 negres torre · a7 negres peó · b7 negres peó · e7 negres peó · f7 negres peó · g7 negres peó · h7 negres peó · c6 negres peó · f6 negres cavall · a4 blanques peó · c4 negres peó · d4 blanques peó · c3 blanques cavall · f3 blanques cavall · b2 blanques peó · e2 blanques peó · f2 blanques peó · g2 blanques peó · h2 blanques peó · a1 blanques torre · c1 blanques alfil · d1 blanques dama · e1 blanques rei · f1 blanques alfil · h1 blanques torre | a8 negres torre · b8 negres cavall · c8 negres alfil · d8 negres dama · e8 negres rei · f8 negres alfil · h8 negres torre · a7 negres peó · b7 negres peó · e7 negres peó · f7 negres peó · g7 negres peó · h7 negres peó · c6 negres peó · f6 negres cavall · a4 blanques peó · c4 negres peó · d4 blanques peó · c3 blanques cavall · f3 blanques cavall · b2 blanques peó · e2 blanques peó · f2 blanques peó · g2 blanques peó · h2 blanques peó · a1 blanques torre · c1 blanques alfil · d1 blanques dama · e1 blanques rei · f1 blanques alfil · h1 blanques torre | a8 negres torre · b8 negres cavall · c8 negres alfil · d8 negres dama · e8 negres rei · f8 negres alfil · h8 negres torre · a7 negres peó · b7 negres peó · e7 negres peó · f7 negres peó · g7 negres peó · h7 negres peó · c6 negres peó · f6 negres cavall · a4 blanques peó · c4 negres peó · d4 blanques peó · c3 blanques cavall · f3 blanques cavall · b2 blanques peó · e2 blanques peó · f2 blanques peó · g2 blanques peó · h2 blanques peó · a1 blanques torre · c1 blanques alfil · d1 blanques dama · e1 blanques rei · f1 blanques alfil · h1 blanques torre | a8 negres torre · b8 negres cavall · c8 negres alfil · d8 negres dama · e8 negres rei · f8 negres alfil · h8 negres torre · a7 negres peó · b7 negres peó · e7 negres peó · f7 negres peó · g7 negres peó · h7 negres peó · c6 negres peó · f6 negres cavall · a4 blanques peó · c4 negres peó · d4 blanques peó · c3 blanques cavall · f3 blanques cavall · b2 blanques peó · e2 blanques peó · f2 blanques peó · g2 blanques peó · h2 blanques peó · a1 blanques torre · c1 blanques alfil · d1 blanques dama · e1 blanques rei · f1 blanques alfil · h1 blanques torre | a8 negres torre · b8 negres cavall · c8 negres alfil · d8 negres dama · e8 negres rei · f8 negres alfil · h8 negres torre · a7 negres peó · b7 negres peó · e7 negres peó · f7 negres peó · g7 negres peó · h7 negres peó · c6 negres peó · f6 negres cavall · a4 blanques peó · c4 negres peó · d4 blanques peó · c3 blanques cavall · f3 blanques cavall · b2 blanques peó · e2 blanques peó · f2 blanques peó · g2 blanques peó · h2 blanques peó · a1 blanques torre · c1 blanques alfil · d1 blanques dama · e1 blanques rei · f1 blanques alfil · h1 blanques torre | 4 |
| 3 | a8 negres torre · b8 negres cavall · c8 negres alfil · d8 negres dama · e8 negres rei · f8 negres alfil · h8 negres torre · a7 negres peó · b7 negres peó · e7 negres peó · f7 negres peó · g7 negres peó · h7 negres peó · c6 negres peó · f6 negres cavall · a4 blanques peó · c4 negres peó · d4 blanques peó · c3 blanques cavall · f3 blanques cavall · b2 blanques peó · e2 blanques peó · f2 blanques peó · g2 blanques peó · h2 blanques peó · a1 blanques torre · c1 blanques alfil · d1 blanques dama · e1 blanques rei · f1 blanques alfil · h1 blanques torre | a8 negres torre · b8 negres cavall · c8 negres alfil · d8 negres dama · e8 negres rei · f8 negres alfil · h8 negres torre · a7 negres peó · b7 negres peó · e7 negres peó · f7 negres peó · g7 negres peó · h7 negres peó · c6 negres peó · f6 negres cavall · a4 blanques peó · c4 negres peó · d4 blanques peó · c3 blanques cavall · f3 blanques cavall · b2 blanques peó · e2 blanques peó · f2 blanques peó · g2 blanques peó · h2 blanques peó · a1 blanques torre · c1 blanques alfil · d1 blanques dama · e1 blanques rei · f1 blanques alfil · h1 blanques torre | a8 negres torre · b8 negres cavall · c8 negres alfil · d8 negres dama · e8 negres rei · f8 negres alfil · h8 negres torre · a7 negres peó · b7 negres peó · e7 negres peó · f7 negres peó · g7 negres peó · h7 negres peó · c6 negres peó · f6 negres cavall · a4 blanques peó · c4 negres peó · d4 blanques peó · c3 blanques cavall · f3 blanques cavall · b2 blanques peó · e2 blanques peó · f2 blanques peó · g2 blanques peó · h2 blanques peó · a1 blanques torre · c1 blanques alfil · d1 blanques dama · e1 blanques rei · f1 blanques alfil · h1 blanques torre | a8 negres torre · b8 negres cavall · c8 negres alfil · d8 negres dama · e8 negres rei · f8 negres alfil · h8 negres torre · a7 negres peó · b7 negres peó · e7 negres peó · f7 negres peó · g7 negres peó · h7 negres peó · c6 negres peó · f6 negres cavall · a4 blanques peó · c4 negres peó · d4 blanques peó · c3 blanques cavall · f3 blanques cavall · b2 blanques peó · e2 blanques peó · f2 blanques peó · g2 blanques peó · h2 blanques peó · a1 blanques torre · c1 blanques alfil · d1 blanques dama · e1 blanques rei · f1 blanques alfil · h1 blanques torre | a8 negres torre · b8 negres cavall · c8 negres alfil · d8 negres dama · e8 negres rei · f8 negres alfil · h8 negres torre · a7 negres peó · b7 negres peó · e7 negres peó · f7 negres peó · g7 negres peó · h7 negres peó · c6 negres peó · f6 negres cavall · a4 blanques peó · c4 negres peó · d4 blanques peó · c3 blanques cavall · f3 blanques cavall · b2 blanques peó · e2 blanques peó · f2 blanques peó · g2 blanques peó · h2 blanques peó · a1 blanques torre · c1 blanques alfil · d1 blanques dama · e1 blanques rei · f1 blanques alfil · h1 blanques torre | a8 negres torre · b8 negres cavall · c8 negres alfil · d8 negres dama · e8 negres rei · f8 negres alfil · h8 negres torre · a7 negres peó · b7 negres peó · e7 negres peó · f7 negres peó · g7 negres peó · h7 negres peó · c6 negres peó · f6 negres cavall · a4 blanques peó · c4 negres peó · d4 blanques peó · c3 blanques cavall · f3 blanques cavall · b2 blanques peó · e2 blanques peó · f2 blanques peó · g2 blanques peó · h2 blanques peó · a1 blanques torre · c1 blanques alfil · d1 blanques dama · e1 blanques rei · f1 blanques alfil · h1 blanques torre | a8 negres torre · b8 negres cavall · c8 negres alfil · d8 negres dama · e8 negres rei · f8 negres alfil · h8 negres torre · a7 negres peó · b7 negres peó · e7 negres peó · f7 negres peó · g7 negres peó · h7 negres peó · c6 negres peó · f6 negres cavall · a4 blanques peó · c4 negres peó · d4 blanques peó · c3 blanques cavall · f3 blanques cavall · b2 blanques peó · e2 blanques peó · f2 blanques peó · g2 blanques peó · h2 blanques peó · a1 blanques torre · c1 blanques alfil · d1 blanques dama · e1 blanques rei · f1 blanques alfil · h1 blanques torre | a8 negres torre · b8 negres cavall · c8 negres alfil · d8 negres dama · e8 negres rei · f8 negres alfil · h8 negres torre · a7 negres peó · b7 negres peó · e7 negres peó · f7 negres peó · g7 negres peó · h7 negres peó · c6 negres peó · f6 negres cavall · a4 blanques peó · c4 negres peó · d4 blanques peó · c3 blanques cavall · f3 blanques cavall · b2 blanques peó · e2 blanques peó · f2 blanques peó · g2 blanques peó · h2 blanques peó · a1 blanques torre · c1 blanques alfil · d1 blanques dama · e1 blanques rei · f1 blanques alfil · h1 blanques torre | 3 |
| 2 | a8 negres torre · b8 negres cavall · c8 negres alfil · d8 negres dama · e8 negres rei · f8 negres alfil · h8 negres torre · a7 negres peó · b7 negres peó · e7 negres peó · f7 negres peó · g7 negres peó · h7 negres peó · c6 negres peó · f6 negres cavall · a4 blanques peó · c4 negres peó · d4 blanques peó · c3 blanques cavall · f3 blanques cavall · b2 blanques peó · e2 blanques peó · f2 blanques peó · g2 blanques peó · h2 blanques peó · a1 blanques torre · c1 blanques alfil · d1 blanques dama · e1 blanques rei · f1 blanques alfil · h1 blanques torre | a8 negres torre · b8 negres cavall · c8 negres alfil · d8 negres dama · e8 negres rei · f8 negres alfil · h8 negres torre · a7 negres peó · b7 negres peó · e7 negres peó · f7 negres peó · g7 negres peó · h7 negres peó · c6 negres peó · f6 negres cavall · a4 blanques peó · c4 negres peó · d4 blanques peó · c3 blanques cavall · f3 blanques cavall · b2 blanques peó · e2 blanques peó · f2 blanques peó · g2 blanques peó · h2 blanques peó · a1 blanques torre · c1 blanques alfil · d1 blanques dama · e1 blanques rei · f1 blanques alfil · h1 blanques torre | a8 negres torre · b8 negres cavall · c8 negres alfil · d8 negres dama · e8 negres rei · f8 negres alfil · h8 negres torre · a7 negres peó · b7 negres peó · e7 negres peó · f7 negres peó · g7 negres peó · h7 negres peó · c6 negres peó · f6 negres cavall · a4 blanques peó · c4 negres peó · d4 blanques peó · c3 blanques cavall · f3 blanques cavall · b2 blanques peó · e2 blanques peó · f2 blanques peó · g2 blanques peó · h2 blanques peó · a1 blanques torre · c1 blanques alfil · d1 blanques dama · e1 blanques rei · f1 blanques alfil · h1 blanques torre | a8 negres torre · b8 negres cavall · c8 negres alfil · d8 negres dama · e8 negres rei · f8 negres alfil · h8 negres torre · a7 negres peó · b7 negres peó · e7 negres peó · f7 negres peó · g7 negres peó · h7 negres peó · c6 negres peó · f6 negres cavall · a4 blanques peó · c4 negres peó · d4 blanques peó · c3 blanques cavall · f3 blanques cavall · b2 blanques peó · e2 blanques peó · f2 blanques peó · g2 blanques peó · h2 blanques peó · a1 blanques torre · c1 blanques alfil · d1 blanques dama · e1 blanques rei · f1 blanques alfil · h1 blanques torre | a8 negres torre · b8 negres cavall · c8 negres alfil · d8 negres dama · e8 negres rei · f8 negres alfil · h8 negres torre · a7 negres peó · b7 negres peó · e7 negres peó · f7 negres peó · g7 negres peó · h7 negres peó · c6 negres peó · f6 negres cavall · a4 blanques peó · c4 negres peó · d4 blanques peó · c3 blanques cavall · f3 blanques cavall · b2 blanques peó · e2 blanques peó · f2 blanques peó · g2 blanques peó · h2 blanques peó · a1 blanques torre · c1 blanques alfil · d1 blanques dama · e1 blanques rei · f1 blanques alfil · h1 blanques torre | a8 negres torre · b8 negres cavall · c8 negres alfil · d8 negres dama · e8 negres rei · f8 negres alfil · h8 negres torre · a7 negres peó · b7 negres peó · e7 negres peó · f7 negres peó · g7 negres peó · h7 negres peó · c6 negres peó · f6 negres cavall · a4 blanques peó · c4 negres peó · d4 blanques peó · c3 blanques cavall · f3 blanques cavall · b2 blanques peó · e2 blanques peó · f2 blanques peó · g2 blanques peó · h2 blanques peó · a1 blanques torre · c1 blanques alfil · d1 blanques dama · e1 blanques rei · f1 blanques alfil · h1 blanques torre | a8 negres torre · b8 negres cavall · c8 negres alfil · d8 negres dama · e8 negres rei · f8 negres alfil · h8 negres torre · a7 negres peó · b7 negres peó · e7 negres peó · f7 negres peó · g7 negres peó · h7 negres peó · c6 negres peó · f6 negres cavall · a4 blanques peó · c4 negres peó · d4 blanques peó · c3 blanques cavall · f3 blanques cavall · b2 blanques peó · e2 blanques peó · f2 blanques peó · g2 blanques peó · h2 blanques peó · a1 blanques torre · c1 blanques alfil · d1 blanques dama · e1 blanques rei · f1 blanques alfil · h1 blanques torre | a8 negres torre · b8 negres cavall · c8 negres alfil · d8 negres dama · e8 negres rei · f8 negres alfil · h8 negres torre · a7 negres peó · b7 negres peó · e7 negres peó · f7 negres peó · g7 negres peó · h7 negres peó · c6 negres peó · f6 negres cavall · a4 blanques peó · c4 negres peó · d4 blanques peó · c3 blanques cavall · f3 blanques cavall · b2 blanques peó · e2 blanques peó · f2 blanques peó · g2 blanques peó · h2 blanques peó · a1 blanques torre · c1 blanques alfil · d1 blanques dama · e1 blanques rei · f1 blanques alfil · h1 blanques torre | 2 |
| 1 | a8 negres torre · b8 negres cavall · c8 negres alfil · d8 negres dama · e8 negres rei · f8 negres alfil · h8 negres torre · a7 negres peó · b7 negres peó · e7 negres peó · f7 negres peó · g7 negres peó · h7 negres peó · c6 negres peó · f6 negres cavall · a4 blanques peó · c4 negres peó · d4 blanques peó · c3 blanques cavall · f3 blanques cavall · b2 blanques peó · e2 blanques peó · f2 blanques peó · g2 blanques peó · h2 blanques peó · a1 blanques torre · c1 blanques alfil · d1 blanques dama · e1 blanques rei · f1 blanques alfil · h1 blanques torre | a8 negres torre · b8 negres cavall · c8 negres alfil · d8 negres dama · e8 negres rei · f8 negres alfil · h8 negres torre · a7 negres peó · b7 negres peó · e7 negres peó · f7 negres peó · g7 negres peó · h7 negres peó · c6 negres peó · f6 negres cavall · a4 blanques peó · c4 negres peó · d4 blanques peó · c3 blanques cavall · f3 blanques cavall · b2 blanques peó · e2 blanques peó · f2 blanques peó · g2 blanques peó · h2 blanques peó · a1 blanques torre · c1 blanques alfil · d1 blanques dama · e1 blanques rei · f1 blanques alfil · h1 blanques torre | a8 negres torre · b8 negres cavall · c8 negres alfil · d8 negres dama · e8 negres rei · f8 negres alfil · h8 negres torre · a7 negres peó · b7 negres peó · e7 negres peó · f7 negres peó · g7 negres peó · h7 negres peó · c6 negres peó · f6 negres cavall · a4 blanques peó · c4 negres peó · d4 blanques peó · c3 blanques cavall · f3 blanques cavall · b2 blanques peó · e2 blanques peó · f2 blanques peó · g2 blanques peó · h2 blanques peó · a1 blanques torre · c1 blanques alfil · d1 blanques dama · e1 blanques rei · f1 blanques alfil · h1 blanques torre | a8 negres torre · b8 negres cavall · c8 negres alfil · d8 negres dama · e8 negres rei · f8 negres alfil · h8 negres torre · a7 negres peó · b7 negres peó · e7 negres peó · f7 negres peó · g7 negres peó · h7 negres peó · c6 negres peó · f6 negres cavall · a4 blanques peó · c4 negres peó · d4 blanques peó · c3 blanques cavall · f3 blanques cavall · b2 blanques peó · e2 blanques peó · f2 blanques peó · g2 blanques peó · h2 blanques peó · a1 blanques torre · c1 blanques alfil · d1 blanques dama · e1 blanques rei · f1 blanques alfil · h1 blanques torre | a8 negres torre · b8 negres cavall · c8 negres alfil · d8 negres dama · e8 negres rei · f8 negres alfil · h8 negres torre · a7 negres peó · b7 negres peó · e7 negres peó · f7 negres peó · g7 negres peó · h7 negres peó · c6 negres peó · f6 negres cavall · a4 blanques peó · c4 negres peó · d4 blanques peó · c3 blanques cavall · f3 blanques cavall · b2 blanques peó · e2 blanques peó · f2 blanques peó · g2 blanques peó · h2 blanques peó · a1 blanques torre · c1 blanques alfil · d1 blanques dama · e1 blanques rei · f1 blanques alfil · h1 blanques torre | a8 negres torre · b8 negres cavall · c8 negres alfil · d8 negres dama · e8 negres rei · f8 negres alfil · h8 negres torre · a7 negres peó · b7 negres peó · e7 negres peó · f7 negres peó · g7 negres peó · h7 negres peó · c6 negres peó · f6 negres cavall · a4 blanques peó · c4 negres peó · d4 blanques peó · c3 blanques cavall · f3 blanques cavall · b2 blanques peó · e2 blanques peó · f2 blanques peó · g2 blanques peó · h2 blanques peó · a1 blanques torre · c1 blanques alfil · d1 blanques dama · e1 blanques rei · f1 blanques alfil · h1 blanques torre | a8 negres torre · b8 negres cavall · c8 negres alfil · d8 negres dama · e8 negres rei · f8 negres alfil · h8 negres torre · a7 negres peó · b7 negres peó · e7 negres peó · f7 negres peó · g7 negres peó · h7 negres peó · c6 negres peó · f6 negres cavall · a4 blanques peó · c4 negres peó · d4 blanques peó · c3 blanques cavall · f3 blanques cavall · b2 blanques peó · e2 blanques peó · f2 blanques peó · g2 blanques peó · h2 blanques peó · a1 blanques torre · c1 blanques alfil · d1 blanques dama · e1 blanques rei · f1 blanques alfil · h1 blanques torre | a8 negres torre · b8 negres cavall · c8 negres alfil · d8 negres dama · e8 negres rei · f8 negres alfil · h8 negres torre · a7 negres peó · b7 negres peó · e7 negres peó · f7 negres peó · g7 negres peó · h7 negres peó · c6 negres peó · f6 negres cavall · a4 blanques peó · c4 negres peó · d4 blanques peó · c3 blanques cavall · f3 blanques cavall · b2 blanques peó · e2 blanques peó · f2 blanques peó · g2 blanques peó · h2 blanques peó · a1 blanques torre · c1 blanques alfil · d1 blanques dama · e1 blanques rei · f1 blanques alfil · h1 blanques torre | 1 |
|   | a | b | c | d | e | f | g | h |   |

|   | a | b | c | d | e | f | g | h |   |
| 8 | a8 negres torre · b8 negres cavall · d8 negres dama · e8 negres rei · f8 negres alfil · h8 negres torre · a7 negres peó · b7 negres peó · e7 negres peó · f7 negres peó · g7 negres peó · h7 negres peó · c6 negres peó · f6 negres cavall · f5 negres alfil · a4 blanques peó · c4 negres peó · d4 blanques peó · c3 blanques cavall · f3 blanques cavall · b2 blanques peó · e2 blanques peó · f2 blanques peó · g2 blanques peó · h2 blanques peó · a1 blanques torre · c1 blanques alfil · d1 blanques dama · e1 blanques rei · f1 blanques alfil · h1 blanques torre | a8 negres torre · b8 negres cavall · d8 negres dama · e8 negres rei · f8 negres alfil · h8 negres torre · a7 negres peó · b7 negres peó · e7 negres peó · f7 negres peó · g7 negres peó · h7 negres peó · c6 negres peó · f6 negres cavall · f5 negres alfil · a4 blanques peó · c4 negres peó · d4 blanques peó · c3 blanques cavall · f3 blanques cavall · b2 blanques peó · e2 blanques peó · f2 blanques peó · g2 blanques peó · h2 blanques peó · a1 blanques torre · c1 blanques alfil · d1 blanques dama · e1 blanques rei · f1 blanques alfil · h1 blanques torre | a8 negres torre · b8 negres cavall · d8 negres dama · e8 negres rei · f8 negres alfil · h8 negres torre · a7 negres peó · b7 negres peó · e7 negres peó · f7 negres peó · g7 negres peó · h7 negres peó · c6 negres peó · f6 negres cavall · f5 negres alfil · a4 blanques peó · c4 negres peó · d4 blanques peó · c3 blanques cavall · f3 blanques cavall · b2 blanques peó · e2 blanques peó · f2 blanques peó · g2 blanques peó · h2 blanques peó · a1 blanques torre · c1 blanques alfil · d1 blanques dama · e1 blanques rei · f1 blanques alfil · h1 blanques torre | a8 negres torre · b8 negres cavall · d8 negres dama · e8 negres rei · f8 negres alfil · h8 negres torre · a7 negres peó · b7 negres peó · e7 negres peó · f7 negres peó · g7 negres peó · h7 negres peó · c6 negres peó · f6 negres cavall · f5 negres alfil · a4 blanques peó · c4 negres peó · d4 blanques peó · c3 blanques cavall · f3 blanques cavall · b2 blanques peó · e2 blanques peó · f2 blanques peó · g2 blanques peó · h2 blanques peó · a1 blanques torre · c1 blanques alfil · d1 blanques dama · e1 blanques rei · f1 blanques alfil · h1 blanques torre | a8 negres torre · b8 negres cavall · d8 negres dama · e8 negres rei · f8 negres alfil · h8 negres torre · a7 negres peó · b7 negres peó · e7 negres peó · f7 negres peó · g7 negres peó · h7 negres peó · c6 negres peó · f6 negres cavall · f5 negres alfil · a4 blanques peó · c4 negres peó · d4 blanques peó · c3 blanques cavall · f3 blanques cavall · b2 blanques peó · e2 blanques peó · f2 blanques peó · g2 blanques peó · h2 blanques peó · a1 blanques torre · c1 blanques alfil · d1 blanques dama · e1 blanques rei · f1 blanques alfil · h1 blanques torre | a8 negres torre · b8 negres cavall · d8 negres dama · e8 negres rei · f8 negres alfil · h8 negres torre · a7 negres peó · b7 negres peó · e7 negres peó · f7 negres peó · g7 negres peó · h7 negres peó · c6 negres peó · f6 negres cavall · f5 negres alfil · a4 blanques peó · c4 negres peó · d4 blanques peó · c3 blanques cavall · f3 blanques cavall · b2 blanques peó · e2 blanques peó · f2 blanques peó · g2 blanques peó · h2 blanques peó · a1 blanques torre · c1 blanques alfil · d1 blanques dama · e1 blanques rei · f1 blanques alfil · h1 blanques torre | a8 negres torre · b8 negres cavall · d8 negres dama · e8 negres rei · f8 negres alfil · h8 negres torre · a7 negres peó · b7 negres peó · e7 negres peó · f7 negres peó · g7 negres peó · h7 negres peó · c6 negres peó · f6 negres cavall · f5 negres alfil · a4 blanques peó · c4 negres peó · d4 blanques peó · c3 blanques cavall · f3 blanques cavall · b2 blanques peó · e2 blanques peó · f2 blanques peó · g2 blanques peó · h2 blanques peó · a1 blanques torre · c1 blanques alfil · d1 blanques dama · e1 blanques rei · f1 blanques alfil · h1 blanques torre | a8 negres torre · b8 negres cavall · d8 negres dama · e8 negres rei · f8 negres alfil · h8 negres torre · a7 negres peó · b7 negres peó · e7 negres peó · f7 negres peó · g7 negres peó · h7 negres peó · c6 negres peó · f6 negres cavall · f5 negres alfil · a4 blanques peó · c4 negres peó · d4 blanques peó · c3 blanques cavall · f3 blanques cavall · b2 blanques peó · e2 blanques peó · f2 blanques peó · g2 blanques peó · h2 blanques peó · a1 blanques torre · c1 blanques alfil · d1 blanques dama · e1 blanques rei · f1 blanques alfil · h1 blanques torre | 8 |
| 7 | a8 negres torre · b8 negres cavall · d8 negres dama · e8 negres rei · f8 negres alfil · h8 negres torre · a7 negres peó · b7 negres peó · e7 negres peó · f7 negres peó · g7 negres peó · h7 negres peó · c6 negres peó · f6 negres cavall · f5 negres alfil · a4 blanques peó · c4 negres peó · d4 blanques peó · c3 blanques cavall · f3 blanques cavall · b2 blanques peó · e2 blanques peó · f2 blanques peó · g2 blanques peó · h2 blanques peó · a1 blanques torre · c1 blanques alfil · d1 blanques dama · e1 blanques rei · f1 blanques alfil · h1 blanques torre | a8 negres torre · b8 negres cavall · d8 negres dama · e8 negres rei · f8 negres alfil · h8 negres torre · a7 negres peó · b7 negres peó · e7 negres peó · f7 negres peó · g7 negres peó · h7 negres peó · c6 negres peó · f6 negres cavall · f5 negres alfil · a4 blanques peó · c4 negres peó · d4 blanques peó · c3 blanques cavall · f3 blanques cavall · b2 blanques peó · e2 blanques peó · f2 blanques peó · g2 blanques peó · h2 blanques peó · a1 blanques torre · c1 blanques alfil · d1 blanques dama · e1 blanques rei · f1 blanques alfil · h1 blanques torre | a8 negres torre · b8 negres cavall · d8 negres dama · e8 negres rei · f8 negres alfil · h8 negres torre · a7 negres peó · b7 negres peó · e7 negres peó · f7 negres peó · g7 negres peó · h7 negres peó · c6 negres peó · f6 negres cavall · f5 negres alfil · a4 blanques peó · c4 negres peó · d4 blanques peó · c3 blanques cavall · f3 blanques cavall · b2 blanques peó · e2 blanques peó · f2 blanques peó · g2 blanques peó · h2 blanques peó · a1 blanques torre · c1 blanques alfil · d1 blanques dama · e1 blanques rei · f1 blanques alfil · h1 blanques torre | a8 negres torre · b8 negres cavall · d8 negres dama · e8 negres rei · f8 negres alfil · h8 negres torre · a7 negres peó · b7 negres peó · e7 negres peó · f7 negres peó · g7 negres peó · h7 negres peó · c6 negres peó · f6 negres cavall · f5 negres alfil · a4 blanques peó · c4 negres peó · d4 blanques peó · c3 blanques cavall · f3 blanques cavall · b2 blanques peó · e2 blanques peó · f2 blanques peó · g2 blanques peó · h2 blanques peó · a1 blanques torre · c1 blanques alfil · d1 blanques dama · e1 blanques rei · f1 blanques alfil · h1 blanques torre | a8 negres torre · b8 negres cavall · d8 negres dama · e8 negres rei · f8 negres alfil · h8 negres torre · a7 negres peó · b7 negres peó · e7 negres peó · f7 negres peó · g7 negres peó · h7 negres peó · c6 negres peó · f6 negres cavall · f5 negres alfil · a4 blanques peó · c4 negres peó · d4 blanques peó · c3 blanques cavall · f3 blanques cavall · b2 blanques peó · e2 blanques peó · f2 blanques peó · g2 blanques peó · h2 blanques peó · a1 blanques torre · c1 blanques alfil · d1 blanques dama · e1 blanques rei · f1 blanques alfil · h1 blanques torre | a8 negres torre · b8 negres cavall · d8 negres dama · e8 negres rei · f8 negres alfil · h8 negres torre · a7 negres peó · b7 negres peó · e7 negres peó · f7 negres peó · g7 negres peó · h7 negres peó · c6 negres peó · f6 negres cavall · f5 negres alfil · a4 blanques peó · c4 negres peó · d4 blanques peó · c3 blanques cavall · f3 blanques cavall · b2 blanques peó · e2 blanques peó · f2 blanques peó · g2 blanques peó · h2 blanques peó · a1 blanques torre · c1 blanques alfil · d1 blanques dama · e1 blanques rei · f1 blanques alfil · h1 blanques torre | a8 negres torre · b8 negres cavall · d8 negres dama · e8 negres rei · f8 negres alfil · h8 negres torre · a7 negres peó · b7 negres peó · e7 negres peó · f7 negres peó · g7 negres peó · h7 negres peó · c6 negres peó · f6 negres cavall · f5 negres alfil · a4 blanques peó · c4 negres peó · d4 blanques peó · c3 blanques cavall · f3 blanques cavall · b2 blanques peó · e2 blanques peó · f2 blanques peó · g2 blanques peó · h2 blanques peó · a1 blanques torre · c1 blanques alfil · d1 blanques dama · e1 blanques rei · f1 blanques alfil · h1 blanques torre | a8 negres torre · b8 negres cavall · d8 negres dama · e8 negres rei · f8 negres alfil · h8 negres torre · a7 negres peó · b7 negres peó · e7 negres peó · f7 negres peó · g7 negres peó · h7 negres peó · c6 negres peó · f6 negres cavall · f5 negres alfil · a4 blanques peó · c4 negres peó · d4 blanques peó · c3 blanques cavall · f3 blanques cavall · b2 blanques peó · e2 blanques peó · f2 blanques peó · g2 blanques peó · h2 blanques peó · a1 blanques torre · c1 blanques alfil · d1 blanques dama · e1 blanques rei · f1 blanques alfil · h1 blanques torre | 7 |
| 6 | a8 negres torre · b8 negres cavall · d8 negres dama · e8 negres rei · f8 negres alfil · h8 negres torre · a7 negres peó · b7 negres peó · e7 negres peó · f7 negres peó · g7 negres peó · h7 negres peó · c6 negres peó · f6 negres cavall · f5 negres alfil · a4 blanques peó · c4 negres peó · d4 blanques peó · c3 blanques cavall · f3 blanques cavall · b2 blanques peó · e2 blanques peó · f2 blanques peó · g2 blanques peó · h2 blanques peó · a1 blanques torre · c1 blanques alfil · d1 blanques dama · e1 blanques rei · f1 blanques alfil · h1 blanques torre | a8 negres torre · b8 negres cavall · d8 negres dama · e8 negres rei · f8 negres alfil · h8 negres torre · a7 negres peó · b7 negres peó · e7 negres peó · f7 negres peó · g7 negres peó · h7 negres peó · c6 negres peó · f6 negres cavall · f5 negres alfil · a4 blanques peó · c4 negres peó · d4 blanques peó · c3 blanques cavall · f3 blanques cavall · b2 blanques peó · e2 blanques peó · f2 blanques peó · g2 blanques peó · h2 blanques peó · a1 blanques torre · c1 blanques alfil · d1 blanques dama · e1 blanques rei · f1 blanques alfil · h1 blanques torre | a8 negres torre · b8 negres cavall · d8 negres dama · e8 negres rei · f8 negres alfil · h8 negres torre · a7 negres peó · b7 negres peó · e7 negres peó · f7 negres peó · g7 negres peó · h7 negres peó · c6 negres peó · f6 negres cavall · f5 negres alfil · a4 blanques peó · c4 negres peó · d4 blanques peó · c3 blanques cavall · f3 blanques cavall · b2 blanques peó · e2 blanques peó · f2 blanques peó · g2 blanques peó · h2 blanques peó · a1 blanques torre · c1 blanques alfil · d1 blanques dama · e1 blanques rei · f1 blanques alfil · h1 blanques torre | a8 negres torre · b8 negres cavall · d8 negres dama · e8 negres rei · f8 negres alfil · h8 negres torre · a7 negres peó · b7 negres peó · e7 negres peó · f7 negres peó · g7 negres peó · h7 negres peó · c6 negres peó · f6 negres cavall · f5 negres alfil · a4 blanques peó · c4 negres peó · d4 blanques peó · c3 blanques cavall · f3 blanques cavall · b2 blanques peó · e2 blanques peó · f2 blanques peó · g2 blanques peó · h2 blanques peó · a1 blanques torre · c1 blanques alfil · d1 blanques dama · e1 blanques rei · f1 blanques alfil · h1 blanques torre | a8 negres torre · b8 negres cavall · d8 negres dama · e8 negres rei · f8 negres alfil · h8 negres torre · a7 negres peó · b7 negres peó · e7 negres peó · f7 negres peó · g7 negres peó · h7 negres peó · c6 negres peó · f6 negres cavall · f5 negres alfil · a4 blanques peó · c4 negres peó · d4 blanques peó · c3 blanques cavall · f3 blanques cavall · b2 blanques peó · e2 blanques peó · f2 blanques peó · g2 blanques peó · h2 blanques peó · a1 blanques torre · c1 blanques alfil · d1 blanques dama · e1 blanques rei · f1 blanques alfil · h1 blanques torre | a8 negres torre · b8 negres cavall · d8 negres dama · e8 negres rei · f8 negres alfil · h8 negres torre · a7 negres peó · b7 negres peó · e7 negres peó · f7 negres peó · g7 negres peó · h7 negres peó · c6 negres peó · f6 negres cavall · f5 negres alfil · a4 blanques peó · c4 negres peó · d4 blanques peó · c3 blanques cavall · f3 blanques cavall · b2 blanques peó · e2 blanques peó · f2 blanques peó · g2 blanques peó · h2 blanques peó · a1 blanques torre · c1 blanques alfil · d1 blanques dama · e1 blanques rei · f1 blanques alfil · h1 blanques torre | a8 negres torre · b8 negres cavall · d8 negres dama · e8 negres rei · f8 negres alfil · h8 negres torre · a7 negres peó · b7 negres peó · e7 negres peó · f7 negres peó · g7 negres peó · h7 negres peó · c6 negres peó · f6 negres cavall · f5 negres alfil · a4 blanques peó · c4 negres peó · d4 blanques peó · c3 blanques cavall · f3 blanques cavall · b2 blanques peó · e2 blanques peó · f2 blanques peó · g2 blanques peó · h2 blanques peó · a1 blanques torre · c1 blanques alfil · d1 blanques dama · e1 blanques rei · f1 blanques alfil · h1 blanques torre | a8 negres torre · b8 negres cavall · d8 negres dama · e8 negres rei · f8 negres alfil · h8 negres torre · a7 negres peó · b7 negres peó · e7 negres peó · f7 negres peó · g7 negres peó · h7 negres peó · c6 negres peó · f6 negres cavall · f5 negres alfil · a4 blanques peó · c4 negres peó · d4 blanques peó · c3 blanques cavall · f3 blanques cavall · b2 blanques peó · e2 blanques peó · f2 blanques peó · g2 blanques peó · h2 blanques peó · a1 blanques torre · c1 blanques alfil · d1 blanques dama · e1 blanques rei · f1 blanques alfil · h1 blanques torre | 6 |
| 5 | a8 negres torre · b8 negres cavall · d8 negres dama · e8 negres rei · f8 negres alfil · h8 negres torre · a7 negres peó · b7 negres peó · e7 negres peó · f7 negres peó · g7 negres peó · h7 negres peó · c6 negres peó · f6 negres cavall · f5 negres alfil · a4 blanques peó · c4 negres peó · d4 blanques peó · c3 blanques cavall · f3 blanques cavall · b2 blanques peó · e2 blanques peó · f2 blanques peó · g2 blanques peó · h2 blanques peó · a1 blanques torre · c1 blanques alfil · d1 blanques dama · e1 blanques rei · f1 blanques alfil · h1 blanques torre | a8 negres torre · b8 negres cavall · d8 negres dama · e8 negres rei · f8 negres alfil · h8 negres torre · a7 negres peó · b7 negres peó · e7 negres peó · f7 negres peó · g7 negres peó · h7 negres peó · c6 negres peó · f6 negres cavall · f5 negres alfil · a4 blanques peó · c4 negres peó · d4 blanques peó · c3 blanques cavall · f3 blanques cavall · b2 blanques peó · e2 blanques peó · f2 blanques peó · g2 blanques peó · h2 blanques peó · a1 blanques torre · c1 blanques alfil · d1 blanques dama · e1 blanques rei · f1 blanques alfil · h1 blanques torre | a8 negres torre · b8 negres cavall · d8 negres dama · e8 negres rei · f8 negres alfil · h8 negres torre · a7 negres peó · b7 negres peó · e7 negres peó · f7 negres peó · g7 negres peó · h7 negres peó · c6 negres peó · f6 negres cavall · f5 negres alfil · a4 blanques peó · c4 negres peó · d4 blanques peó · c3 blanques cavall · f3 blanques cavall · b2 blanques peó · e2 blanques peó · f2 blanques peó · g2 blanques peó · h2 blanques peó · a1 blanques torre · c1 blanques alfil · d1 blanques dama · e1 blanques rei · f1 blanques alfil · h1 blanques torre | a8 negres torre · b8 negres cavall · d8 negres dama · e8 negres rei · f8 negres alfil · h8 negres torre · a7 negres peó · b7 negres peó · e7 negres peó · f7 negres peó · g7 negres peó · h7 negres peó · c6 negres peó · f6 negres cavall · f5 negres alfil · a4 blanques peó · c4 negres peó · d4 blanques peó · c3 blanques cavall · f3 blanques cavall · b2 blanques peó · e2 blanques peó · f2 blanques peó · g2 blanques peó · h2 blanques peó · a1 blanques torre · c1 blanques alfil · d1 blanques dama · e1 blanques rei · f1 blanques alfil · h1 blanques torre | a8 negres torre · b8 negres cavall · d8 negres dama · e8 negres rei · f8 negres alfil · h8 negres torre · a7 negres peó · b7 negres peó · e7 negres peó · f7 negres peó · g7 negres peó · h7 negres peó · c6 negres peó · f6 negres cavall · f5 negres alfil · a4 blanques peó · c4 negres peó · d4 blanques peó · c3 blanques cavall · f3 blanques cavall · b2 blanques peó · e2 blanques peó · f2 blanques peó · g2 blanques peó · h2 blanques peó · a1 blanques torre · c1 blanques alfil · d1 blanques dama · e1 blanques rei · f1 blanques alfil · h1 blanques torre | a8 negres torre · b8 negres cavall · d8 negres dama · e8 negres rei · f8 negres alfil · h8 negres torre · a7 negres peó · b7 negres peó · e7 negres peó · f7 negres peó · g7 negres peó · h7 negres peó · c6 negres peó · f6 negres cavall · f5 negres alfil · a4 blanques peó · c4 negres peó · d4 blanques peó · c3 blanques cavall · f3 blanques cavall · b2 blanques peó · e2 blanques peó · f2 blanques peó · g2 blanques peó · h2 blanques peó · a1 blanques torre · c1 blanques alfil · d1 blanques dama · e1 blanques rei · f1 blanques alfil · h1 blanques torre | a8 negres torre · b8 negres cavall · d8 negres dama · e8 negres rei · f8 negres alfil · h8 negres torre · a7 negres peó · b7 negres peó · e7 negres peó · f7 negres peó · g7 negres peó · h7 negres peó · c6 negres peó · f6 negres cavall · f5 negres alfil · a4 blanques peó · c4 negres peó · d4 blanques peó · c3 blanques cavall · f3 blanques cavall · b2 blanques peó · e2 blanques peó · f2 blanques peó · g2 blanques peó · h2 blanques peó · a1 blanques torre · c1 blanques alfil · d1 blanques dama · e1 blanques rei · f1 blanques alfil · h1 blanques torre | a8 negres torre · b8 negres cavall · d8 negres dama · e8 negres rei · f8 negres alfil · h8 negres torre · a7 negres peó · b7 negres peó · e7 negres peó · f7 negres peó · g7 negres peó · h7 negres peó · c6 negres peó · f6 negres cavall · f5 negres alfil · a4 blanques peó · c4 negres peó · d4 blanques peó · c3 blanques cavall · f3 blanques cavall · b2 blanques peó · e2 blanques peó · f2 blanques peó · g2 blanques peó · h2 blanques peó · a1 blanques torre · c1 blanques alfil · d1 blanques dama · e1 blanques rei · f1 blanques alfil · h1 blanques torre | 5 |
| 4 | a8 negres torre · b8 negres cavall · d8 negres dama · e8 negres rei · f8 negres alfil · h8 negres torre · a7 negres peó · b7 negres peó · e7 negres peó · f7 negres peó · g7 negres peó · h7 negres peó · c6 negres peó · f6 negres cavall · f5 negres alfil · a4 blanques peó · c4 negres peó · d4 blanques peó · c3 blanques cavall · f3 blanques cavall · b2 blanques peó · e2 blanques peó · f2 blanques peó · g2 blanques peó · h2 blanques peó · a1 blanques torre · c1 blanques alfil · d1 blanques dama · e1 blanques rei · f1 blanques alfil · h1 blanques torre | a8 negres torre · b8 negres cavall · d8 negres dama · e8 negres rei · f8 negres alfil · h8 negres torre · a7 negres peó · b7 negres peó · e7 negres peó · f7 negres peó · g7 negres peó · h7 negres peó · c6 negres peó · f6 negres cavall · f5 negres alfil · a4 blanques peó · c4 negres peó · d4 blanques peó · c3 blanques cavall · f3 blanques cavall · b2 blanques peó · e2 blanques peó · f2 blanques peó · g2 blanques peó · h2 blanques peó · a1 blanques torre · c1 blanques alfil · d1 blanques dama · e1 blanques rei · f1 blanques alfil · h1 blanques torre | a8 negres torre · b8 negres cavall · d8 negres dama · e8 negres rei · f8 negres alfil · h8 negres torre · a7 negres peó · b7 negres peó · e7 negres peó · f7 negres peó · g7 negres peó · h7 negres peó · c6 negres peó · f6 negres cavall · f5 negres alfil · a4 blanques peó · c4 negres peó · d4 blanques peó · c3 blanques cavall · f3 blanques cavall · b2 blanques peó · e2 blanques peó · f2 blanques peó · g2 blanques peó · h2 blanques peó · a1 blanques torre · c1 blanques alfil · d1 blanques dama · e1 blanques rei · f1 blanques alfil · h1 blanques torre | a8 negres torre · b8 negres cavall · d8 negres dama · e8 negres rei · f8 negres alfil · h8 negres torre · a7 negres peó · b7 negres peó · e7 negres peó · f7 negres peó · g7 negres peó · h7 negres peó · c6 negres peó · f6 negres cavall · f5 negres alfil · a4 blanques peó · c4 negres peó · d4 blanques peó · c3 blanques cavall · f3 blanques cavall · b2 blanques peó · e2 blanques peó · f2 blanques peó · g2 blanques peó · h2 blanques peó · a1 blanques torre · c1 blanques alfil · d1 blanques dama · e1 blanques rei · f1 blanques alfil · h1 blanques torre | a8 negres torre · b8 negres cavall · d8 negres dama · e8 negres rei · f8 negres alfil · h8 negres torre · a7 negres peó · b7 negres peó · e7 negres peó · f7 negres peó · g7 negres peó · h7 negres peó · c6 negres peó · f6 negres cavall · f5 negres alfil · a4 blanques peó · c4 negres peó · d4 blanques peó · c3 blanques cavall · f3 blanques cavall · b2 blanques peó · e2 blanques peó · f2 blanques peó · g2 blanques peó · h2 blanques peó · a1 blanques torre · c1 blanques alfil · d1 blanques dama · e1 blanques rei · f1 blanques alfil · h1 blanques torre | a8 negres torre · b8 negres cavall · d8 negres dama · e8 negres rei · f8 negres alfil · h8 negres torre · a7 negres peó · b7 negres peó · e7 negres peó · f7 negres peó · g7 negres peó · h7 negres peó · c6 negres peó · f6 negres cavall · f5 negres alfil · a4 blanques peó · c4 negres peó · d4 blanques peó · c3 blanques cavall · f3 blanques cavall · b2 blanques peó · e2 blanques peó · f2 blanques peó · g2 blanques peó · h2 blanques peó · a1 blanques torre · c1 blanques alfil · d1 blanques dama · e1 blanques rei · f1 blanques alfil · h1 blanques torre | a8 negres torre · b8 negres cavall · d8 negres dama · e8 negres rei · f8 negres alfil · h8 negres torre · a7 negres peó · b7 negres peó · e7 negres peó · f7 negres peó · g7 negres peó · h7 negres peó · c6 negres peó · f6 negres cavall · f5 negres alfil · a4 blanques peó · c4 negres peó · d4 blanques peó · c3 blanques cavall · f3 blanques cavall · b2 blanques peó · e2 blanques peó · f2 blanques peó · g2 blanques peó · h2 blanques peó · a1 blanques torre · c1 blanques alfil · d1 blanques dama · e1 blanques rei · f1 blanques alfil · h1 blanques torre | a8 negres torre · b8 negres cavall · d8 negres dama · e8 negres rei · f8 negres alfil · h8 negres torre · a7 negres peó · b7 negres peó · e7 negres peó · f7 negres peó · g7 negres peó · h7 negres peó · c6 negres peó · f6 negres cavall · f5 negres alfil · a4 blanques peó · c4 negres peó · d4 blanques peó · c3 blanques cavall · f3 blanques cavall · b2 blanques peó · e2 blanques peó · f2 blanques peó · g2 blanques peó · h2 blanques peó · a1 blanques torre · c1 blanques alfil · d1 blanques dama · e1 blanques rei · f1 blanques alfil · h1 blanques torre | 4 |
| 3 | a8 negres torre · b8 negres cavall · d8 negres dama · e8 negres rei · f8 negres alfil · h8 negres torre · a7 negres peó · b7 negres peó · e7 negres peó · f7 negres peó · g7 negres peó · h7 negres peó · c6 negres peó · f6 negres cavall · f5 negres alfil · a4 blanques peó · c4 negres peó · d4 blanques peó · c3 blanques cavall · f3 blanques cavall · b2 blanques peó · e2 blanques peó · f2 blanques peó · g2 blanques peó · h2 blanques peó · a1 blanques torre · c1 blanques alfil · d1 blanques dama · e1 blanques rei · f1 blanques alfil · h1 blanques torre | a8 negres torre · b8 negres cavall · d8 negres dama · e8 negres rei · f8 negres alfil · h8 negres torre · a7 negres peó · b7 negres peó · e7 negres peó · f7 negres peó · g7 negres peó · h7 negres peó · c6 negres peó · f6 negres cavall · f5 negres alfil · a4 blanques peó · c4 negres peó · d4 blanques peó · c3 blanques cavall · f3 blanques cavall · b2 blanques peó · e2 blanques peó · f2 blanques peó · g2 blanques peó · h2 blanques peó · a1 blanques torre · c1 blanques alfil · d1 blanques dama · e1 blanques rei · f1 blanques alfil · h1 blanques torre | a8 negres torre · b8 negres cavall · d8 negres dama · e8 negres rei · f8 negres alfil · h8 negres torre · a7 negres peó · b7 negres peó · e7 negres peó · f7 negres peó · g7 negres peó · h7 negres peó · c6 negres peó · f6 negres cavall · f5 negres alfil · a4 blanques peó · c4 negres peó · d4 blanques peó · c3 blanques cavall · f3 blanques cavall · b2 blanques peó · e2 blanques peó · f2 blanques peó · g2 blanques peó · h2 blanques peó · a1 blanques torre · c1 blanques alfil · d1 blanques dama · e1 blanques rei · f1 blanques alfil · h1 blanques torre | a8 negres torre · b8 negres cavall · d8 negres dama · e8 negres rei · f8 negres alfil · h8 negres torre · a7 negres peó · b7 negres peó · e7 negres peó · f7 negres peó · g7 negres peó · h7 negres peó · c6 negres peó · f6 negres cavall · f5 negres alfil · a4 blanques peó · c4 negres peó · d4 blanques peó · c3 blanques cavall · f3 blanques cavall · b2 blanques peó · e2 blanques peó · f2 blanques peó · g2 blanques peó · h2 blanques peó · a1 blanques torre · c1 blanques alfil · d1 blanques dama · e1 blanques rei · f1 blanques alfil · h1 blanques torre | a8 negres torre · b8 negres cavall · d8 negres dama · e8 negres rei · f8 negres alfil · h8 negres torre · a7 negres peó · b7 negres peó · e7 negres peó · f7 negres peó · g7 negres peó · h7 negres peó · c6 negres peó · f6 negres cavall · f5 negres alfil · a4 blanques peó · c4 negres peó · d4 blanques peó · c3 blanques cavall · f3 blanques cavall · b2 blanques peó · e2 blanques peó · f2 blanques peó · g2 blanques peó · h2 blanques peó · a1 blanques torre · c1 blanques alfil · d1 blanques dama · e1 blanques rei · f1 blanques alfil · h1 blanques torre | a8 negres torre · b8 negres cavall · d8 negres dama · e8 negres rei · f8 negres alfil · h8 negres torre · a7 negres peó · b7 negres peó · e7 negres peó · f7 negres peó · g7 negres peó · h7 negres peó · c6 negres peó · f6 negres cavall · f5 negres alfil · a4 blanques peó · c4 negres peó · d4 blanques peó · c3 blanques cavall · f3 blanques cavall · b2 blanques peó · e2 blanques peó · f2 blanques peó · g2 blanques peó · h2 blanques peó · a1 blanques torre · c1 blanques alfil · d1 blanques dama · e1 blanques rei · f1 blanques alfil · h1 blanques torre | a8 negres torre · b8 negres cavall · d8 negres dama · e8 negres rei · f8 negres alfil · h8 negres torre · a7 negres peó · b7 negres peó · e7 negres peó · f7 negres peó · g7 negres peó · h7 negres peó · c6 negres peó · f6 negres cavall · f5 negres alfil · a4 blanques peó · c4 negres peó · d4 blanques peó · c3 blanques cavall · f3 blanques cavall · b2 blanques peó · e2 blanques peó · f2 blanques peó · g2 blanques peó · h2 blanques peó · a1 blanques torre · c1 blanques alfil · d1 blanques dama · e1 blanques rei · f1 blanques alfil · h1 blanques torre | a8 negres torre · b8 negres cavall · d8 negres dama · e8 negres rei · f8 negres alfil · h8 negres torre · a7 negres peó · b7 negres peó · e7 negres peó · f7 negres peó · g7 negres peó · h7 negres peó · c6 negres peó · f6 negres cavall · f5 negres alfil · a4 blanques peó · c4 negres peó · d4 blanques peó · c3 blanques cavall · f3 blanques cavall · b2 blanques peó · e2 blanques peó · f2 blanques peó · g2 blanques peó · h2 blanques peó · a1 blanques torre · c1 blanques alfil · d1 blanques dama · e1 blanques rei · f1 blanques alfil · h1 blanques torre | 3 |
| 2 | a8 negres torre · b8 negres cavall · d8 negres dama · e8 negres rei · f8 negres alfil · h8 negres torre · a7 negres peó · b7 negres peó · e7 negres peó · f7 negres peó · g7 negres peó · h7 negres peó · c6 negres peó · f6 negres cavall · f5 negres alfil · a4 blanques peó · c4 negres peó · d4 blanques peó · c3 blanques cavall · f3 blanques cavall · b2 blanques peó · e2 blanques peó · f2 blanques peó · g2 blanques peó · h2 blanques peó · a1 blanques torre · c1 blanques alfil · d1 blanques dama · e1 blanques rei · f1 blanques alfil · h1 blanques torre | a8 negres torre · b8 negres cavall · d8 negres dama · e8 negres rei · f8 negres alfil · h8 negres torre · a7 negres peó · b7 negres peó · e7 negres peó · f7 negres peó · g7 negres peó · h7 negres peó · c6 negres peó · f6 negres cavall · f5 negres alfil · a4 blanques peó · c4 negres peó · d4 blanques peó · c3 blanques cavall · f3 blanques cavall · b2 blanques peó · e2 blanques peó · f2 blanques peó · g2 blanques peó · h2 blanques peó · a1 blanques torre · c1 blanques alfil · d1 blanques dama · e1 blanques rei · f1 blanques alfil · h1 blanques torre | a8 negres torre · b8 negres cavall · d8 negres dama · e8 negres rei · f8 negres alfil · h8 negres torre · a7 negres peó · b7 negres peó · e7 negres peó · f7 negres peó · g7 negres peó · h7 negres peó · c6 negres peó · f6 negres cavall · f5 negres alfil · a4 blanques peó · c4 negres peó · d4 blanques peó · c3 blanques cavall · f3 blanques cavall · b2 blanques peó · e2 blanques peó · f2 blanques peó · g2 blanques peó · h2 blanques peó · a1 blanques torre · c1 blanques alfil · d1 blanques dama · e1 blanques rei · f1 blanques alfil · h1 blanques torre | a8 negres torre · b8 negres cavall · d8 negres dama · e8 negres rei · f8 negres alfil · h8 negres torre · a7 negres peó · b7 negres peó · e7 negres peó · f7 negres peó · g7 negres peó · h7 negres peó · c6 negres peó · f6 negres cavall · f5 negres alfil · a4 blanques peó · c4 negres peó · d4 blanques peó · c3 blanques cavall · f3 blanques cavall · b2 blanques peó · e2 blanques peó · f2 blanques peó · g2 blanques peó · h2 blanques peó · a1 blanques torre · c1 blanques alfil · d1 blanques dama · e1 blanques rei · f1 blanques alfil · h1 blanques torre | a8 negres torre · b8 negres cavall · d8 negres dama · e8 negres rei · f8 negres alfil · h8 negres torre · a7 negres peó · b7 negres peó · e7 negres peó · f7 negres peó · g7 negres peó · h7 negres peó · c6 negres peó · f6 negres cavall · f5 negres alfil · a4 blanques peó · c4 negres peó · d4 blanques peó · c3 blanques cavall · f3 blanques cavall · b2 blanques peó · e2 blanques peó · f2 blanques peó · g2 blanques peó · h2 blanques peó · a1 blanques torre · c1 blanques alfil · d1 blanques dama · e1 blanques rei · f1 blanques alfil · h1 blanques torre | a8 negres torre · b8 negres cavall · d8 negres dama · e8 negres rei · f8 negres alfil · h8 negres torre · a7 negres peó · b7 negres peó · e7 negres peó · f7 negres peó · g7 negres peó · h7 negres peó · c6 negres peó · f6 negres cavall · f5 negres alfil · a4 blanques peó · c4 negres peó · d4 blanques peó · c3 blanques cavall · f3 blanques cavall · b2 blanques peó · e2 blanques peó · f2 blanques peó · g2 blanques peó · h2 blanques peó · a1 blanques torre · c1 blanques alfil · d1 blanques dama · e1 blanques rei · f1 blanques alfil · h1 blanques torre | a8 negres torre · b8 negres cavall · d8 negres dama · e8 negres rei · f8 negres alfil · h8 negres torre · a7 negres peó · b7 negres peó · e7 negres peó · f7 negres peó · g7 negres peó · h7 negres peó · c6 negres peó · f6 negres cavall · f5 negres alfil · a4 blanques peó · c4 negres peó · d4 blanques peó · c3 blanques cavall · f3 blanques cavall · b2 blanques peó · e2 blanques peó · f2 blanques peó · g2 blanques peó · h2 blanques peó · a1 blanques torre · c1 blanques alfil · d1 blanques dama · e1 blanques rei · f1 blanques alfil · h1 blanques torre | a8 negres torre · b8 negres cavall · d8 negres dama · e8 negres rei · f8 negres alfil · h8 negres torre · a7 negres peó · b7 negres peó · e7 negres peó · f7 negres peó · g7 negres peó · h7 negres peó · c6 negres peó · f6 negres cavall · f5 negres alfil · a4 blanques peó · c4 negres peó · d4 blanques peó · c3 blanques cavall · f3 blanques cavall · b2 blanques peó · e2 blanques peó · f2 blanques peó · g2 blanques peó · h2 blanques peó · a1 blanques torre · c1 blanques alfil · d1 blanques dama · e1 blanques rei · f1 blanques alfil · h1 blanques torre | 2 |
| 1 | a8 negres torre · b8 negres cavall · d8 negres dama · e8 negres rei · f8 negres alfil · h8 negres torre · a7 negres peó · b7 negres peó · e7 negres peó · f7 negres peó · g7 negres peó · h7 negres peó · c6 negres peó · f6 negres cavall · f5 negres alfil · a4 blanques peó · c4 negres peó · d4 blanques peó · c3 blanques cavall · f3 blanques cavall · b2 blanques peó · e2 blanques peó · f2 blanques peó · g2 blanques peó · h2 blanques peó · a1 blanques torre · c1 blanques alfil · d1 blanques dama · e1 blanques rei · f1 blanques alfil · h1 blanques torre | a8 negres torre · b8 negres cavall · d8 negres dama · e8 negres rei · f8 negres alfil · h8 negres torre · a7 negres peó · b7 negres peó · e7 negres peó · f7 negres peó · g7 negres peó · h7 negres peó · c6 negres peó · f6 negres cavall · f5 negres alfil · a4 blanques peó · c4 negres peó · d4 blanques peó · c3 blanques cavall · f3 blanques cavall · b2 blanques peó · e2 blanques peó · f2 blanques peó · g2 blanques peó · h2 blanques peó · a1 blanques torre · c1 blanques alfil · d1 blanques dama · e1 blanques rei · f1 blanques alfil · h1 blanques torre | a8 negres torre · b8 negres cavall · d8 negres dama · e8 negres rei · f8 negres alfil · h8 negres torre · a7 negres peó · b7 negres peó · e7 negres peó · f7 negres peó · g7 negres peó · h7 negres peó · c6 negres peó · f6 negres cavall · f5 negres alfil · a4 blanques peó · c4 negres peó · d4 blanques peó · c3 blanques cavall · f3 blanques cavall · b2 blanques peó · e2 blanques peó · f2 blanques peó · g2 blanques peó · h2 blanques peó · a1 blanques torre · c1 blanques alfil · d1 blanques dama · e1 blanques rei · f1 blanques alfil · h1 blanques torre | a8 negres torre · b8 negres cavall · d8 negres dama · e8 negres rei · f8 negres alfil · h8 negres torre · a7 negres peó · b7 negres peó · e7 negres peó · f7 negres peó · g7 negres peó · h7 negres peó · c6 negres peó · f6 negres cavall · f5 negres alfil · a4 blanques peó · c4 negres peó · d4 blanques peó · c3 blanques cavall · f3 blanques cavall · b2 blanques peó · e2 blanques peó · f2 blanques peó · g2 blanques peó · h2 blanques peó · a1 blanques torre · c1 blanques alfil · d1 blanques dama · e1 blanques rei · f1 blanques alfil · h1 blanques torre | a8 negres torre · b8 negres cavall · d8 negres dama · e8 negres rei · f8 negres alfil · h8 negres torre · a7 negres peó · b7 negres peó · e7 negres peó · f7 negres peó · g7 negres peó · h7 negres peó · c6 negres peó · f6 negres cavall · f5 negres alfil · a4 blanques peó · c4 negres peó · d4 blanques peó · c3 blanques cavall · f3 blanques cavall · b2 blanques peó · e2 blanques peó · f2 blanques peó · g2 blanques peó · h2 blanques peó · a1 blanques torre · c1 blanques alfil · d1 blanques dama · e1 blanques rei · f1 blanques alfil · h1 blanques torre | a8 negres torre · b8 negres cavall · d8 negres dama · e8 negres rei · f8 negres alfil · h8 negres torre · a7 negres peó · b7 negres peó · e7 negres peó · f7 negres peó · g7 negres peó · h7 negres peó · c6 negres peó · f6 negres cavall · f5 negres alfil · a4 blanques peó · c4 negres peó · d4 blanques peó · c3 blanques cavall · f3 blanques cavall · b2 blanques peó · e2 blanques peó · f2 blanques peó · g2 blanques peó · h2 blanques peó · a1 blanques torre · c1 blanques alfil · d1 blanques dama · e1 blanques rei · f1 blanques alfil · h1 blanques torre | a8 negres torre · b8 negres cavall · d8 negres dama · e8 negres rei · f8 negres alfil · h8 negres torre · a7 negres peó · b7 negres peó · e7 negres peó · f7 negres peó · g7 negres peó · h7 negres peó · c6 negres peó · f6 negres cavall · f5 negres alfil · a4 blanques peó · c4 negres peó · d4 blanques peó · c3 blanques cavall · f3 blanques cavall · b2 blanques peó · e2 blanques peó · f2 blanques peó · g2 blanques peó · h2 blanques peó · a1 blanques torre · c1 blanques alfil · d1 blanques dama · e1 blanques rei · f1 blanques alfil · h1 blanques torre | a8 negres torre · b8 negres cavall · d8 negres dama · e8 negres rei · f8 negres alfil · h8 negres torre · a7 negres peó · b7 negres peó · e7 negres peó · f7 negres peó · g7 negres peó · h7 negres peó · c6 negres peó · f6 negres cavall · f5 negres alfil · a4 blanques peó · c4 negres peó · d4 blanques peó · c3 blanques cavall · f3 blanques cavall · b2 blanques peó · e2 blanques peó · f2 blanques peó · g2 blanques peó · h2 blanques peó · a1 blanques torre · c1 blanques alfil · d1 blanques dama · e1 blanques rei · f1 blanques alfil · h1 blanques torre | 1 |
|   | a | b | c | d | e | f | g | h |   |

|   | a | b | c | d | e | f | g | h |   |
| 8 | a8 negres torre · b8 negres cavall · d8 negres dama · e8 negres rei · f8 negres alfil · h8 negres torre · a7 negres peó · b7 negres peó · e7 negres peó · f7 negres peó · g7 negres peó · h7 negres peó · c6 negres peó · f6 negres cavall · a4 blanques peó · c4 negres peó · d4 blanques peó · g4 negres alfil · c3 blanques cavall · f3 blanques cavall · b2 blanques peó · e2 blanques peó · f2 blanques peó · g2 blanques peó · h2 blanques peó · a1 blanques torre · c1 blanques alfil · d1 blanques dama · e1 blanques rei · f1 blanques alfil · h1 blanques torre | a8 negres torre · b8 negres cavall · d8 negres dama · e8 negres rei · f8 negres alfil · h8 negres torre · a7 negres peó · b7 negres peó · e7 negres peó · f7 negres peó · g7 negres peó · h7 negres peó · c6 negres peó · f6 negres cavall · a4 blanques peó · c4 negres peó · d4 blanques peó · g4 negres alfil · c3 blanques cavall · f3 blanques cavall · b2 blanques peó · e2 blanques peó · f2 blanques peó · g2 blanques peó · h2 blanques peó · a1 blanques torre · c1 blanques alfil · d1 blanques dama · e1 blanques rei · f1 blanques alfil · h1 blanques torre | a8 negres torre · b8 negres cavall · d8 negres dama · e8 negres rei · f8 negres alfil · h8 negres torre · a7 negres peó · b7 negres peó · e7 negres peó · f7 negres peó · g7 negres peó · h7 negres peó · c6 negres peó · f6 negres cavall · a4 blanques peó · c4 negres peó · d4 blanques peó · g4 negres alfil · c3 blanques cavall · f3 blanques cavall · b2 blanques peó · e2 blanques peó · f2 blanques peó · g2 blanques peó · h2 blanques peó · a1 blanques torre · c1 blanques alfil · d1 blanques dama · e1 blanques rei · f1 blanques alfil · h1 blanques torre | a8 negres torre · b8 negres cavall · d8 negres dama · e8 negres rei · f8 negres alfil · h8 negres torre · a7 negres peó · b7 negres peó · e7 negres peó · f7 negres peó · g7 negres peó · h7 negres peó · c6 negres peó · f6 negres cavall · a4 blanques peó · c4 negres peó · d4 blanques peó · g4 negres alfil · c3 blanques cavall · f3 blanques cavall · b2 blanques peó · e2 blanques peó · f2 blanques peó · g2 blanques peó · h2 blanques peó · a1 blanques torre · c1 blanques alfil · d1 blanques dama · e1 blanques rei · f1 blanques alfil · h1 blanques torre | a8 negres torre · b8 negres cavall · d8 negres dama · e8 negres rei · f8 negres alfil · h8 negres torre · a7 negres peó · b7 negres peó · e7 negres peó · f7 negres peó · g7 negres peó · h7 negres peó · c6 negres peó · f6 negres cavall · a4 blanques peó · c4 negres peó · d4 blanques peó · g4 negres alfil · c3 blanques cavall · f3 blanques cavall · b2 blanques peó · e2 blanques peó · f2 blanques peó · g2 blanques peó · h2 blanques peó · a1 blanques torre · c1 blanques alfil · d1 blanques dama · e1 blanques rei · f1 blanques alfil · h1 blanques torre | a8 negres torre · b8 negres cavall · d8 negres dama · e8 negres rei · f8 negres alfil · h8 negres torre · a7 negres peó · b7 negres peó · e7 negres peó · f7 negres peó · g7 negres peó · h7 negres peó · c6 negres peó · f6 negres cavall · a4 blanques peó · c4 negres peó · d4 blanques peó · g4 negres alfil · c3 blanques cavall · f3 blanques cavall · b2 blanques peó · e2 blanques peó · f2 blanques peó · g2 blanques peó · h2 blanques peó · a1 blanques torre · c1 blanques alfil · d1 blanques dama · e1 blanques rei · f1 blanques alfil · h1 blanques torre | a8 negres torre · b8 negres cavall · d8 negres dama · e8 negres rei · f8 negres alfil · h8 negres torre · a7 negres peó · b7 negres peó · e7 negres peó · f7 negres peó · g7 negres peó · h7 negres peó · c6 negres peó · f6 negres cavall · a4 blanques peó · c4 negres peó · d4 blanques peó · g4 negres alfil · c3 blanques cavall · f3 blanques cavall · b2 blanques peó · e2 blanques peó · f2 blanques peó · g2 blanques peó · h2 blanques peó · a1 blanques torre · c1 blanques alfil · d1 blanques dama · e1 blanques rei · f1 blanques alfil · h1 blanques torre | a8 negres torre · b8 negres cavall · d8 negres dama · e8 negres rei · f8 negres alfil · h8 negres torre · a7 negres peó · b7 negres peó · e7 negres peó · f7 negres peó · g7 negres peó · h7 negres peó · c6 negres peó · f6 negres cavall · a4 blanques peó · c4 negres peó · d4 blanques peó · g4 negres alfil · c3 blanques cavall · f3 blanques cavall · b2 blanques peó · e2 blanques peó · f2 blanques peó · g2 blanques peó · h2 blanques peó · a1 blanques torre · c1 blanques alfil · d1 blanques dama · e1 blanques rei · f1 blanques alfil · h1 blanques torre | 8 |
| 7 | a8 negres torre · b8 negres cavall · d8 negres dama · e8 negres rei · f8 negres alfil · h8 negres torre · a7 negres peó · b7 negres peó · e7 negres peó · f7 negres peó · g7 negres peó · h7 negres peó · c6 negres peó · f6 negres cavall · a4 blanques peó · c4 negres peó · d4 blanques peó · g4 negres alfil · c3 blanques cavall · f3 blanques cavall · b2 blanques peó · e2 blanques peó · f2 blanques peó · g2 blanques peó · h2 blanques peó · a1 blanques torre · c1 blanques alfil · d1 blanques dama · e1 blanques rei · f1 blanques alfil · h1 blanques torre | a8 negres torre · b8 negres cavall · d8 negres dama · e8 negres rei · f8 negres alfil · h8 negres torre · a7 negres peó · b7 negres peó · e7 negres peó · f7 negres peó · g7 negres peó · h7 negres peó · c6 negres peó · f6 negres cavall · a4 blanques peó · c4 negres peó · d4 blanques peó · g4 negres alfil · c3 blanques cavall · f3 blanques cavall · b2 blanques peó · e2 blanques peó · f2 blanques peó · g2 blanques peó · h2 blanques peó · a1 blanques torre · c1 blanques alfil · d1 blanques dama · e1 blanques rei · f1 blanques alfil · h1 blanques torre | a8 negres torre · b8 negres cavall · d8 negres dama · e8 negres rei · f8 negres alfil · h8 negres torre · a7 negres peó · b7 negres peó · e7 negres peó · f7 negres peó · g7 negres peó · h7 negres peó · c6 negres peó · f6 negres cavall · a4 blanques peó · c4 negres peó · d4 blanques peó · g4 negres alfil · c3 blanques cavall · f3 blanques cavall · b2 blanques peó · e2 blanques peó · f2 blanques peó · g2 blanques peó · h2 blanques peó · a1 blanques torre · c1 blanques alfil · d1 blanques dama · e1 blanques rei · f1 blanques alfil · h1 blanques torre | a8 negres torre · b8 negres cavall · d8 negres dama · e8 negres rei · f8 negres alfil · h8 negres torre · a7 negres peó · b7 negres peó · e7 negres peó · f7 negres peó · g7 negres peó · h7 negres peó · c6 negres peó · f6 negres cavall · a4 blanques peó · c4 negres peó · d4 blanques peó · g4 negres alfil · c3 blanques cavall · f3 blanques cavall · b2 blanques peó · e2 blanques peó · f2 blanques peó · g2 blanques peó · h2 blanques peó · a1 blanques torre · c1 blanques alfil · d1 blanques dama · e1 blanques rei · f1 blanques alfil · h1 blanques torre | a8 negres torre · b8 negres cavall · d8 negres dama · e8 negres rei · f8 negres alfil · h8 negres torre · a7 negres peó · b7 negres peó · e7 negres peó · f7 negres peó · g7 negres peó · h7 negres peó · c6 negres peó · f6 negres cavall · a4 blanques peó · c4 negres peó · d4 blanques peó · g4 negres alfil · c3 blanques cavall · f3 blanques cavall · b2 blanques peó · e2 blanques peó · f2 blanques peó · g2 blanques peó · h2 blanques peó · a1 blanques torre · c1 blanques alfil · d1 blanques dama · e1 blanques rei · f1 blanques alfil · h1 blanques torre | a8 negres torre · b8 negres cavall · d8 negres dama · e8 negres rei · f8 negres alfil · h8 negres torre · a7 negres peó · b7 negres peó · e7 negres peó · f7 negres peó · g7 negres peó · h7 negres peó · c6 negres peó · f6 negres cavall · a4 blanques peó · c4 negres peó · d4 blanques peó · g4 negres alfil · c3 blanques cavall · f3 blanques cavall · b2 blanques peó · e2 blanques peó · f2 blanques peó · g2 blanques peó · h2 blanques peó · a1 blanques torre · c1 blanques alfil · d1 blanques dama · e1 blanques rei · f1 blanques alfil · h1 blanques torre | a8 negres torre · b8 negres cavall · d8 negres dama · e8 negres rei · f8 negres alfil · h8 negres torre · a7 negres peó · b7 negres peó · e7 negres peó · f7 negres peó · g7 negres peó · h7 negres peó · c6 negres peó · f6 negres cavall · a4 blanques peó · c4 negres peó · d4 blanques peó · g4 negres alfil · c3 blanques cavall · f3 blanques cavall · b2 blanques peó · e2 blanques peó · f2 blanques peó · g2 blanques peó · h2 blanques peó · a1 blanques torre · c1 blanques alfil · d1 blanques dama · e1 blanques rei · f1 blanques alfil · h1 blanques torre | a8 negres torre · b8 negres cavall · d8 negres dama · e8 negres rei · f8 negres alfil · h8 negres torre · a7 negres peó · b7 negres peó · e7 negres peó · f7 negres peó · g7 negres peó · h7 negres peó · c6 negres peó · f6 negres cavall · a4 blanques peó · c4 negres peó · d4 blanques peó · g4 negres alfil · c3 blanques cavall · f3 blanques cavall · b2 blanques peó · e2 blanques peó · f2 blanques peó · g2 blanques peó · h2 blanques peó · a1 blanques torre · c1 blanques alfil · d1 blanques dama · e1 blanques rei · f1 blanques alfil · h1 blanques torre | 7 |
| 6 | a8 negres torre · b8 negres cavall · d8 negres dama · e8 negres rei · f8 negres alfil · h8 negres torre · a7 negres peó · b7 negres peó · e7 negres peó · f7 negres peó · g7 negres peó · h7 negres peó · c6 negres peó · f6 negres cavall · a4 blanques peó · c4 negres peó · d4 blanques peó · g4 negres alfil · c3 blanques cavall · f3 blanques cavall · b2 blanques peó · e2 blanques peó · f2 blanques peó · g2 blanques peó · h2 blanques peó · a1 blanques torre · c1 blanques alfil · d1 blanques dama · e1 blanques rei · f1 blanques alfil · h1 blanques torre | a8 negres torre · b8 negres cavall · d8 negres dama · e8 negres rei · f8 negres alfil · h8 negres torre · a7 negres peó · b7 negres peó · e7 negres peó · f7 negres peó · g7 negres peó · h7 negres peó · c6 negres peó · f6 negres cavall · a4 blanques peó · c4 negres peó · d4 blanques peó · g4 negres alfil · c3 blanques cavall · f3 blanques cavall · b2 blanques peó · e2 blanques peó · f2 blanques peó · g2 blanques peó · h2 blanques peó · a1 blanques torre · c1 blanques alfil · d1 blanques dama · e1 blanques rei · f1 blanques alfil · h1 blanques torre | a8 negres torre · b8 negres cavall · d8 negres dama · e8 negres rei · f8 negres alfil · h8 negres torre · a7 negres peó · b7 negres peó · e7 negres peó · f7 negres peó · g7 negres peó · h7 negres peó · c6 negres peó · f6 negres cavall · a4 blanques peó · c4 negres peó · d4 blanques peó · g4 negres alfil · c3 blanques cavall · f3 blanques cavall · b2 blanques peó · e2 blanques peó · f2 blanques peó · g2 blanques peó · h2 blanques peó · a1 blanques torre · c1 blanques alfil · d1 blanques dama · e1 blanques rei · f1 blanques alfil · h1 blanques torre | a8 negres torre · b8 negres cavall · d8 negres dama · e8 negres rei · f8 negres alfil · h8 negres torre · a7 negres peó · b7 negres peó · e7 negres peó · f7 negres peó · g7 negres peó · h7 negres peó · c6 negres peó · f6 negres cavall · a4 blanques peó · c4 negres peó · d4 blanques peó · g4 negres alfil · c3 blanques cavall · f3 blanques cavall · b2 blanques peó · e2 blanques peó · f2 blanques peó · g2 blanques peó · h2 blanques peó · a1 blanques torre · c1 blanques alfil · d1 blanques dama · e1 blanques rei · f1 blanques alfil · h1 blanques torre | a8 negres torre · b8 negres cavall · d8 negres dama · e8 negres rei · f8 negres alfil · h8 negres torre · a7 negres peó · b7 negres peó · e7 negres peó · f7 negres peó · g7 negres peó · h7 negres peó · c6 negres peó · f6 negres cavall · a4 blanques peó · c4 negres peó · d4 blanques peó · g4 negres alfil · c3 blanques cavall · f3 blanques cavall · b2 blanques peó · e2 blanques peó · f2 blanques peó · g2 blanques peó · h2 blanques peó · a1 blanques torre · c1 blanques alfil · d1 blanques dama · e1 blanques rei · f1 blanques alfil · h1 blanques torre | a8 negres torre · b8 negres cavall · d8 negres dama · e8 negres rei · f8 negres alfil · h8 negres torre · a7 negres peó · b7 negres peó · e7 negres peó · f7 negres peó · g7 negres peó · h7 negres peó · c6 negres peó · f6 negres cavall · a4 blanques peó · c4 negres peó · d4 blanques peó · g4 negres alfil · c3 blanques cavall · f3 blanques cavall · b2 blanques peó · e2 blanques peó · f2 blanques peó · g2 blanques peó · h2 blanques peó · a1 blanques torre · c1 blanques alfil · d1 blanques dama · e1 blanques rei · f1 blanques alfil · h1 blanques torre | a8 negres torre · b8 negres cavall · d8 negres dama · e8 negres rei · f8 negres alfil · h8 negres torre · a7 negres peó · b7 negres peó · e7 negres peó · f7 negres peó · g7 negres peó · h7 negres peó · c6 negres peó · f6 negres cavall · a4 blanques peó · c4 negres peó · d4 blanques peó · g4 negres alfil · c3 blanques cavall · f3 blanques cavall · b2 blanques peó · e2 blanques peó · f2 blanques peó · g2 blanques peó · h2 blanques peó · a1 blanques torre · c1 blanques alfil · d1 blanques dama · e1 blanques rei · f1 blanques alfil · h1 blanques torre | a8 negres torre · b8 negres cavall · d8 negres dama · e8 negres rei · f8 negres alfil · h8 negres torre · a7 negres peó · b7 negres peó · e7 negres peó · f7 negres peó · g7 negres peó · h7 negres peó · c6 negres peó · f6 negres cavall · a4 blanques peó · c4 negres peó · d4 blanques peó · g4 negres alfil · c3 blanques cavall · f3 blanques cavall · b2 blanques peó · e2 blanques peó · f2 blanques peó · g2 blanques peó · h2 blanques peó · a1 blanques torre · c1 blanques alfil · d1 blanques dama · e1 blanques rei · f1 blanques alfil · h1 blanques torre | 6 |
| 5 | a8 negres torre · b8 negres cavall · d8 negres dama · e8 negres rei · f8 negres alfil · h8 negres torre · a7 negres peó · b7 negres peó · e7 negres peó · f7 negres peó · g7 negres peó · h7 negres peó · c6 negres peó · f6 negres cavall · a4 blanques peó · c4 negres peó · d4 blanques peó · g4 negres alfil · c3 blanques cavall · f3 blanques cavall · b2 blanques peó · e2 blanques peó · f2 blanques peó · g2 blanques peó · h2 blanques peó · a1 blanques torre · c1 blanques alfil · d1 blanques dama · e1 blanques rei · f1 blanques alfil · h1 blanques torre | a8 negres torre · b8 negres cavall · d8 negres dama · e8 negres rei · f8 negres alfil · h8 negres torre · a7 negres peó · b7 negres peó · e7 negres peó · f7 negres peó · g7 negres peó · h7 negres peó · c6 negres peó · f6 negres cavall · a4 blanques peó · c4 negres peó · d4 blanques peó · g4 negres alfil · c3 blanques cavall · f3 blanques cavall · b2 blanques peó · e2 blanques peó · f2 blanques peó · g2 blanques peó · h2 blanques peó · a1 blanques torre · c1 blanques alfil · d1 blanques dama · e1 blanques rei · f1 blanques alfil · h1 blanques torre | a8 negres torre · b8 negres cavall · d8 negres dama · e8 negres rei · f8 negres alfil · h8 negres torre · a7 negres peó · b7 negres peó · e7 negres peó · f7 negres peó · g7 negres peó · h7 negres peó · c6 negres peó · f6 negres cavall · a4 blanques peó · c4 negres peó · d4 blanques peó · g4 negres alfil · c3 blanques cavall · f3 blanques cavall · b2 blanques peó · e2 blanques peó · f2 blanques peó · g2 blanques peó · h2 blanques peó · a1 blanques torre · c1 blanques alfil · d1 blanques dama · e1 blanques rei · f1 blanques alfil · h1 blanques torre | a8 negres torre · b8 negres cavall · d8 negres dama · e8 negres rei · f8 negres alfil · h8 negres torre · a7 negres peó · b7 negres peó · e7 negres peó · f7 negres peó · g7 negres peó · h7 negres peó · c6 negres peó · f6 negres cavall · a4 blanques peó · c4 negres peó · d4 blanques peó · g4 negres alfil · c3 blanques cavall · f3 blanques cavall · b2 blanques peó · e2 blanques peó · f2 blanques peó · g2 blanques peó · h2 blanques peó · a1 blanques torre · c1 blanques alfil · d1 blanques dama · e1 blanques rei · f1 blanques alfil · h1 blanques torre | a8 negres torre · b8 negres cavall · d8 negres dama · e8 negres rei · f8 negres alfil · h8 negres torre · a7 negres peó · b7 negres peó · e7 negres peó · f7 negres peó · g7 negres peó · h7 negres peó · c6 negres peó · f6 negres cavall · a4 blanques peó · c4 negres peó · d4 blanques peó · g4 negres alfil · c3 blanques cavall · f3 blanques cavall · b2 blanques peó · e2 blanques peó · f2 blanques peó · g2 blanques peó · h2 blanques peó · a1 blanques torre · c1 blanques alfil · d1 blanques dama · e1 blanques rei · f1 blanques alfil · h1 blanques torre | a8 negres torre · b8 negres cavall · d8 negres dama · e8 negres rei · f8 negres alfil · h8 negres torre · a7 negres peó · b7 negres peó · e7 negres peó · f7 negres peó · g7 negres peó · h7 negres peó · c6 negres peó · f6 negres cavall · a4 blanques peó · c4 negres peó · d4 blanques peó · g4 negres alfil · c3 blanques cavall · f3 blanques cavall · b2 blanques peó · e2 blanques peó · f2 blanques peó · g2 blanques peó · h2 blanques peó · a1 blanques torre · c1 blanques alfil · d1 blanques dama · e1 blanques rei · f1 blanques alfil · h1 blanques torre | a8 negres torre · b8 negres cavall · d8 negres dama · e8 negres rei · f8 negres alfil · h8 negres torre · a7 negres peó · b7 negres peó · e7 negres peó · f7 negres peó · g7 negres peó · h7 negres peó · c6 negres peó · f6 negres cavall · a4 blanques peó · c4 negres peó · d4 blanques peó · g4 negres alfil · c3 blanques cavall · f3 blanques cavall · b2 blanques peó · e2 blanques peó · f2 blanques peó · g2 blanques peó · h2 blanques peó · a1 blanques torre · c1 blanques alfil · d1 blanques dama · e1 blanques rei · f1 blanques alfil · h1 blanques torre | a8 negres torre · b8 negres cavall · d8 negres dama · e8 negres rei · f8 negres alfil · h8 negres torre · a7 negres peó · b7 negres peó · e7 negres peó · f7 negres peó · g7 negres peó · h7 negres peó · c6 negres peó · f6 negres cavall · a4 blanques peó · c4 negres peó · d4 blanques peó · g4 negres alfil · c3 blanques cavall · f3 blanques cavall · b2 blanques peó · e2 blanques peó · f2 blanques peó · g2 blanques peó · h2 blanques peó · a1 blanques torre · c1 blanques alfil · d1 blanques dama · e1 blanques rei · f1 blanques alfil · h1 blanques torre | 5 |
| 4 | a8 negres torre · b8 negres cavall · d8 negres dama · e8 negres rei · f8 negres alfil · h8 negres torre · a7 negres peó · b7 negres peó · e7 negres peó · f7 negres peó · g7 negres peó · h7 negres peó · c6 negres peó · f6 negres cavall · a4 blanques peó · c4 negres peó · d4 blanques peó · g4 negres alfil · c3 blanques cavall · f3 blanques cavall · b2 blanques peó · e2 blanques peó · f2 blanques peó · g2 blanques peó · h2 blanques peó · a1 blanques torre · c1 blanques alfil · d1 blanques dama · e1 blanques rei · f1 blanques alfil · h1 blanques torre | a8 negres torre · b8 negres cavall · d8 negres dama · e8 negres rei · f8 negres alfil · h8 negres torre · a7 negres peó · b7 negres peó · e7 negres peó · f7 negres peó · g7 negres peó · h7 negres peó · c6 negres peó · f6 negres cavall · a4 blanques peó · c4 negres peó · d4 blanques peó · g4 negres alfil · c3 blanques cavall · f3 blanques cavall · b2 blanques peó · e2 blanques peó · f2 blanques peó · g2 blanques peó · h2 blanques peó · a1 blanques torre · c1 blanques alfil · d1 blanques dama · e1 blanques rei · f1 blanques alfil · h1 blanques torre | a8 negres torre · b8 negres cavall · d8 negres dama · e8 negres rei · f8 negres alfil · h8 negres torre · a7 negres peó · b7 negres peó · e7 negres peó · f7 negres peó · g7 negres peó · h7 negres peó · c6 negres peó · f6 negres cavall · a4 blanques peó · c4 negres peó · d4 blanques peó · g4 negres alfil · c3 blanques cavall · f3 blanques cavall · b2 blanques peó · e2 blanques peó · f2 blanques peó · g2 blanques peó · h2 blanques peó · a1 blanques torre · c1 blanques alfil · d1 blanques dama · e1 blanques rei · f1 blanques alfil · h1 blanques torre | a8 negres torre · b8 negres cavall · d8 negres dama · e8 negres rei · f8 negres alfil · h8 negres torre · a7 negres peó · b7 negres peó · e7 negres peó · f7 negres peó · g7 negres peó · h7 negres peó · c6 negres peó · f6 negres cavall · a4 blanques peó · c4 negres peó · d4 blanques peó · g4 negres alfil · c3 blanques cavall · f3 blanques cavall · b2 blanques peó · e2 blanques peó · f2 blanques peó · g2 blanques peó · h2 blanques peó · a1 blanques torre · c1 blanques alfil · d1 blanques dama · e1 blanques rei · f1 blanques alfil · h1 blanques torre | a8 negres torre · b8 negres cavall · d8 negres dama · e8 negres rei · f8 negres alfil · h8 negres torre · a7 negres peó · b7 negres peó · e7 negres peó · f7 negres peó · g7 negres peó · h7 negres peó · c6 negres peó · f6 negres cavall · a4 blanques peó · c4 negres peó · d4 blanques peó · g4 negres alfil · c3 blanques cavall · f3 blanques cavall · b2 blanques peó · e2 blanques peó · f2 blanques peó · g2 blanques peó · h2 blanques peó · a1 blanques torre · c1 blanques alfil · d1 blanques dama · e1 blanques rei · f1 blanques alfil · h1 blanques torre | a8 negres torre · b8 negres cavall · d8 negres dama · e8 negres rei · f8 negres alfil · h8 negres torre · a7 negres peó · b7 negres peó · e7 negres peó · f7 negres peó · g7 negres peó · h7 negres peó · c6 negres peó · f6 negres cavall · a4 blanques peó · c4 negres peó · d4 blanques peó · g4 negres alfil · c3 blanques cavall · f3 blanques cavall · b2 blanques peó · e2 blanques peó · f2 blanques peó · g2 blanques peó · h2 blanques peó · a1 blanques torre · c1 blanques alfil · d1 blanques dama · e1 blanques rei · f1 blanques alfil · h1 blanques torre | a8 negres torre · b8 negres cavall · d8 negres dama · e8 negres rei · f8 negres alfil · h8 negres torre · a7 negres peó · b7 negres peó · e7 negres peó · f7 negres peó · g7 negres peó · h7 negres peó · c6 negres peó · f6 negres cavall · a4 blanques peó · c4 negres peó · d4 blanques peó · g4 negres alfil · c3 blanques cavall · f3 blanques cavall · b2 blanques peó · e2 blanques peó · f2 blanques peó · g2 blanques peó · h2 blanques peó · a1 blanques torre · c1 blanques alfil · d1 blanques dama · e1 blanques rei · f1 blanques alfil · h1 blanques torre | a8 negres torre · b8 negres cavall · d8 negres dama · e8 negres rei · f8 negres alfil · h8 negres torre · a7 negres peó · b7 negres peó · e7 negres peó · f7 negres peó · g7 negres peó · h7 negres peó · c6 negres peó · f6 negres cavall · a4 blanques peó · c4 negres peó · d4 blanques peó · g4 negres alfil · c3 blanques cavall · f3 blanques cavall · b2 blanques peó · e2 blanques peó · f2 blanques peó · g2 blanques peó · h2 blanques peó · a1 blanques torre · c1 blanques alfil · d1 blanques dama · e1 blanques rei · f1 blanques alfil · h1 blanques torre | 4 |
| 3 | a8 negres torre · b8 negres cavall · d8 negres dama · e8 negres rei · f8 negres alfil · h8 negres torre · a7 negres peó · b7 negres peó · e7 negres peó · f7 negres peó · g7 negres peó · h7 negres peó · c6 negres peó · f6 negres cavall · a4 blanques peó · c4 negres peó · d4 blanques peó · g4 negres alfil · c3 blanques cavall · f3 blanques cavall · b2 blanques peó · e2 blanques peó · f2 blanques peó · g2 blanques peó · h2 blanques peó · a1 blanques torre · c1 blanques alfil · d1 blanques dama · e1 blanques rei · f1 blanques alfil · h1 blanques torre | a8 negres torre · b8 negres cavall · d8 negres dama · e8 negres rei · f8 negres alfil · h8 negres torre · a7 negres peó · b7 negres peó · e7 negres peó · f7 negres peó · g7 negres peó · h7 negres peó · c6 negres peó · f6 negres cavall · a4 blanques peó · c4 negres peó · d4 blanques peó · g4 negres alfil · c3 blanques cavall · f3 blanques cavall · b2 blanques peó · e2 blanques peó · f2 blanques peó · g2 blanques peó · h2 blanques peó · a1 blanques torre · c1 blanques alfil · d1 blanques dama · e1 blanques rei · f1 blanques alfil · h1 blanques torre | a8 negres torre · b8 negres cavall · d8 negres dama · e8 negres rei · f8 negres alfil · h8 negres torre · a7 negres peó · b7 negres peó · e7 negres peó · f7 negres peó · g7 negres peó · h7 negres peó · c6 negres peó · f6 negres cavall · a4 blanques peó · c4 negres peó · d4 blanques peó · g4 negres alfil · c3 blanques cavall · f3 blanques cavall · b2 blanques peó · e2 blanques peó · f2 blanques peó · g2 blanques peó · h2 blanques peó · a1 blanques torre · c1 blanques alfil · d1 blanques dama · e1 blanques rei · f1 blanques alfil · h1 blanques torre | a8 negres torre · b8 negres cavall · d8 negres dama · e8 negres rei · f8 negres alfil · h8 negres torre · a7 negres peó · b7 negres peó · e7 negres peó · f7 negres peó · g7 negres peó · h7 negres peó · c6 negres peó · f6 negres cavall · a4 blanques peó · c4 negres peó · d4 blanques peó · g4 negres alfil · c3 blanques cavall · f3 blanques cavall · b2 blanques peó · e2 blanques peó · f2 blanques peó · g2 blanques peó · h2 blanques peó · a1 blanques torre · c1 blanques alfil · d1 blanques dama · e1 blanques rei · f1 blanques alfil · h1 blanques torre | a8 negres torre · b8 negres cavall · d8 negres dama · e8 negres rei · f8 negres alfil · h8 negres torre · a7 negres peó · b7 negres peó · e7 negres peó · f7 negres peó · g7 negres peó · h7 negres peó · c6 negres peó · f6 negres cavall · a4 blanques peó · c4 negres peó · d4 blanques peó · g4 negres alfil · c3 blanques cavall · f3 blanques cavall · b2 blanques peó · e2 blanques peó · f2 blanques peó · g2 blanques peó · h2 blanques peó · a1 blanques torre · c1 blanques alfil · d1 blanques dama · e1 blanques rei · f1 blanques alfil · h1 blanques torre | a8 negres torre · b8 negres cavall · d8 negres dama · e8 negres rei · f8 negres alfil · h8 negres torre · a7 negres peó · b7 negres peó · e7 negres peó · f7 negres peó · g7 negres peó · h7 negres peó · c6 negres peó · f6 negres cavall · a4 blanques peó · c4 negres peó · d4 blanques peó · g4 negres alfil · c3 blanques cavall · f3 blanques cavall · b2 blanques peó · e2 blanques peó · f2 blanques peó · g2 blanques peó · h2 blanques peó · a1 blanques torre · c1 blanques alfil · d1 blanques dama · e1 blanques rei · f1 blanques alfil · h1 blanques torre | a8 negres torre · b8 negres cavall · d8 negres dama · e8 negres rei · f8 negres alfil · h8 negres torre · a7 negres peó · b7 negres peó · e7 negres peó · f7 negres peó · g7 negres peó · h7 negres peó · c6 negres peó · f6 negres cavall · a4 blanques peó · c4 negres peó · d4 blanques peó · g4 negres alfil · c3 blanques cavall · f3 blanques cavall · b2 blanques peó · e2 blanques peó · f2 blanques peó · g2 blanques peó · h2 blanques peó · a1 blanques torre · c1 blanques alfil · d1 blanques dama · e1 blanques rei · f1 blanques alfil · h1 blanques torre | a8 negres torre · b8 negres cavall · d8 negres dama · e8 negres rei · f8 negres alfil · h8 negres torre · a7 negres peó · b7 negres peó · e7 negres peó · f7 negres peó · g7 negres peó · h7 negres peó · c6 negres peó · f6 negres cavall · a4 blanques peó · c4 negres peó · d4 blanques peó · g4 negres alfil · c3 blanques cavall · f3 blanques cavall · b2 blanques peó · e2 blanques peó · f2 blanques peó · g2 blanques peó · h2 blanques peó · a1 blanques torre · c1 blanques alfil · d1 blanques dama · e1 blanques rei · f1 blanques alfil · h1 blanques torre | 3 |
| 2 | a8 negres torre · b8 negres cavall · d8 negres dama · e8 negres rei · f8 negres alfil · h8 negres torre · a7 negres peó · b7 negres peó · e7 negres peó · f7 negres peó · g7 negres peó · h7 negres peó · c6 negres peó · f6 negres cavall · a4 blanques peó · c4 negres peó · d4 blanques peó · g4 negres alfil · c3 blanques cavall · f3 blanques cavall · b2 blanques peó · e2 blanques peó · f2 blanques peó · g2 blanques peó · h2 blanques peó · a1 blanques torre · c1 blanques alfil · d1 blanques dama · e1 blanques rei · f1 blanques alfil · h1 blanques torre | a8 negres torre · b8 negres cavall · d8 negres dama · e8 negres rei · f8 negres alfil · h8 negres torre · a7 negres peó · b7 negres peó · e7 negres peó · f7 negres peó · g7 negres peó · h7 negres peó · c6 negres peó · f6 negres cavall · a4 blanques peó · c4 negres peó · d4 blanques peó · g4 negres alfil · c3 blanques cavall · f3 blanques cavall · b2 blanques peó · e2 blanques peó · f2 blanques peó · g2 blanques peó · h2 blanques peó · a1 blanques torre · c1 blanques alfil · d1 blanques dama · e1 blanques rei · f1 blanques alfil · h1 blanques torre | a8 negres torre · b8 negres cavall · d8 negres dama · e8 negres rei · f8 negres alfil · h8 negres torre · a7 negres peó · b7 negres peó · e7 negres peó · f7 negres peó · g7 negres peó · h7 negres peó · c6 negres peó · f6 negres cavall · a4 blanques peó · c4 negres peó · d4 blanques peó · g4 negres alfil · c3 blanques cavall · f3 blanques cavall · b2 blanques peó · e2 blanques peó · f2 blanques peó · g2 blanques peó · h2 blanques peó · a1 blanques torre · c1 blanques alfil · d1 blanques dama · e1 blanques rei · f1 blanques alfil · h1 blanques torre | a8 negres torre · b8 negres cavall · d8 negres dama · e8 negres rei · f8 negres alfil · h8 negres torre · a7 negres peó · b7 negres peó · e7 negres peó · f7 negres peó · g7 negres peó · h7 negres peó · c6 negres peó · f6 negres cavall · a4 blanques peó · c4 negres peó · d4 blanques peó · g4 negres alfil · c3 blanques cavall · f3 blanques cavall · b2 blanques peó · e2 blanques peó · f2 blanques peó · g2 blanques peó · h2 blanques peó · a1 blanques torre · c1 blanques alfil · d1 blanques dama · e1 blanques rei · f1 blanques alfil · h1 blanques torre | a8 negres torre · b8 negres cavall · d8 negres dama · e8 negres rei · f8 negres alfil · h8 negres torre · a7 negres peó · b7 negres peó · e7 negres peó · f7 negres peó · g7 negres peó · h7 negres peó · c6 negres peó · f6 negres cavall · a4 blanques peó · c4 negres peó · d4 blanques peó · g4 negres alfil · c3 blanques cavall · f3 blanques cavall · b2 blanques peó · e2 blanques peó · f2 blanques peó · g2 blanques peó · h2 blanques peó · a1 blanques torre · c1 blanques alfil · d1 blanques dama · e1 blanques rei · f1 blanques alfil · h1 blanques torre | a8 negres torre · b8 negres cavall · d8 negres dama · e8 negres rei · f8 negres alfil · h8 negres torre · a7 negres peó · b7 negres peó · e7 negres peó · f7 negres peó · g7 negres peó · h7 negres peó · c6 negres peó · f6 negres cavall · a4 blanques peó · c4 negres peó · d4 blanques peó · g4 negres alfil · c3 blanques cavall · f3 blanques cavall · b2 blanques peó · e2 blanques peó · f2 blanques peó · g2 blanques peó · h2 blanques peó · a1 blanques torre · c1 blanques alfil · d1 blanques dama · e1 blanques rei · f1 blanques alfil · h1 blanques torre | a8 negres torre · b8 negres cavall · d8 negres dama · e8 negres rei · f8 negres alfil · h8 negres torre · a7 negres peó · b7 negres peó · e7 negres peó · f7 negres peó · g7 negres peó · h7 negres peó · c6 negres peó · f6 negres cavall · a4 blanques peó · c4 negres peó · d4 blanques peó · g4 negres alfil · c3 blanques cavall · f3 blanques cavall · b2 blanques peó · e2 blanques peó · f2 blanques peó · g2 blanques peó · h2 blanques peó · a1 blanques torre · c1 blanques alfil · d1 blanques dama · e1 blanques rei · f1 blanques alfil · h1 blanques torre | a8 negres torre · b8 negres cavall · d8 negres dama · e8 negres rei · f8 negres alfil · h8 negres torre · a7 negres peó · b7 negres peó · e7 negres peó · f7 negres peó · g7 negres peó · h7 negres peó · c6 negres peó · f6 negres cavall · a4 blanques peó · c4 negres peó · d4 blanques peó · g4 negres alfil · c3 blanques cavall · f3 blanques cavall · b2 blanques peó · e2 blanques peó · f2 blanques peó · g2 blanques peó · h2 blanques peó · a1 blanques torre · c1 blanques alfil · d1 blanques dama · e1 blanques rei · f1 blanques alfil · h1 blanques torre | 2 |
| 1 | a8 negres torre · b8 negres cavall · d8 negres dama · e8 negres rei · f8 negres alfil · h8 negres torre · a7 negres peó · b7 negres peó · e7 negres peó · f7 negres peó · g7 negres peó · h7 negres peó · c6 negres peó · f6 negres cavall · a4 blanques peó · c4 negres peó · d4 blanques peó · g4 negres alfil · c3 blanques cavall · f3 blanques cavall · b2 blanques peó · e2 blanques peó · f2 blanques peó · g2 blanques peó · h2 blanques peó · a1 blanques torre · c1 blanques alfil · d1 blanques dama · e1 blanques rei · f1 blanques alfil · h1 blanques torre | a8 negres torre · b8 negres cavall · d8 negres dama · e8 negres rei · f8 negres alfil · h8 negres torre · a7 negres peó · b7 negres peó · e7 negres peó · f7 negres peó · g7 negres peó · h7 negres peó · c6 negres peó · f6 negres cavall · a4 blanques peó · c4 negres peó · d4 blanques peó · g4 negres alfil · c3 blanques cavall · f3 blanques cavall · b2 blanques peó · e2 blanques peó · f2 blanques peó · g2 blanques peó · h2 blanques peó · a1 blanques torre · c1 blanques alfil · d1 blanques dama · e1 blanques rei · f1 blanques alfil · h1 blanques torre | a8 negres torre · b8 negres cavall · d8 negres dama · e8 negres rei · f8 negres alfil · h8 negres torre · a7 negres peó · b7 negres peó · e7 negres peó · f7 negres peó · g7 negres peó · h7 negres peó · c6 negres peó · f6 negres cavall · a4 blanques peó · c4 negres peó · d4 blanques peó · g4 negres alfil · c3 blanques cavall · f3 blanques cavall · b2 blanques peó · e2 blanques peó · f2 blanques peó · g2 blanques peó · h2 blanques peó · a1 blanques torre · c1 blanques alfil · d1 blanques dama · e1 blanques rei · f1 blanques alfil · h1 blanques torre | a8 negres torre · b8 negres cavall · d8 negres dama · e8 negres rei · f8 negres alfil · h8 negres torre · a7 negres peó · b7 negres peó · e7 negres peó · f7 negres peó · g7 negres peó · h7 negres peó · c6 negres peó · f6 negres cavall · a4 blanques peó · c4 negres peó · d4 blanques peó · g4 negres alfil · c3 blanques cavall · f3 blanques cavall · b2 blanques peó · e2 blanques peó · f2 blanques peó · g2 blanques peó · h2 blanques peó · a1 blanques torre · c1 blanques alfil · d1 blanques dama · e1 blanques rei · f1 blanques alfil · h1 blanques torre | a8 negres torre · b8 negres cavall · d8 negres dama · e8 negres rei · f8 negres alfil · h8 negres torre · a7 negres peó · b7 negres peó · e7 negres peó · f7 negres peó · g7 negres peó · h7 negres peó · c6 negres peó · f6 negres cavall · a4 blanques peó · c4 negres peó · d4 blanques peó · g4 negres alfil · c3 blanques cavall · f3 blanques cavall · b2 blanques peó · e2 blanques peó · f2 blanques peó · g2 blanques peó · h2 blanques peó · a1 blanques torre · c1 blanques alfil · d1 blanques dama · e1 blanques rei · f1 blanques alfil · h1 blanques torre | a8 negres torre · b8 negres cavall · d8 negres dama · e8 negres rei · f8 negres alfil · h8 negres torre · a7 negres peó · b7 negres peó · e7 negres peó · f7 negres peó · g7 negres peó · h7 negres peó · c6 negres peó · f6 negres cavall · a4 blanques peó · c4 negres peó · d4 blanques peó · g4 negres alfil · c3 blanques cavall · f3 blanques cavall · b2 blanques peó · e2 blanques peó · f2 blanques peó · g2 blanques peó · h2 blanques peó · a1 blanques torre · c1 blanques alfil · d1 blanques dama · e1 blanques rei · f1 blanques alfil · h1 blanques torre | a8 negres torre · b8 negres cavall · d8 negres dama · e8 negres rei · f8 negres alfil · h8 negres torre · a7 negres peó · b7 negres peó · e7 negres peó · f7 negres peó · g7 negres peó · h7 negres peó · c6 negres peó · f6 negres cavall · a4 blanques peó · c4 negres peó · d4 blanques peó · g4 negres alfil · c3 blanques cavall · f3 blanques cavall · b2 blanques peó · e2 blanques peó · f2 blanques peó · g2 blanques peó · h2 blanques peó · a1 blanques torre · c1 blanques alfil · d1 blanques dama · e1 blanques rei · f1 blanques alfil · h1 blanques torre | a8 negres torre · b8 negres cavall · d8 negres dama · e8 negres rei · f8 negres alfil · h8 negres torre · a7 negres peó · b7 negres peó · e7 negres peó · f7 negres peó · g7 negres peó · h7 negres peó · c6 negres peó · f6 negres cavall · a4 blanques peó · c4 negres peó · d4 blanques peó · g4 negres alfil · c3 blanques cavall · f3 blanques cavall · b2 blanques peó · e2 blanques peó · f2 blanques peó · g2 blanques peó · h2 blanques peó · a1 blanques torre · c1 blanques alfil · d1 blanques dama · e1 blanques rei · f1 blanques alfil · h1 blanques torre | 1 |
|   | a | b | c | d | e | f | g | h |   |

L'eslava es pot plantejar des de diferents ordres de jugades.
Les diverses possibilitats inclouen 1.d4 d5 2.Cf3 Cf6 3.c4 c6, 1.Cf3 d5 2.c4 c6 3.d4 Cf6, i pràctiament qualsevol combinació d'aquests moviments.
A partir de la posició eslava estàndard (1.d4 d5 2.c4 c6), les continuacions més importants són:
- 3.Cc3 e5 (contragambit Winawer)
- 3.Cc3 e6 (defensa semieslava)
- 3.cxd5 cxd5 (variant del canvi)
- 3.Cf3 e6 (defensa semieslava)
- 3.Cf3 Cf6 4.Cc3 (línia principal)
  - 4... a6
  - 4... dxc4 (eslava acceptada)
    - 5.a4 (variant Alapin)
      - 5... Ca6 (variant Smislov)
      - 5... e6 (variant Soultanbéieff)
      - 5... Af5 (variant txeca)
        - 6.e3 (variant holandesa)
        - 6.Ce5 (atac Krause)
        - 6.Ch4

      - 5... Ag4 (variant Steiner)

    - 5.e3 (variant Alekhin)
    - 5.e4 (gambit eslau)

  - 4... e6 (defensa semieslava)
  - 4... g6 (variant Schlechter)
- 3.Cf3 Cf6 4.e3 (eslava refusada)

La variant del canvi de l'eslava "és el sistema que evita la diversió de jugar l'eslava" per les negres.
Després de 3.cxd5 cxd5, sorgeix una posició simètrica que dona a les blanques només l'avantatge de la seva jugada extra, però la posició taulífera tampoc no permet a les negres tenir oportunitats de guanyar, llevat que les blanques siguin molt ambicioses i juguin arriscadament. Per evitar aquesta possibilitat, les negres sovint juguen l'ordre 2...e6 seguit de 3...c6 per entrar a la semieslava.
Les negres també poden transposar a la defensa semieslava tot jugant ...e6 en la tercera jugada, o en la quarta.
La semieslava, una combinació de la defensa ortodoxa i la defensa eslava, és una obertura molt complexa per si mateixa.
Després de 3.Cc3, la pressió sobre el centre de les negres evita 3...Af5?, ja que després de 4.cxd5 cxd5 5.Db3 guanyaria un peó per les blanques.
Un altre intent negre que no funcionaria seria 3...Cf6 4.e3 Af5 5.cxd5 cxd5 6.Db3 Ac8 i ara f4 i Cf3 seguit de Ce5 dona a les blanques gran avantatge.
Les negres poden triar de jugar el contragambit Winawer, 3.Cc3 e5, que fou jugat per primer cop a Marshall-Winawer, Montecarlo 1901, però habitualment les blanques transposen a la semieslava ja sigui amb 3...e6 o bé amb 3...Cf6 4.Cf3 e6.
Però més popular que Cc3 és l'altra jugada blanca de cavall: les blanques poden evitar les complexitats de l'eslava acceptada entrant a l'eslava declinada, amb 3.Cf3 Cf6 4.e3.
Una continuació habitual és 4...Af5 5.cxd5 cxd5. Les blanques intentaran treure avantatge del l'absència de l'alfil de dama negre al seu flanc, però això no és suficient per a l'avantatge si les negres juguen curosament. Un altre camí és 4...Ag4, que també tendeix a la igualtat.
La línia principal continua 3.Cf3 Cf6 4.Cc3.
Les negres no haurien de fer 4...Af5 perquè les blanques obtindrien avantatge tant amb 5.Db3 com amb 5.cxd5 seguit de 6.Db3.
Tradicionalment les negres trien entre 4...e6 i 4...dxc4 abans de desenvolupar el seu alfil de dama, però en els 1990 s'introduí 4...a6, amb la idea de desenvolupar el flanc de dama sense tancar l'alfil de dama ni entregar el centre.
Com anteriorment, 4...e6 transposa a la semieslava.
L'eslava acceptada continua amb 4...dxc4.
La continuació més aguda per les blanques és el gambit eslau, 5.e4 b5.
Les blanques continuen llavors normalment amb el gambit Hèl·ler-Tóluix, 6.e5 Cd5 7.a4 e6, tot i que no és clar que l'atac sigui suficientment fort per compensar el peó sacrificat. L'avaluació d'aquesta línia va canviant a mesura que es troben millores, però des de 2005 es considera en general millor per les negres.
D'altres opcions per les blanques a l'eslava acceptada són 5.e3 (variant Alekhin) i 5.a4 (variant Alapín).
Ambdues jugades són populars, amb 5.e3 com a opció més sòlida, i 5.a4 com a més agressiva.
Amb 5.a4 les blanques actúen contra ...b5 i preparen 6.e4 i 7.Axc4.
Les negres tenen diverses opcions viables contra 5.a4:
Les línies amb 5...a6 poden ser dificultoses. Les negres es preparen per aguantar el peó de gambit amb ...b5, i la partida pot transposar al complex de la variant Merano o de la semieslava.
Amb la variant Smislov, 5...Ca6, les negres permeten que el peó-e arribi a e4, però poden obtenir contrajoc amb ...Ag4 i potser portant el cavall a b4, per exemple: 6.e4 Ag4 7.Axc4 e6 8.0-0 Cb4.
La variant txeca pot considerar-se la línia principal.
Amb 5...Af5, les negres eviten 6.e4.
Si les blanques fan 6.e3 (variant holandesa), el joc pot continuar 6...e6 7.Axc4 Ab4 8.0-0 0-0 amb una partida tranquil·la. Les negres també poden optar per 6...Ca6 amb la idea de 7...Cb4, coneguda com a variant holandesa-Lasker.
Una línia més enèrgica comença amb 6.Ce5 (atac Krause) en què les blanques intenten f2-f3 i e2-e4 o Cxc4, potser seguit d'un fianchetto de l'alfil de rei amb g2-g3 i Ag2.
Les negres poden triar entre 6...Cbd7 7.Cxc4 Dc7, que deixaria les blanques una mica millor, o bé 6...e6 7.f3 Ab4, quan 8.e4 Axe4 9.fxe4 Cxe4 és un complex sacrifici de peça, amb la possible continuació 10.Ad2 Dxd4 11.Cxe4 Dxe4+ 12.De2 Axd2+ 13.Rxd2 Dd5+ 14.Rc2 Ca6.
A la variant Steiner (anomenada també variant Bronstein), 5...Ag4, les blanques no haurien d'optar per e4 a causa de la possibilitat 6.e4 e5.
La partida continua més sovint 6.Ce5 Ah5.